# División electoral de Chile
La actual división electoral de Chile es un conjunto de dos sistemas de división político-administrativa del país con fines electorales: el primero es para las elecciones parlamentarias y de convencionales constituyentes y otro para las elecciones de consejeros regionales; el primero establece simultáneamente 28 distritos electorales (conformados como conjuntos de comunas) y 16 circunscripciones senatoriales (conformados como conjuntos de distritos de una misma región) que entraron en vigor en las elecciones parlamentarias realizadas el 19 de noviembre de 2017 y el segundo establece 66 circunscripciones provinciales (basados en las provincias del país).
Esta división permite la elección de los miembros de cada uno de los órganos mencionados: en el caso del Congreso Nacional, en cada distrito se eligen 3, 4, 5, 6, 7 u 8 diputados y cada circunscripción senatorial hace lo propio con 2, 3 o 5 senadores de forma proporcional según corresponda; en el caso de cada uno de los consejos regionales, se elige una cantidad de consejeros regionales que es proporcional a la población de cada provincia.

## División electoral parlamentaria

### Actual división electoral (2018-)

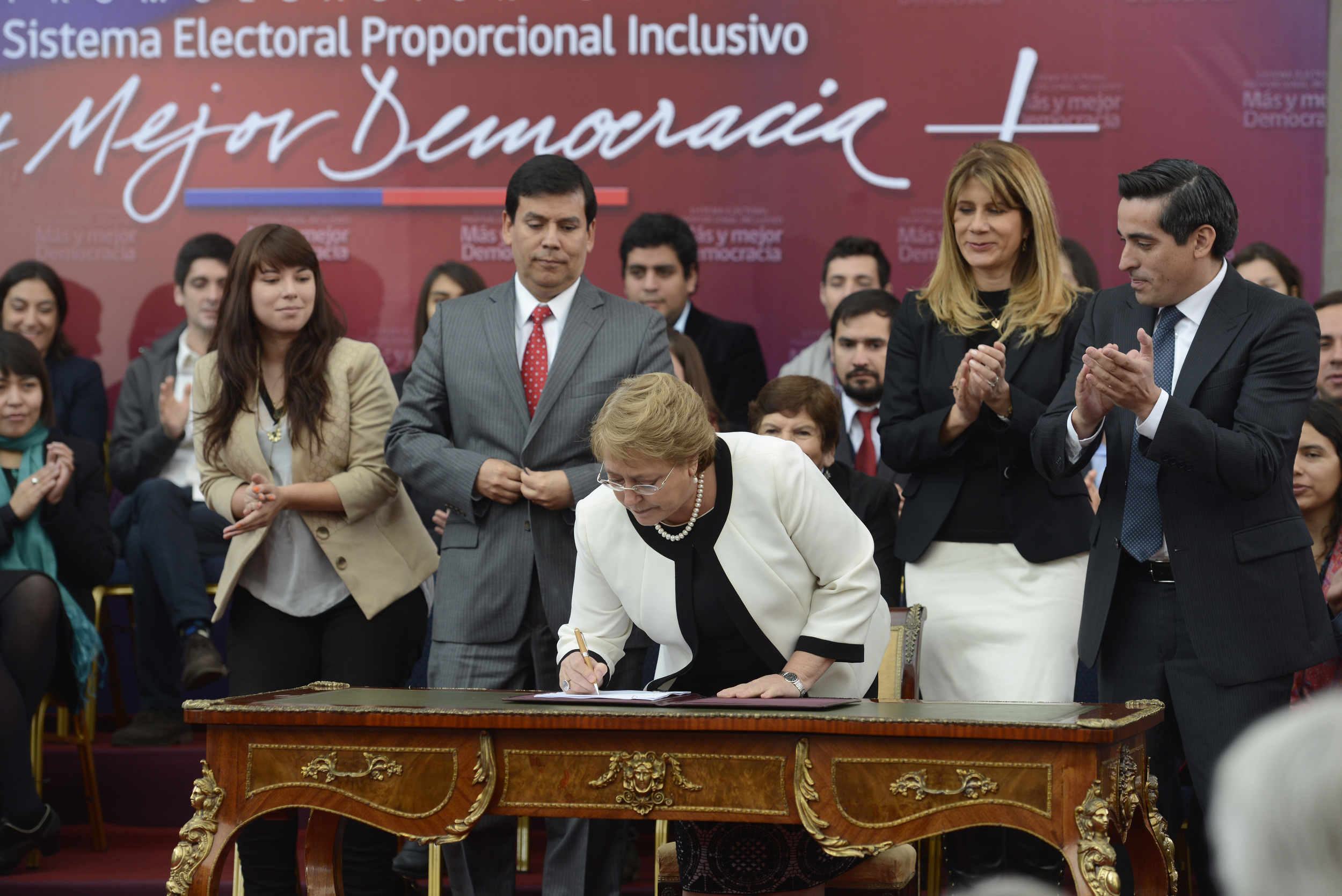
Michelle Bachelet en la promulgación del nuevo sistema electoral en 2015.

Distritos para la Cámara de Diputados de Chile, y el número de diputados que elige cada uno actualmente.

Mapa de los distritos y circunscripciones en que se divide el país para las elecciones parlamentarias.

A fines del primer gobierno del presidente Sebastián Piñera, el 31 de enero de 2014, se promulgó una ley de reforma constitucional en materia de integración de la Cámara de Diputados, eliminando de la constitución el guarismo de 120 diputados, paso previo a la reforma al sistema electoral binominal.
El 23 de abril de 2014, la presidenta Michelle Bachelet presentó un proyecto de reforma al sistema binominal, a fin de establecer un sistema proporcional. En enero de 2015 el Senado y la Cámara de Diputados aprobaron en definitiva dicho proyecto de ley que reforma al sistema electoral, que incluyó un aumento en la cantidad de diputados y senadores y un reordenamiento de las circunscripciones y distritos. El 23 de enero de 2015, el Congreso remitió el proyecto al Tribunal Constitucional, para el control preventivo y obligatorio de constitucionalidad.
Finalmente la ley de cambio de sistema electoral fue promulgado por la presidenta Michelle Bachelet el 27 de abril de 2015, y publicado en el Diario Oficial el 5 de mayo del mismo año, convirtiéndose en la ley 20840, que sustituye el sistema electoral binominal por uno de carácter proporcional inclusivo y fortalece la representatividad del Congreso Nacional.
La nueva división electoral fue aplicada por primera vez para las elecciones parlamentarias de 2017, que se celebraron para determinar la composición del Congreso Nacional en su LV periodo legislativo (2018-2022).
La nueva composición tiene 50 senadores distribuidos en 15 circunscripciones senatoriales (1 por región, antes eran 19 circunscripciones) y 155 diputados distribuidos en 28 distritos electorales (antes eran 60). En septiembre de 2018 las circunscripciones senatoriales aumentaron a 16 y hubo cambios en los distritos 19 y 21 con la creación de la Región del Ñuble.
| \| Región \| Circunscripción \| Distrito \| Comunas \| \| --------------------------------- \| -------------------------------- \| -------------- \| -------------------- \| \| Arica y Parinacota \| I Arica y Parinacota 2 senadores \| 1 3 diputados \| Arica \| \| Arica y Parinacota \| I Arica y Parinacota 2 senadores \| 1 3 diputados \| Camarones \| \| Arica y Parinacota \| I Arica y Parinacota 2 senadores \| 1 3 diputados \| General Lagos \| \| Arica y Parinacota \| I Arica y Parinacota 2 senadores \| 1 3 diputados \| Putre \| \| Tarapacá \| II Tarapacá 2 senadores \| 2 3 diputados \| Alto Hospicio \| \| Tarapacá \| II Tarapacá 2 senadores \| 2 3 diputados \| Camiña \| \| Tarapacá \| II Tarapacá 2 senadores \| 2 3 diputados \| Colchane \| \| Tarapacá \| II Tarapacá 2 senadores \| 2 3 diputados \| Huara \| \| Tarapacá \| II Tarapacá 2 senadores \| 2 3 diputados \| Iquique \| \| Tarapacá \| II Tarapacá 2 senadores \| 2 3 diputados \| Pica \| \| Tarapacá \| II Tarapacá 2 senadores \| 2 3 diputados \| Pozo Almonte \| \| Antofagasta \| III Antofagasta 3 senadores \| 3 5 diputados \| Calama \| \| Antofagasta \| III Antofagasta 3 senadores \| 3 5 diputados \| María Elena \| \| Antofagasta \| III Antofagasta 3 senadores \| 3 5 diputados \| Ollagüe \| \| Antofagasta \| III Antofagasta 3 senadores \| 3 5 diputados \| San Pedro de Atacama \| \| Antofagasta \| III Antofagasta 3 senadores \| 3 5 diputados \| Tocopilla \| \| Antofagasta \| III Antofagasta 3 senadores \| 3 5 diputados \| Antofagasta \| \| Antofagasta \| III Antofagasta 3 senadores \| 3 5 diputados \| Mejillones \| \| Antofagasta \| III Antofagasta 3 senadores \| 3 5 diputados \| Sierra Gorda \| \| Antofagasta \| III Antofagasta 3 senadores \| 3 5 diputados \| Taltal \| \| Atacama \| IV Atacama 2 senadores \| 4 5 diputados \| Chañaral \| \| Atacama \| IV Atacama 2 senadores \| 4 5 diputados \| Copiapó \| \| Atacama \| IV Atacama 2 senadores \| 4 5 diputados \| Diego de Almagro \| \| Atacama \| IV Atacama 2 senadores \| 4 5 diputados \| Alto del Carmen \| \| Atacama \| IV Atacama 2 senadores \| 4 5 diputados \| Caldera \| \| Atacama \| IV Atacama 2 senadores \| 4 5 diputados \| Huasco \| \| Atacama \| IV Atacama 2 senadores \| 4 5 diputados \| Freirina \| \| Atacama \| IV Atacama 2 senadores \| 4 5 diputados \| Tierra Amarilla \| \| Atacama \| IV Atacama 2 senadores \| 4 5 diputados \| Vallenar \| \| Coquimbo \| V Coquimbo 3 senadores \| 5 7 diputados \| Andacollo \| \| Coquimbo \| V Coquimbo 3 senadores \| 5 7 diputados \| La Higuera \| \| Coquimbo \| V Coquimbo 3 senadores \| 5 7 diputados \| La Serena \| \| Coquimbo \| V Coquimbo 3 senadores \| 5 7 diputados \| Paiguano \| \| Coquimbo \| V Coquimbo 3 senadores \| 5 7 diputados \| Vicuña \| \| Coquimbo \| V Coquimbo 3 senadores \| 5 7 diputados \| Coquimbo \| \| Coquimbo \| V Coquimbo 3 senadores \| 5 7 diputados \| Ovalle \| \| Coquimbo \| V Coquimbo 3 senadores \| 5 7 diputados \| Río Hurtado \| \| Coquimbo \| V Coquimbo 3 senadores \| 5 7 diputados \| Canela \| \| Coquimbo \| V Coquimbo 3 senadores \| 5 7 diputados \| Combarbalá \| \| Coquimbo \| V Coquimbo 3 senadores \| 5 7 diputados \| Illapel \| \| Coquimbo \| V Coquimbo 3 senadores \| 5 7 diputados \| Los Vilos \| \| Coquimbo \| V Coquimbo 3 senadores \| 5 7 diputados \| Monte Patria \| \| Coquimbo \| V Coquimbo 3 senadores \| 5 7 diputados \| Punitaqui \| \| Coquimbo \| V Coquimbo 3 senadores \| 5 7 diputados \| Salamanca \| \| Valparaíso \| VI Valparaíso 5 senadores \| 6 8 diputados \| Cabildo \| \| Valparaíso \| VI Valparaíso 5 senadores \| 6 8 diputados \| La Calera \| \| Valparaíso \| VI Valparaíso 5 senadores \| 6 8 diputados \| Hijuelas \| \| Valparaíso \| VI Valparaíso 5 senadores \| 6 8 diputados \| La Cruz \| \| Valparaíso \| VI Valparaíso 5 senadores \| 6 8 diputados \| La Ligua \| \| Valparaíso \| VI Valparaíso 5 senadores \| 6 8 diputados \| Nogales \| \| Valparaíso \| VI Valparaíso 5 senadores \| 6 8 diputados \| Papudo \| \| Valparaíso \| VI Valparaíso 5 senadores \| 6 8 diputados \| Petorca \| \| Valparaíso \| VI Valparaíso 5 senadores \| 6 8 diputados \| Puchuncaví \| \| Valparaíso \| VI Valparaíso 5 senadores \| 6 8 diputados \| Quillota \| \| Valparaíso \| VI Valparaíso 5 senadores \| 6 8 diputados \| Quintero \| \| Valparaíso \| VI Valparaíso 5 senadores \| 6 8 diputados \| Zapallar \| \| Valparaíso \| VI Valparaíso 5 senadores \| 6 8 diputados \| Calle Larga \| \| Valparaíso \| VI Valparaíso 5 senadores \| 6 8 diputados \| Catemu \| \| Valparaíso \| VI Valparaíso 5 senadores \| 6 8 diputados \| Llaillay \| \| Valparaíso \| VI Valparaíso 5 senadores \| 6 8 diputados \| Los Andes \| \| Valparaíso \| VI Valparaíso 5 senadores \| 6 8 diputados \| Panquehue \| \| Valparaíso \| VI Valparaíso 5 senadores \| 6 8 diputados \| Putaendo \| \| Valparaíso \| VI Valparaíso 5 senadores \| 6 8 diputados \| Rinconada \| \| Valparaíso \| VI Valparaíso 5 senadores \| 6 8 diputados \| San Esteban \| \| Valparaíso \| VI Valparaíso 5 senadores \| 6 8 diputados \| San Felipe \| \| Valparaíso \| VI Valparaíso 5 senadores \| 6 8 diputados \| Santa María \| \| Valparaíso \| VI Valparaíso 5 senadores \| 6 8 diputados \| Limache \| \| Valparaíso \| VI Valparaíso 5 senadores \| 6 8 diputados \| Olmué \| \| Valparaíso \| VI Valparaíso 5 senadores \| 6 8 diputados \| Quilpué \| \| Valparaíso \| VI Valparaíso 5 senadores \| 6 8 diputados \| Villa Alemana \| \| Valparaíso \| VI Valparaíso 5 senadores \| 7 8 diputados \| Isla de Pascua \| \| Valparaíso \| VI Valparaíso 5 senadores \| 7 8 diputados \| Juan Fernández \| \| Valparaíso \| VI Valparaíso 5 senadores \| 7 8 diputados \| Valparaíso \| \| Valparaíso \| VI Valparaíso 5 senadores \| 7 8 diputados \| Concón \| \| Valparaíso \| VI Valparaíso 5 senadores \| 7 8 diputados \| Viña del Mar \| \| Valparaíso \| VI Valparaíso 5 senadores \| 7 8 diputados \| Algarrobo \| \| Valparaíso \| VI Valparaíso 5 senadores \| 7 8 diputados \| Cartagena \| \| Valparaíso \| VI Valparaíso 5 senadores \| 7 8 diputados \| Casablanca \| \| Valparaíso \| VI Valparaíso 5 senadores \| 7 8 diputados \| El Quisco \| \| Valparaíso \| VI Valparaíso 5 senadores \| 7 8 diputados \| El Tabo \| \| Valparaíso \| VI Valparaíso 5 senadores \| 7 8 diputados \| San Antonio \| \| Valparaíso \| VI Valparaíso 5 senadores \| 7 8 diputados \| Santo Domingo \| \| Metropolitana de Santiago \| VII Metropolitana 5 senadores \| 8 8 diputados \| Colina \| \| Metropolitana de Santiago \| VII Metropolitana 5 senadores \| 8 8 diputados \| Lampa \| \| Metropolitana de Santiago \| VII Metropolitana 5 senadores \| 8 8 diputados \| Quilicura \| \| Metropolitana de Santiago \| VII Metropolitana 5 senadores \| 8 8 diputados \| Pudahuel \| \| Metropolitana de Santiago \| VII Metropolitana 5 senadores \| 8 8 diputados \| Tiltil \| \| Metropolitana de Santiago \| VII Metropolitana 5 senadores \| 8 8 diputados \| Cerrillos \| \| Metropolitana de Santiago \| VII Metropolitana 5 senadores \| 8 8 diputados \| Estación Central \| \| Metropolitana de Santiago \| VII Metropolitana 5 senadores \| 8 8 diputados \| Maipú \| \| Metropolitana de Santiago \| VII Metropolitana 5 senadores \| 9 7 diputados \| Conchalí \| \| Metropolitana de Santiago \| VII Metropolitana 5 senadores \| 9 7 diputados \| Huechuraba \| \| Metropolitana de Santiago \| VII Metropolitana 5 senadores \| 9 7 diputados \| Renca \| \| Metropolitana de Santiago \| VII Metropolitana 5 senadores \| 9 7 diputados \| Cerro Navia \| \| Metropolitana de Santiago \| VII Metropolitana 5 senadores \| 9 7 diputados \| Lo Prado \| \| Metropolitana de Santiago \| VII Metropolitana 5 senadores \| 9 7 diputados \| Quinta Normal \| \| Metropolitana de Santiago \| VII Metropolitana 5 senadores \| 9 7 diputados \| Independencia \| \| Metropolitana de Santiago \| VII Metropolitana 5 senadores \| 9 7 diputados \| Recoleta \| \| Metropolitana de Santiago \| VII Metropolitana 5 senadores \| 10 8 diputados \| Santiago \| \| Metropolitana de Santiago \| VII Metropolitana 5 senadores \| 10 8 diputados \| Ñuñoa \| \| Metropolitana de Santiago \| VII Metropolitana 5 senadores \| 10 8 diputados \| Providencia \| \| Metropolitana de Santiago \| VII Metropolitana 5 senadores \| 10 8 diputados \| La Granja \| \| Metropolitana de Santiago \| VII Metropolitana 5 senadores \| 10 8 diputados \| Macul \| \| Metropolitana de Santiago \| VII Metropolitana 5 senadores \| 10 8 diputados \| San Joaquín \| \| Metropolitana de Santiago \| VII Metropolitana 5 senadores \| 11 6 diputados \| Las Condes \| \| Metropolitana de Santiago \| VII Metropolitana 5 senadores \| 11 6 diputados \| Lo Barnechea \| \| Metropolitana de Santiago \| VII Metropolitana 5 senadores \| 11 6 diputados \| Vitacura \| \| Metropolitana de Santiago \| VII Metropolitana 5 senadores \| 11 6 diputados \| La Reina \| \| Metropolitana de Santiago \| VII Metropolitana 5 senadores \| 11 6 diputados \| Peñalolén \| \| Metropolitana de Santiago \| VII Metropolitana 5 senadores \| 12 7 diputados \| La Florida \| \| Metropolitana de Santiago \| VII Metropolitana 5 senadores \| 12 7 diputados \| Puente Alto \| \| Metropolitana de Santiago \| VII Metropolitana 5 senadores \| 12 7 diputados \| La Pintana \| \| Metropolitana de Santiago \| VII Metropolitana 5 senadores \| 12 7 diputados \| Pirque \| \| Metropolitana de Santiago \| VII Metropolitana 5 senadores \| 12 7 diputados \| San José de Maipo \| \| Metropolitana de Santiago \| VII Metropolitana 5 senadores \| 13 5 diputados \| El Bosque \| \| Metropolitana de Santiago \| VII Metropolitana 5 senadores \| 13 5 diputados \| La Cisterna \| \| Metropolitana de Santiago \| VII Metropolitana 5 senadores \| 13 5 diputados \| San Ramón \| \| Metropolitana de Santiago \| VII Metropolitana 5 senadores \| 13 5 diputados \| Lo Espejo \| \| Metropolitana de Santiago \| VII Metropolitana 5 senadores \| 13 5 diputados \| Pedro Aguirre Cerda \| \| Metropolitana de Santiago \| VII Metropolitana 5 senadores \| 13 5 diputados \| San Miguel \| \| Metropolitana de Santiago \| VII Metropolitana 5 senadores \| 14 6 diputados \| Buin \| \| Metropolitana de Santiago \| VII Metropolitana 5 senadores \| 14 6 diputados \| Calera de Tango \| \| Metropolitana de Santiago \| VII Metropolitana 5 senadores \| 14 6 diputados \| Paine \| \| Metropolitana de Santiago \| VII Metropolitana 5 senadores \| 14 6 diputados \| San Bernardo \| \| Metropolitana de Santiago \| VII Metropolitana 5 senadores \| 14 6 diputados \| Alhué \| \| Metropolitana de Santiago \| VII Metropolitana 5 senadores \| 14 6 diputados \| Curacaví \| \| Metropolitana de Santiago \| VII Metropolitana 5 senadores \| 14 6 diputados \| El Monte \| \| Metropolitana de Santiago \| VII Metropolitana 5 senadores \| 14 6 diputados \| Isla de Maipo \| \| Metropolitana de Santiago \| VII Metropolitana 5 senadores \| 14 6 diputados \| María Pinto \| \| Metropolitana de Santiago \| VII Metropolitana 5 senadores \| 14 6 diputados \| Melipilla \| \| Metropolitana de Santiago \| VII Metropolitana 5 senadores \| 14 6 diputados \| Padre Hurtado \| \| Metropolitana de Santiago \| VII Metropolitana 5 senadores \| 14 6 diputados \| Peñaflor \| \| Metropolitana de Santiago \| VII Metropolitana 5 senadores \| 14 6 diputados \| San Pedro \| \| Metropolitana de Santiago \| VII Metropolitana 5 senadores \| 14 6 diputados \| Talagante \| \| O'Higgins \| VIII O'Higgins 3 senadores \| 15 5 diputados \| Rancagua \| \| O'Higgins \| VIII O'Higgins 3 senadores \| 15 5 diputados \| Codegua \| \| O'Higgins \| VIII O'Higgins 3 senadores \| 15 5 diputados \| Coinco \| \| O'Higgins \| VIII O'Higgins 3 senadores \| 15 5 diputados \| Coltauco \| \| O'Higgins \| VIII O'Higgins 3 senadores \| 15 5 diputados \| Doñihue \| \| O'Higgins \| VIII O'Higgins 3 senadores \| 15 5 diputados \| Graneros \| \| O'Higgins \| VIII O'Higgins 3 senadores \| 15 5 diputados \| Machalí \| \| O'Higgins \| VIII O'Higgins 3 senadores \| 15 5 diputados \| Malloa \| \| O'Higgins \| VIII O'Higgins 3 senadores \| 15 5 diputados \| Mostazal \| \| O'Higgins \| VIII O'Higgins 3 senadores \| 15 5 diputados \| Olivar \| \| O'Higgins \| VIII O'Higgins 3 senadores \| 15 5 diputados \| Quinta de Tilcoco \| \| O'Higgins \| VIII O'Higgins 3 senadores \| 15 5 diputados \| Rengo \| \| O'Higgins \| VIII O'Higgins 3 senadores \| 15 5 diputados \| Requínoa \| \| O'Higgins \| VIII O'Higgins 3 senadores \| 16 4 diputados \| Chimbarongo \| \| O'Higgins \| VIII O'Higgins 3 senadores \| 16 4 diputados \| Las Cabras \| \| O'Higgins \| VIII O'Higgins 3 senadores \| 16 4 diputados \| Peumo \| \| O'Higgins \| VIII O'Higgins 3 senadores \| 16 4 diputados \| Pichidegua \| \| O'Higgins \| VIII O'Higgins 3 senadores \| 16 4 diputados \| San Fernando \| \| O'Higgins \| VIII O'Higgins 3 senadores \| 16 4 diputados \| San Vicente \| \| O'Higgins \| VIII O'Higgins 3 senadores \| 16 4 diputados \| Chépica \| \| O'Higgins \| VIII O'Higgins 3 senadores \| 16 4 diputados \| La Estrella \| \| O'Higgins \| VIII O'Higgins 3 senadores \| 16 4 diputados \| Litueche \| \| O'Higgins \| VIII O'Higgins 3 senadores \| 16 4 diputados \| Lolol \| \| O'Higgins \| VIII O'Higgins 3 senadores \| 16 4 diputados \| Marchihue \| \| O'Higgins \| VIII O'Higgins 3 senadores \| 16 4 diputados \| Nancagua \| \| O'Higgins \| VIII O'Higgins 3 senadores \| 16 4 diputados \| Navidad \| \| O'Higgins \| VIII O'Higgins 3 senadores \| 16 4 diputados \| Palmilla \| \| O'Higgins \| VIII O'Higgins 3 senadores \| 16 4 diputados \| Paredones \| \| O'Higgins \| VIII O'Higgins 3 senadores \| 16 4 diputados \| Peralillo \| \| O'Higgins \| VIII O'Higgins 3 senadores \| 16 4 diputados \| Pichilemu \| \| O'Higgins \| VIII O'Higgins 3 senadores \| 16 4 diputados \| Placilla \| \| O'Higgins \| VIII O'Higgins 3 senadores \| 16 4 diputados \| Pumanque \| \| O'Higgins \| VIII O'Higgins 3 senadores \| 16 4 diputados \| Santa Cruz \| \| Maule \| IX Maule 5 senadores \| 17 7 diputados \| Curicó \| \| Maule \| IX Maule 5 senadores \| 17 7 diputados \| Hualañé \| \| Maule \| IX Maule 5 senadores \| 17 7 diputados \| Licantén \| \| Maule \| IX Maule 5 senadores \| 17 7 diputados \| Molina \| \| Maule \| IX Maule 5 senadores \| 17 7 diputados \| Rauco \| \| Maule \| IX Maule 5 senadores \| 17 7 diputados \| Romeral \| \| Maule \| IX Maule 5 senadores \| 17 7 diputados \| Sagrada Familia \| \| Maule \| IX Maule 5 senadores \| 17 7 diputados \| Teno \| \| Maule \| IX Maule 5 senadores \| 17 7 diputados \| Vichuquén \| \| Maule \| IX Maule 5 senadores \| 17 7 diputados \| Talca \| \| Maule \| IX Maule 5 senadores \| 17 7 diputados \| Constitución \| \| Maule \| IX Maule 5 senadores \| 17 7 diputados \| Curepto \| \| Maule \| IX Maule 5 senadores \| 17 7 diputados \| Empedrado \| \| Maule \| IX Maule 5 senadores \| 17 7 diputados \| Maule \| \| Maule \| IX Maule 5 senadores \| 17 7 diputados \| Pelarco \| \| Maule \| IX Maule 5 senadores \| 17 7 diputados \| Pencahue \| \| Maule \| IX Maule 5 senadores \| 17 7 diputados \| Río Claro \| \| Maule \| IX Maule 5 senadores \| 17 7 diputados \| San Clemente \| \| Maule \| IX Maule 5 senadores \| 17 7 diputados \| San Rafael \| \| Maule \| IX Maule 5 senadores \| 18 4 diputados \| Colbún \| \| Maule \| IX Maule 5 senadores \| 18 4 diputados \| Linares \| \| Maule \| IX Maule 5 senadores \| 18 4 diputados \| San Javier \| \| Maule \| IX Maule 5 senadores \| 18 4 diputados \| Villa Alegre \| \| Maule \| IX Maule 5 senadores \| 18 4 diputados \| Yerbas Buenas \| \| Maule \| IX Maule 5 senadores \| 18 4 diputados \| Cauquenes \| \| Maule \| IX Maule 5 senadores \| 18 4 diputados \| Chanco \| \| Maule \| IX Maule 5 senadores \| 18 4 diputados \| Longaví \| \| Maule \| IX Maule 5 senadores \| 18 4 diputados \| Parral \| \| Maule \| IX Maule 5 senadores \| 18 4 diputados \| Pelluhue \| \| Maule \| IX Maule 5 senadores \| 18 4 diputados \| Retiro \| \| Ñuble \| XVI Ñuble 2 senadores \| 19 5 diputados \| Bulnes \| \| Ñuble \| XVI Ñuble 2 senadores \| 19 5 diputados \| Cobquecura \| \| Ñuble \| XVI Ñuble 2 senadores \| 19 5 diputados \| Coelemu \| \| Ñuble \| XVI Ñuble 2 senadores \| 19 5 diputados \| Ñiquén \| \| Ñuble \| XVI Ñuble 2 senadores \| 19 5 diputados \| Portezuelo \| \| Ñuble \| XVI Ñuble 2 senadores \| 19 5 diputados \| Quillón \| \| Ñuble \| XVI Ñuble 2 senadores \| 19 5 diputados \| Quirihue \| \| Ñuble \| XVI Ñuble 2 senadores \| 19 5 diputados \| Ninhue \| \| Ñuble \| XVI Ñuble 2 senadores \| 19 5 diputados \| Ránquil \| \| Ñuble \| XVI Ñuble 2 senadores \| 19 5 diputados \| San Carlos \| \| Ñuble \| XVI Ñuble 2 senadores \| 19 5 diputados \| San Fabián \| \| Ñuble \| XVI Ñuble 2 senadores \| 19 5 diputados \| San Nicolás \| \| Ñuble \| XVI Ñuble 2 senadores \| 19 5 diputados \| Treguaco \| \| Ñuble \| XVI Ñuble 2 senadores \| 19 5 diputados \| Chillán \| \| Ñuble \| XVI Ñuble 2 senadores \| 19 5 diputados \| Chillán Viejo \| \| Ñuble \| XVI Ñuble 2 senadores \| 19 5 diputados \| Coihueco \| \| Ñuble \| XVI Ñuble 2 senadores \| 19 5 diputados \| El Carmen \| \| Ñuble \| XVI Ñuble 2 senadores \| 19 5 diputados \| Pemuco \| \| Ñuble \| XVI Ñuble 2 senadores \| 19 5 diputados \| Pinto \| \| Ñuble \| XVI Ñuble 2 senadores \| 19 5 diputados \| San Ignacio \| \| Ñuble \| XVI Ñuble 2 senadores \| 19 5 diputados \| Yungay \| \| Biobío \| X Biobío 3 senadores \| 20 8 diputados \| Hualpén \| \| Biobío \| X Biobío 3 senadores \| 20 8 diputados \| Talcahuano \| \| Biobío \| X Biobío 3 senadores \| 20 8 diputados \| Chiguayante \| \| Biobío \| X Biobío 3 senadores \| 20 8 diputados \| Concepción \| \| Biobío \| X Biobío 3 senadores \| 20 8 diputados \| San Pedro de la Paz \| \| Biobío \| X Biobío 3 senadores \| 20 8 diputados \| Coronel \| \| Biobío \| X Biobío 3 senadores \| 20 8 diputados \| Florida \| \| Biobío \| X Biobío 3 senadores \| 20 8 diputados \| Hualqui \| \| Biobío \| X Biobío 3 senadores \| 20 8 diputados \| Penco \| \| Biobío \| X Biobío 3 senadores \| 20 8 diputados \| Santa Juana \| \| Biobío \| X Biobío 3 senadores \| 20 8 diputados \| Tomé \| \| Biobío \| X Biobío 3 senadores \| 21 5 diputados \| Arauco \| \| Biobío \| X Biobío 3 senadores \| 21 5 diputados \| Cabrero \| \| Biobío \| X Biobío 3 senadores \| 21 5 diputados \| Cañete \| \| Biobío \| X Biobío 3 senadores \| 21 5 diputados \| Contulmo \| \| Biobío \| X Biobío 3 senadores \| 21 5 diputados \| Curanilahue \| \| Biobío \| X Biobío 3 senadores \| 21 5 diputados \| Los Álamos \| \| Biobío \| X Biobío 3 senadores \| 21 5 diputados \| Lebu \| \| Biobío \| X Biobío 3 senadores \| 21 5 diputados \| Lota \| \| Biobío \| X Biobío 3 senadores \| 21 5 diputados \| Tirúa \| \| Biobío \| X Biobío 3 senadores \| 21 5 diputados \| Alto Biobío \| \| Biobío \| X Biobío 3 senadores \| 21 5 diputados \| Antuco \| \| Biobío \| X Biobío 3 senadores \| 21 5 diputados \| Laja \| \| Biobío \| X Biobío 3 senadores \| 21 5 diputados \| Los Ángeles \| \| Biobío \| X Biobío 3 senadores \| 21 5 diputados \| Mulchén \| \| Biobío \| X Biobío 3 senadores \| 21 5 diputados \| Nacimiento \| \| Biobío \| X Biobío 3 senadores \| 21 5 diputados \| Negrete \| \| Biobío \| X Biobío 3 senadores \| 21 5 diputados \| Quilaco \| \| Biobío \| X Biobío 3 senadores \| 21 5 diputados \| Quilleco \| \| Biobío \| X Biobío 3 senadores \| 21 5 diputados \| San Rosendo \| \| Biobío \| X Biobío 3 senadores \| 21 5 diputados \| Santa Bárbara \| \| Biobío \| X Biobío 3 senadores \| 21 5 diputados \| Tucapel \| \| Biobío \| X Biobío 3 senadores \| 21 5 diputados \| Yumbel \| \| Araucanía \| XI Araucanía 5 senadores \| 22 4 diputados \| Angol \| \| Araucanía \| XI Araucanía 5 senadores \| 22 4 diputados \| Collipulli \| \| Araucanía \| XI Araucanía 5 senadores \| 22 4 diputados \| Ercilla \| \| Araucanía \| XI Araucanía 5 senadores \| 22 4 diputados \| Los Sauces \| \| Araucanía \| XI Araucanía 5 senadores \| 22 4 diputados \| Lumaco \| \| Araucanía \| XI Araucanía 5 senadores \| 22 4 diputados \| Purén \| \| Araucanía \| XI Araucanía 5 senadores \| 22 4 diputados \| Renaico \| \| Araucanía \| XI Araucanía 5 senadores \| 22 4 diputados \| Traiguén \| \| Araucanía \| XI Araucanía 5 senadores \| 22 4 diputados \| Curacautín \| \| Araucanía \| XI Araucanía 5 senadores \| 22 4 diputados \| Galvarino \| \| Araucanía \| XI Araucanía 5 senadores \| 22 4 diputados \| Lautaro \| \| Araucanía \| XI Araucanía 5 senadores \| 22 4 diputados \| Lonquimay \| \| Araucanía \| XI Araucanía 5 senadores \| 22 4 diputados \| Melipeuco \| \| Araucanía \| XI Araucanía 5 senadores \| 22 4 diputados \| Perquenco \| \| Araucanía \| XI Araucanía 5 senadores \| 22 4 diputados \| Victoria \| \| Araucanía \| XI Araucanía 5 senadores \| 22 4 diputados \| Vilcún \| \| Araucanía \| XI Araucanía 5 senadores \| 23 7 diputados \| Padre Las Casas \| \| Araucanía \| XI Araucanía 5 senadores \| 23 7 diputados \| Temuco \| \| Araucanía \| XI Araucanía 5 senadores \| 23 7 diputados \| Carahue \| \| Araucanía \| XI Araucanía 5 senadores \| 23 7 diputados \| Cholchol \| \| Araucanía \| XI Araucanía 5 senadores \| 23 7 diputados \| Freire \| \| Araucanía \| XI Araucanía 5 senadores \| 23 7 diputados \| Nueva Imperial \| \| Araucanía \| XI Araucanía 5 senadores \| 23 7 diputados \| Pitrufquén \| \| Araucanía \| XI Araucanía 5 senadores \| 23 7 diputados \| Saavedra \| \| Araucanía \| XI Araucanía 5 senadores \| 23 7 diputados \| Teodoro Schmidt \| \| Araucanía \| XI Araucanía 5 senadores \| 23 7 diputados \| Cunco \| \| Araucanía \| XI Araucanía 5 senadores \| 23 7 diputados \| Curarrehue \| \| Araucanía \| XI Araucanía 5 senadores \| 23 7 diputados \| Gorbea \| \| Araucanía \| XI Araucanía 5 senadores \| 23 7 diputados \| Loncoche \| \| Araucanía \| XI Araucanía 5 senadores \| 23 7 diputados \| Pucón \| \| Araucanía \| XI Araucanía 5 senadores \| 23 7 diputados \| Toltén \| \| Araucanía \| XI Araucanía 5 senadores \| 23 7 diputados \| Villarrica \| \| Los Ríos \| XII Los Ríos 3 senadores \| 24 5 diputados \| Corral \| \| Los Ríos \| XII Los Ríos 3 senadores \| 24 5 diputados \| Lanco \| \| Los Ríos \| XII Los Ríos 3 senadores \| 24 5 diputados \| Máfil \| \| Los Ríos \| XII Los Ríos 3 senadores \| 24 5 diputados \| Mariquina \| \| Los Ríos \| XII Los Ríos 3 senadores \| 24 5 diputados \| Valdivia \| \| Los Ríos \| XII Los Ríos 3 senadores \| 24 5 diputados \| Futrono \| \| Los Ríos \| XII Los Ríos 3 senadores \| 24 5 diputados \| La Unión \| \| Los Ríos \| XII Los Ríos 3 senadores \| 24 5 diputados \| Lago Ranco \| \| Los Ríos \| XII Los Ríos 3 senadores \| 24 5 diputados \| Los Lagos \| \| Los Ríos \| XII Los Ríos 3 senadores \| 24 5 diputados \| Paillaco \| \| Los Ríos \| XII Los Ríos 3 senadores \| 24 5 diputados \| Panguipulli \| \| Los Ríos \| XII Los Ríos 3 senadores \| 24 5 diputados \| Río Bueno \| \| Los Lagos \| XIII Los Lagos 3 senadores \| 25 4 diputados \| Osorno \| \| Los Lagos \| XIII Los Lagos 3 senadores \| 25 4 diputados \| San Juan de la Costa \| \| Los Lagos \| XIII Los Lagos 3 senadores \| 25 4 diputados \| San Pablo \| \| Los Lagos \| XIII Los Lagos 3 senadores \| 25 4 diputados \| Fresia \| \| Los Lagos \| XIII Los Lagos 3 senadores \| 25 4 diputados \| Frutillar \| \| Los Lagos \| XIII Los Lagos 3 senadores \| 25 4 diputados \| Llanquihue \| \| Los Lagos \| XIII Los Lagos 3 senadores \| 25 4 diputados \| Los Muermos \| \| Los Lagos \| XIII Los Lagos 3 senadores \| 25 4 diputados \| Puerto Octay \| \| Los Lagos \| XIII Los Lagos 3 senadores \| 25 4 diputados \| Puerto Varas \| \| Los Lagos \| XIII Los Lagos 3 senadores \| 25 4 diputados \| Puyehue \| \| Los Lagos \| XIII Los Lagos 3 senadores \| 25 4 diputados \| Purranque \| \| Los Lagos \| XIII Los Lagos 3 senadores \| 25 4 diputados \| Río Negro \| \| Los Lagos \| XIII Los Lagos 3 senadores \| 26 5 diputados \| Calbuco \| \| Los Lagos \| XIII Los Lagos 3 senadores \| 26 5 diputados \| Cochamó \| \| Los Lagos \| XIII Los Lagos 3 senadores \| 26 5 diputados \| Maullín \| \| Los Lagos \| XIII Los Lagos 3 senadores \| 26 5 diputados \| Puerto Montt \| \| Los Lagos \| XIII Los Lagos 3 senadores \| 26 5 diputados \| Ancud \| \| Los Lagos \| XIII Los Lagos 3 senadores \| 26 5 diputados \| Castro \| \| Los Lagos \| XIII Los Lagos 3 senadores \| 26 5 diputados \| Chaitén \| \| Los Lagos \| XIII Los Lagos 3 senadores \| 26 5 diputados \| Chonchi \| \| Los Lagos \| XIII Los Lagos 3 senadores \| 26 5 diputados \| Curaco de Vélez \| \| Los Lagos \| XIII Los Lagos 3 senadores \| 26 5 diputados \| Dalcahue \| \| Los Lagos \| XIII Los Lagos 3 senadores \| 26 5 diputados \| Futaleufú \| \| Los Lagos \| XIII Los Lagos 3 senadores \| 26 5 diputados \| Hualaihué \| \| Los Lagos \| XIII Los Lagos 3 senadores \| 26 5 diputados \| Palena \| \| Los Lagos \| XIII Los Lagos 3 senadores \| 26 5 diputados \| Puqueldón \| \| Los Lagos \| XIII Los Lagos 3 senadores \| 26 5 diputados \| Queilén \| \| Los Lagos \| XIII Los Lagos 3 senadores \| 26 5 diputados \| Quellón \| \| Los Lagos \| XIII Los Lagos 3 senadores \| 26 5 diputados \| Quemchi \| \| Los Lagos \| XIII Los Lagos 3 senadores \| 26 5 diputados \| Quinchao \| \| Aysén \| XIV Aysén 2 senadores \| 27 3 diputados \| Aysén \| \| Aysén \| XIV Aysén 2 senadores \| 27 3 diputados \| Cisnes \| \| Aysén \| XIV Aysén 2 senadores \| 27 3 diputados \| Chile Chico \| \| Aysén \| XIV Aysén 2 senadores \| 27 3 diputados \| Coyhaique \| \| Aysén \| XIV Aysén 2 senadores \| 27 3 diputados \| Cochrane \| \| Aysén \| XIV Aysén 2 senadores \| 27 3 diputados \| Guaitecas \| \| Aysén \| XIV Aysén 2 senadores \| 27 3 diputados \| Lago Verde \| \| Aysén \| XIV Aysén 2 senadores \| 27 3 diputados \| Río Ibáñez \| \| Aysén \| XIV Aysén 2 senadores \| 27 3 diputados \| O'Higgins \| \| Aysén \| XIV Aysén 2 senadores \| 27 3 diputados \| Tortel \| \| Magallanes y la Antártica Chilena \| XV Magallanes 2 senadores \| 28 3 diputados \| Antártica \| \| Magallanes y la Antártica Chilena \| XV Magallanes 2 senadores \| 28 3 diputados \| Cabo de Hornos \| \| Magallanes y la Antártica Chilena \| XV Magallanes 2 senadores \| 28 3 diputados \| Laguna Blanca \| \| Magallanes y la Antártica Chilena \| XV Magallanes 2 senadores \| 28 3 diputados \| Natales \| \| Magallanes y la Antártica Chilena \| XV Magallanes 2 senadores \| 28 3 diputados \| Porvenir \| \| Magallanes y la Antártica Chilena \| XV Magallanes 2 senadores \| 28 3 diputados \| Primavera \| \| Magallanes y la Antártica Chilena \| XV Magallanes 2 senadores \| 28 3 diputados \| Punta Arenas \| \| Magallanes y la Antártica Chilena \| XV Magallanes 2 senadores \| 28 3 diputados \| Río Verde \| \| Magallanes y la Antártica Chilena \| XV Magallanes 2 senadores \| 28 3 diputados \| San Gregorio \| \| Magallanes y la Antártica Chilena \| XV Magallanes 2 senadores \| 28 3 diputados \| Timaukel \| \| Magallanes y la Antártica Chilena \| XV Magallanes 2 senadores \| 28 3 diputados \| Torres del Paine \| |                                  |                |                      |
| Región | Circunscripción                  | Distrito       | Comunas              |
| Arica y Parinacota | I Arica y Parinacota 2 senadores | 1 3 diputados  | Arica                |
| Arica y Parinacota | I Arica y Parinacota 2 senadores | 1 3 diputados  | Camarones            |
| Arica y Parinacota | I Arica y Parinacota 2 senadores | 1 3 diputados  | General Lagos        |
| Arica y Parinacota | I Arica y Parinacota 2 senadores | 1 3 diputados  | Putre                |
| Tarapacá | II Tarapacá 2 senadores          | 2 3 diputados  | Alto Hospicio        |
| Tarapacá | II Tarapacá 2 senadores          | 2 3 diputados  | Camiña               |
| Tarapacá | II Tarapacá 2 senadores          | 2 3 diputados  | Colchane             |
| Tarapacá | II Tarapacá 2 senadores          | 2 3 diputados  | Huara                |
| Tarapacá | II Tarapacá 2 senadores          | 2 3 diputados  | Iquique              |
| Tarapacá | II Tarapacá 2 senadores          | 2 3 diputados  | Pica                 |
| Tarapacá | II Tarapacá 2 senadores          | 2 3 diputados  | Pozo Almonte         |
| Antofagasta | III Antofagasta 3 senadores      | 3 5 diputados  | Calama               |
| Antofagasta | III Antofagasta 3 senadores      | 3 5 diputados  | María Elena          |
| Antofagasta | III Antofagasta 3 senadores      | 3 5 diputados  | Ollagüe              |
| Antofagasta | III Antofagasta 3 senadores      | 3 5 diputados  | San Pedro de Atacama |
| Antofagasta | III Antofagasta 3 senadores      | 3 5 diputados  | Tocopilla            |
| Antofagasta | III Antofagasta 3 senadores      | 3 5 diputados  | Antofagasta          |
| Antofagasta | III Antofagasta 3 senadores      | 3 5 diputados  | Mejillones           |
| Antofagasta | III Antofagasta 3 senadores      | 3 5 diputados  | Sierra Gorda         |
| Antofagasta | III Antofagasta 3 senadores      | 3 5 diputados  | Taltal               |
| Atacama | IV Atacama 2 senadores           | 4 5 diputados  | Chañaral             |
| Atacama | IV Atacama 2 senadores           | 4 5 diputados  | Copiapó              |
| Atacama | IV Atacama 2 senadores           | 4 5 diputados  | Diego de Almagro     |
| Atacama | IV Atacama 2 senadores           | 4 5 diputados  | Alto del Carmen      |
| Atacama | IV Atacama 2 senadores           | 4 5 diputados  | Caldera              |
| Atacama | IV Atacama 2 senadores           | 4 5 diputados  | Huasco               |
| Atacama | IV Atacama 2 senadores           | 4 5 diputados  | Freirina             |
| Atacama | IV Atacama 2 senadores           | 4 5 diputados  | Tierra Amarilla      |
| Atacama | IV Atacama 2 senadores           | 4 5 diputados  | Vallenar             |
| Coquimbo | V Coquimbo 3 senadores           | 5 7 diputados  | Andacollo            |
| Coquimbo | V Coquimbo 3 senadores           | 5 7 diputados  | La Higuera           |
| Coquimbo | V Coquimbo 3 senadores           | 5 7 diputados  | La Serena            |
| Coquimbo | V Coquimbo 3 senadores           | 5 7 diputados  | Paiguano             |
| Coquimbo | V Coquimbo 3 senadores           | 5 7 diputados  | Vicuña               |
| Coquimbo | V Coquimbo 3 senadores           | 5 7 diputados  | Coquimbo             |
| Coquimbo | V Coquimbo 3 senadores           | 5 7 diputados  | Ovalle               |
| Coquimbo | V Coquimbo 3 senadores           | 5 7 diputados  | Río Hurtado          |
| Coquimbo | V Coquimbo 3 senadores           | 5 7 diputados  | Canela               |
| Coquimbo | V Coquimbo 3 senadores           | 5 7 diputados  | Combarbalá           |
| Coquimbo | V Coquimbo 3 senadores           | 5 7 diputados  | Illapel              |
| Coquimbo | V Coquimbo 3 senadores           | 5 7 diputados  | Los Vilos            |
| Coquimbo | V Coquimbo 3 senadores           | 5 7 diputados  | Monte Patria         |
| Coquimbo | V Coquimbo 3 senadores           | 5 7 diputados  | Punitaqui            |
| Coquimbo | V Coquimbo 3 senadores           | 5 7 diputados  | Salamanca            |
| Valparaíso | VI Valparaíso 5 senadores        | 6 8 diputados  | Cabildo              |
| Valparaíso | VI Valparaíso 5 senadores        | 6 8 diputados  | La Calera            |
| Valparaíso | VI Valparaíso 5 senadores        | 6 8 diputados  | Hijuelas             |
| Valparaíso | VI Valparaíso 5 senadores        | 6 8 diputados  | La Cruz              |
| Valparaíso | VI Valparaíso 5 senadores        | 6 8 diputados  | La Ligua             |
| Valparaíso | VI Valparaíso 5 senadores        | 6 8 diputados  | Nogales              |
| Valparaíso | VI Valparaíso 5 senadores        | 6 8 diputados  | Papudo               |
| Valparaíso | VI Valparaíso 5 senadores        | 6 8 diputados  | Petorca              |
| Valparaíso | VI Valparaíso 5 senadores        | 6 8 diputados  | Puchuncaví           |
| Valparaíso | VI Valparaíso 5 senadores        | 6 8 diputados  | Quillota             |
| Valparaíso | VI Valparaíso 5 senadores        | 6 8 diputados  | Quintero             |
| Valparaíso | VI Valparaíso 5 senadores        | 6 8 diputados  | Zapallar             |
| Valparaíso | VI Valparaíso 5 senadores        | 6 8 diputados  | Calle Larga          |
| Valparaíso | VI Valparaíso 5 senadores        | 6 8 diputados  | Catemu               |
| Valparaíso | VI Valparaíso 5 senadores        | 6 8 diputados  | Llaillay             |
| Valparaíso | VI Valparaíso 5 senadores        | 6 8 diputados  | Los Andes            |
| Valparaíso | VI Valparaíso 5 senadores        | 6 8 diputados  | Panquehue            |
| Valparaíso | VI Valparaíso 5 senadores        | 6 8 diputados  | Putaendo             |
| Valparaíso | VI Valparaíso 5 senadores        | 6 8 diputados  | Rinconada            |
| Valparaíso | VI Valparaíso 5 senadores        | 6 8 diputados  | San Esteban          |
| Valparaíso | VI Valparaíso 5 senadores        | 6 8 diputados  | San Felipe           |
| Valparaíso | VI Valparaíso 5 senadores        | 6 8 diputados  | Santa María          |
| Valparaíso | VI Valparaíso 5 senadores        | 6 8 diputados  | Limache              |
| Valparaíso | VI Valparaíso 5 senadores        | 6 8 diputados  | Olmué                |
| Valparaíso | VI Valparaíso 5 senadores        | 6 8 diputados  | Quilpué              |
| Valparaíso | VI Valparaíso 5 senadores        | 6 8 diputados  | Villa Alemana        |
| Valparaíso | VI Valparaíso 5 senadores        | 7 8 diputados  | Isla de Pascua       |
| Valparaíso | VI Valparaíso 5 senadores        | 7 8 diputados  | Juan Fernández       |
| Valparaíso | VI Valparaíso 5 senadores        | 7 8 diputados  | Valparaíso           |
| Valparaíso | VI Valparaíso 5 senadores        | 7 8 diputados  | Concón               |
| Valparaíso | VI Valparaíso 5 senadores        | 7 8 diputados  | Viña del Mar         |
| Valparaíso | VI Valparaíso 5 senadores        | 7 8 diputados  | Algarrobo            |
| Valparaíso | VI Valparaíso 5 senadores        | 7 8 diputados  | Cartagena            |
| Valparaíso | VI Valparaíso 5 senadores        | 7 8 diputados  | Casablanca           |
| Valparaíso | VI Valparaíso 5 senadores        | 7 8 diputados  | El Quisco            |
| Valparaíso | VI Valparaíso 5 senadores        | 7 8 diputados  | El Tabo              |
| Valparaíso | VI Valparaíso 5 senadores        | 7 8 diputados  | San Antonio          |
| Valparaíso | VI Valparaíso 5 senadores        | 7 8 diputados  | Santo Domingo        |
| Metropolitana de Santiago | VII Metropolitana 5 senadores    | 8 8 diputados  | Colina               |
| Metropolitana de Santiago | VII Metropolitana 5 senadores    | 8 8 diputados  | Lampa                |
| Metropolitana de Santiago | VII Metropolitana 5 senadores    | 8 8 diputados  | Quilicura            |
| Metropolitana de Santiago | VII Metropolitana 5 senadores    | 8 8 diputados  | Pudahuel             |
| Metropolitana de Santiago | VII Metropolitana 5 senadores    | 8 8 diputados  | Tiltil               |
| Metropolitana de Santiago | VII Metropolitana 5 senadores    | 8 8 diputados  | Cerrillos            |
| Metropolitana de Santiago | VII Metropolitana 5 senadores    | 8 8 diputados  | Estación Central     |
| Metropolitana de Santiago | VII Metropolitana 5 senadores    | 8 8 diputados  | Maipú                |
| Metropolitana de Santiago | VII Metropolitana 5 senadores    | 9 7 diputados  | Conchalí             |
| Metropolitana de Santiago | VII Metropolitana 5 senadores    | 9 7 diputados  | Huechuraba           |
| Metropolitana de Santiago | VII Metropolitana 5 senadores    | 9 7 diputados  | Renca                |
| Metropolitana de Santiago | VII Metropolitana 5 senadores    | 9 7 diputados  | Cerro Navia          |
| Metropolitana de Santiago | VII Metropolitana 5 senadores    | 9 7 diputados  | Lo Prado             |
| Metropolitana de Santiago | VII Metropolitana 5 senadores    | 9 7 diputados  | Quinta Normal        |
| Metropolitana de Santiago | VII Metropolitana 5 senadores    | 9 7 diputados  | Independencia        |
| Metropolitana de Santiago | VII Metropolitana 5 senadores    | 9 7 diputados  | Recoleta             |
| Metropolitana de Santiago | VII Metropolitana 5 senadores    | 10 8 diputados | Santiago             |
| Metropolitana de Santiago | VII Metropolitana 5 senadores    | 10 8 diputados | Ñuñoa                |
| Metropolitana de Santiago | VII Metropolitana 5 senadores    | 10 8 diputados | Providencia          |
| Metropolitana de Santiago | VII Metropolitana 5 senadores    | 10 8 diputados | La Granja            |
| Metropolitana de Santiago | VII Metropolitana 5 senadores    | 10 8 diputados | Macul                |
| Metropolitana de Santiago | VII Metropolitana 5 senadores    | 10 8 diputados | San Joaquín          |
| Metropolitana de Santiago | VII Metropolitana 5 senadores    | 11 6 diputados | Las Condes           |
| Metropolitana de Santiago | VII Metropolitana 5 senadores    | 11 6 diputados | Lo Barnechea         |
| Metropolitana de Santiago | VII Metropolitana 5 senadores    | 11 6 diputados | Vitacura             |
| Metropolitana de Santiago | VII Metropolitana 5 senadores    | 11 6 diputados | La Reina             |
| Metropolitana de Santiago | VII Metropolitana 5 senadores    | 11 6 diputados | Peñalolén            |
| Metropolitana de Santiago | VII Metropolitana 5 senadores    | 12 7 diputados | La Florida           |
| Metropolitana de Santiago | VII Metropolitana 5 senadores    | 12 7 diputados | Puente Alto          |
| Metropolitana de Santiago | VII Metropolitana 5 senadores    | 12 7 diputados | La Pintana           |
| Metropolitana de Santiago | VII Metropolitana 5 senadores    | 12 7 diputados | Pirque               |
| Metropolitana de Santiago | VII Metropolitana 5 senadores    | 12 7 diputados | San José de Maipo    |
| Metropolitana de Santiago | VII Metropolitana 5 senadores    | 13 5 diputados | El Bosque            |
| Metropolitana de Santiago | VII Metropolitana 5 senadores    | 13 5 diputados | La Cisterna          |
| Metropolitana de Santiago | VII Metropolitana 5 senadores    | 13 5 diputados | San Ramón            |
| Metropolitana de Santiago | VII Metropolitana 5 senadores    | 13 5 diputados | Lo Espejo            |
| Metropolitana de Santiago | VII Metropolitana 5 senadores    | 13 5 diputados | Pedro Aguirre Cerda  |
| Metropolitana de Santiago | VII Metropolitana 5 senadores    | 13 5 diputados | San Miguel           |
| Metropolitana de Santiago | VII Metropolitana 5 senadores    | 14 6 diputados | Buin                 |
| Metropolitana de Santiago | VII Metropolitana 5 senadores    | 14 6 diputados | Calera de Tango      |
| Metropolitana de Santiago | VII Metropolitana 5 senadores    | 14 6 diputados | Paine                |
| Metropolitana de Santiago | VII Metropolitana 5 senadores    | 14 6 diputados | San Bernardo         |
| Metropolitana de Santiago | VII Metropolitana 5 senadores    | 14 6 diputados | Alhué                |
| Metropolitana de Santiago | VII Metropolitana 5 senadores    | 14 6 diputados | Curacaví             |
| Metropolitana de Santiago | VII Metropolitana 5 senadores    | 14 6 diputados | El Monte             |
| Metropolitana de Santiago | VII Metropolitana 5 senadores    | 14 6 diputados | Isla de Maipo        |
| Metropolitana de Santiago | VII Metropolitana 5 senadores    | 14 6 diputados | María Pinto          |
| Metropolitana de Santiago | VII Metropolitana 5 senadores    | 14 6 diputados | Melipilla            |
| Metropolitana de Santiago | VII Metropolitana 5 senadores    | 14 6 diputados | Padre Hurtado        |
| Metropolitana de Santiago | VII Metropolitana 5 senadores    | 14 6 diputados | Peñaflor             |
| Metropolitana de Santiago | VII Metropolitana 5 senadores    | 14 6 diputados | San Pedro            |
| Metropolitana de Santiago | VII Metropolitana 5 senadores    | 14 6 diputados | Talagante            |
| O'Higgins | VIII O'Higgins 3 senadores       | 15 5 diputados | Rancagua             |
| O'Higgins | VIII O'Higgins 3 senadores       | 15 5 diputados | Codegua              |
| O'Higgins | VIII O'Higgins 3 senadores       | 15 5 diputados | Coinco               |
| O'Higgins | VIII O'Higgins 3 senadores       | 15 5 diputados | Coltauco             |
| O'Higgins | VIII O'Higgins 3 senadores       | 15 5 diputados | Doñihue              |
| O'Higgins | VIII O'Higgins 3 senadores       | 15 5 diputados | Graneros             |
| O'Higgins | VIII O'Higgins 3 senadores       | 15 5 diputados | Machalí              |
| O'Higgins | VIII O'Higgins 3 senadores       | 15 5 diputados | Malloa               |
| O'Higgins | VIII O'Higgins 3 senadores       | 15 5 diputados | Mostazal             |
| O'Higgins | VIII O'Higgins 3 senadores       | 15 5 diputados | Olivar               |
| O'Higgins | VIII O'Higgins 3 senadores       | 15 5 diputados | Quinta de Tilcoco    |
| O'Higgins | VIII O'Higgins 3 senadores       | 15 5 diputados | Rengo                |
| O'Higgins | VIII O'Higgins 3 senadores       | 15 5 diputados | Requínoa             |
| O'Higgins | VIII O'Higgins 3 senadores       | 16 4 diputados | Chimbarongo          |
| O'Higgins | VIII O'Higgins 3 senadores       | 16 4 diputados | Las Cabras           |
| O'Higgins | VIII O'Higgins 3 senadores       | 16 4 diputados | Peumo                |
| O'Higgins | VIII O'Higgins 3 senadores       | 16 4 diputados | Pichidegua           |
| O'Higgins | VIII O'Higgins 3 senadores       | 16 4 diputados | San Fernando         |
| O'Higgins | VIII O'Higgins 3 senadores       | 16 4 diputados | San Vicente          |
| O'Higgins | VIII O'Higgins 3 senadores       | 16 4 diputados | Chépica              |
| O'Higgins | VIII O'Higgins 3 senadores       | 16 4 diputados | La Estrella          |
| O'Higgins | VIII O'Higgins 3 senadores       | 16 4 diputados | Litueche             |
| O'Higgins | VIII O'Higgins 3 senadores       | 16 4 diputados | Lolol                |
| O'Higgins | VIII O'Higgins 3 senadores       | 16 4 diputados | Marchihue            |
| O'Higgins | VIII O'Higgins 3 senadores       | 16 4 diputados | Nancagua             |
| O'Higgins | VIII O'Higgins 3 senadores       | 16 4 diputados | Navidad              |
| O'Higgins | VIII O'Higgins 3 senadores       | 16 4 diputados | Palmilla             |
| O'Higgins | VIII O'Higgins 3 senadores       | 16 4 diputados | Paredones            |
| O'Higgins | VIII O'Higgins 3 senadores       | 16 4 diputados | Peralillo            |
| O'Higgins | VIII O'Higgins 3 senadores       | 16 4 diputados | Pichilemu            |
| O'Higgins | VIII O'Higgins 3 senadores       | 16 4 diputados | Placilla             |
| O'Higgins | VIII O'Higgins 3 senadores       | 16 4 diputados | Pumanque             |
| O'Higgins | VIII O'Higgins 3 senadores       | 16 4 diputados | Santa Cruz           |
| Maule | IX Maule 5 senadores             | 17 7 diputados | Curicó               |
| Maule | IX Maule 5 senadores             | 17 7 diputados | Hualañé              |
| Maule | IX Maule 5 senadores             | 17 7 diputados | Licantén             |
| Maule | IX Maule 5 senadores             | 17 7 diputados | Molina               |
| Maule | IX Maule 5 senadores             | 17 7 diputados | Rauco                |
| Maule | IX Maule 5 senadores             | 17 7 diputados | Romeral              |
| Maule | IX Maule 5 senadores             | 17 7 diputados | Sagrada Familia      |
| Maule | IX Maule 5 senadores             | 17 7 diputados | Teno                 |
| Maule | IX Maule 5 senadores             | 17 7 diputados | Vichuquén            |
| Maule | IX Maule 5 senadores             | 17 7 diputados | Talca                |
| Maule | IX Maule 5 senadores             | 17 7 diputados | Constitución         |
| Maule | IX Maule 5 senadores             | 17 7 diputados | Curepto              |
| Maule | IX Maule 5 senadores             | 17 7 diputados | Empedrado            |
| Maule | IX Maule 5 senadores             | 17 7 diputados | Maule                |
| Maule | IX Maule 5 senadores             | 17 7 diputados | Pelarco              |
| Maule | IX Maule 5 senadores             | 17 7 diputados | Pencahue             |
| Maule | IX Maule 5 senadores             | 17 7 diputados | Río Claro            |
| Maule | IX Maule 5 senadores             | 17 7 diputados | San Clemente         |
| Maule | IX Maule 5 senadores             | 17 7 diputados | San Rafael           |
| Maule | IX Maule 5 senadores             | 18 4 diputados | Colbún               |
| Maule | IX Maule 5 senadores             | 18 4 diputados | Linares              |
| Maule | IX Maule 5 senadores             | 18 4 diputados | San Javier           |
| Maule | IX Maule 5 senadores             | 18 4 diputados | Villa Alegre         |
| Maule | IX Maule 5 senadores             | 18 4 diputados | Yerbas Buenas        |
| Maule | IX Maule 5 senadores             | 18 4 diputados | Cauquenes            |
| Maule | IX Maule 5 senadores             | 18 4 diputados | Chanco               |
| Maule | IX Maule 5 senadores             | 18 4 diputados | Longaví              |
| Maule | IX Maule 5 senadores             | 18 4 diputados | Parral               |
| Maule | IX Maule 5 senadores             | 18 4 diputados | Pelluhue             |
| Maule | IX Maule 5 senadores             | 18 4 diputados | Retiro               |
| Ñuble | XVI Ñuble 2 senadores            | 19 5 diputados | Bulnes               |
| Ñuble | XVI Ñuble 2 senadores            | 19 5 diputados | Cobquecura           |
| Ñuble | XVI Ñuble 2 senadores            | 19 5 diputados | Coelemu              |
| Ñuble | XVI Ñuble 2 senadores            | 19 5 diputados | Ñiquén               |
| Ñuble | XVI Ñuble 2 senadores            | 19 5 diputados | Portezuelo           |
| Ñuble | XVI Ñuble 2 senadores            | 19 5 diputados | Quillón              |
| Ñuble | XVI Ñuble 2 senadores            | 19 5 diputados | Quirihue             |
| Ñuble | XVI Ñuble 2 senadores            | 19 5 diputados | Ninhue               |
| Ñuble | XVI Ñuble 2 senadores            | 19 5 diputados | Ránquil              |
| Ñuble | XVI Ñuble 2 senadores            | 19 5 diputados | San Carlos           |
| Ñuble | XVI Ñuble 2 senadores            | 19 5 diputados | San Fabián           |
| Ñuble | XVI Ñuble 2 senadores            | 19 5 diputados | San Nicolás          |
| Ñuble | XVI Ñuble 2 senadores            | 19 5 diputados | Treguaco             |
| Ñuble | XVI Ñuble 2 senadores            | 19 5 diputados | Chillán              |
| Ñuble | XVI Ñuble 2 senadores            | 19 5 diputados | Chillán Viejo        |
| Ñuble | XVI Ñuble 2 senadores            | 19 5 diputados | Coihueco             |
| Ñuble | XVI Ñuble 2 senadores            | 19 5 diputados | El Carmen            |
| Ñuble | XVI Ñuble 2 senadores            | 19 5 diputados | Pemuco               |
| Ñuble | XVI Ñuble 2 senadores            | 19 5 diputados | Pinto                |
| Ñuble | XVI Ñuble 2 senadores            | 19 5 diputados | San Ignacio          |
| Ñuble | XVI Ñuble 2 senadores            | 19 5 diputados | Yungay               |
| Biobío | X Biobío 3 senadores             | 20 8 diputados | Hualpén              |
| Biobío | X Biobío 3 senadores             | 20 8 diputados | Talcahuano           |
| Biobío | X Biobío 3 senadores             | 20 8 diputados | Chiguayante          |
| Biobío | X Biobío 3 senadores             | 20 8 diputados | Concepción           |
| Biobío | X Biobío 3 senadores             | 20 8 diputados | San Pedro de la Paz  |
| Biobío | X Biobío 3 senadores             | 20 8 diputados | Coronel              |
| Biobío | X Biobío 3 senadores             | 20 8 diputados | Florida              |
| Biobío | X Biobío 3 senadores             | 20 8 diputados | Hualqui              |
| Biobío | X Biobío 3 senadores             | 20 8 diputados | Penco                |
| Biobío | X Biobío 3 senadores             | 20 8 diputados | Santa Juana          |
| Biobío | X Biobío 3 senadores             | 20 8 diputados | Tomé                 |
| Biobío | X Biobío 3 senadores             | 21 5 diputados | Arauco               |
| Biobío | X Biobío 3 senadores             | 21 5 diputados | Cabrero              |
| Biobío | X Biobío 3 senadores             | 21 5 diputados | Cañete               |
| Biobío | X Biobío 3 senadores             | 21 5 diputados | Contulmo             |
| Biobío | X Biobío 3 senadores             | 21 5 diputados | Curanilahue          |
| Biobío | X Biobío 3 senadores             | 21 5 diputados | Los Álamos           |
| Biobío | X Biobío 3 senadores             | 21 5 diputados | Lebu                 |
| Biobío | X Biobío 3 senadores             | 21 5 diputados | Lota                 |
| Biobío | X Biobío 3 senadores             | 21 5 diputados | Tirúa                |
| Biobío | X Biobío 3 senadores             | 21 5 diputados | Alto Biobío          |
| Biobío | X Biobío 3 senadores             | 21 5 diputados | Antuco               |
| Biobío | X Biobío 3 senadores             | 21 5 diputados | Laja                 |
| Biobío | X Biobío 3 senadores             | 21 5 diputados | Los Ángeles          |
| Biobío | X Biobío 3 senadores             | 21 5 diputados | Mulchén              |
| Biobío | X Biobío 3 senadores             | 21 5 diputados | Nacimiento           |
| Biobío | X Biobío 3 senadores             | 21 5 diputados | Negrete              |
| Biobío | X Biobío 3 senadores             | 21 5 diputados | Quilaco              |
| Biobío | X Biobío 3 senadores             | 21 5 diputados | Quilleco             |
| Biobío | X Biobío 3 senadores             | 21 5 diputados | San Rosendo          |
| Biobío | X Biobío 3 senadores             | 21 5 diputados | Santa Bárbara        |
| Biobío | X Biobío 3 senadores             | 21 5 diputados | Tucapel              |
| Biobío | X Biobío 3 senadores             | 21 5 diputados | Yumbel               |
| Araucanía | XI Araucanía 5 senadores         | 22 4 diputados | Angol                |
| Araucanía | XI Araucanía 5 senadores         | 22 4 diputados | Collipulli           |
| Araucanía | XI Araucanía 5 senadores         | 22 4 diputados | Ercilla              |
| Araucanía | XI Araucanía 5 senadores         | 22 4 diputados | Los Sauces           |
| Araucanía | XI Araucanía 5 senadores         | 22 4 diputados | Lumaco               |
| Araucanía | XI Araucanía 5 senadores         | 22 4 diputados | Purén                |
| Araucanía | XI Araucanía 5 senadores         | 22 4 diputados | Renaico              |
| Araucanía | XI Araucanía 5 senadores         | 22 4 diputados | Traiguén             |
| Araucanía | XI Araucanía 5 senadores         | 22 4 diputados | Curacautín           |
| Araucanía | XI Araucanía 5 senadores         | 22 4 diputados | Galvarino            |
| Araucanía | XI Araucanía 5 senadores         | 22 4 diputados | Lautaro              |
| Araucanía | XI Araucanía 5 senadores         | 22 4 diputados | Lonquimay            |
| Araucanía | XI Araucanía 5 senadores         | 22 4 diputados | Melipeuco            |
| Araucanía | XI Araucanía 5 senadores         | 22 4 diputados | Perquenco            |
| Araucanía | XI Araucanía 5 senadores         | 22 4 diputados | Victoria             |
| Araucanía | XI Araucanía 5 senadores         | 22 4 diputados | Vilcún               |
| Araucanía | XI Araucanía 5 senadores         | 23 7 diputados | Padre Las Casas      |
| Araucanía | XI Araucanía 5 senadores         | 23 7 diputados | Temuco               |
| Araucanía | XI Araucanía 5 senadores         | 23 7 diputados | Carahue              |
| Araucanía | XI Araucanía 5 senadores         | 23 7 diputados | Cholchol             |
| Araucanía | XI Araucanía 5 senadores         | 23 7 diputados | Freire               |
| Araucanía | XI Araucanía 5 senadores         | 23 7 diputados | Nueva Imperial       |
| Araucanía | XI Araucanía 5 senadores         | 23 7 diputados | Pitrufquén           |
| Araucanía | XI Araucanía 5 senadores         | 23 7 diputados | Saavedra             |
| Araucanía | XI Araucanía 5 senadores         | 23 7 diputados | Teodoro Schmidt      |
| Araucanía | XI Araucanía 5 senadores         | 23 7 diputados | Cunco                |
| Araucanía | XI Araucanía 5 senadores         | 23 7 diputados | Curarrehue           |
| Araucanía | XI Araucanía 5 senadores         | 23 7 diputados | Gorbea               |
| Araucanía | XI Araucanía 5 senadores         | 23 7 diputados | Loncoche             |
| Araucanía | XI Araucanía 5 senadores         | 23 7 diputados | Pucón                |
| Araucanía | XI Araucanía 5 senadores         | 23 7 diputados | Toltén               |
| Araucanía | XI Araucanía 5 senadores         | 23 7 diputados | Villarrica           |
| Los Ríos | XII Los Ríos 3 senadores         | 24 5 diputados | Corral               |
| Los Ríos | XII Los Ríos 3 senadores         | 24 5 diputados | Lanco                |
| Los Ríos | XII Los Ríos 3 senadores         | 24 5 diputados | Máfil                |
| Los Ríos | XII Los Ríos 3 senadores         | 24 5 diputados | Mariquina            |
| Los Ríos | XII Los Ríos 3 senadores         | 24 5 diputados | Valdivia             |
| Los Ríos | XII Los Ríos 3 senadores         | 24 5 diputados | Futrono              |
| Los Ríos | XII Los Ríos 3 senadores         | 24 5 diputados | La Unión             |
| Los Ríos | XII Los Ríos 3 senadores         | 24 5 diputados | Lago Ranco           |
| Los Ríos | XII Los Ríos 3 senadores         | 24 5 diputados | Los Lagos            |
| Los Ríos | XII Los Ríos 3 senadores         | 24 5 diputados | Paillaco             |
| Los Ríos | XII Los Ríos 3 senadores         | 24 5 diputados | Panguipulli          |
| Los Ríos | XII Los Ríos 3 senadores         | 24 5 diputados | Río Bueno            |
| Los Lagos | XIII Los Lagos 3 senadores       | 25 4 diputados | Osorno               |
| Los Lagos | XIII Los Lagos 3 senadores       | 25 4 diputados | San Juan de la Costa |
| Los Lagos | XIII Los Lagos 3 senadores       | 25 4 diputados | San Pablo            |
| Los Lagos | XIII Los Lagos 3 senadores       | 25 4 diputados | Fresia               |
| Los Lagos | XIII Los Lagos 3 senadores       | 25 4 diputados | Frutillar            |
| Los Lagos | XIII Los Lagos 3 senadores       | 25 4 diputados | Llanquihue           |
| Los Lagos | XIII Los Lagos 3 senadores       | 25 4 diputados | Los Muermos          |
| Los Lagos | XIII Los Lagos 3 senadores       | 25 4 diputados | Puerto Octay         |
| Los Lagos | XIII Los Lagos 3 senadores       | 25 4 diputados | Puerto Varas         |
| Los Lagos | XIII Los Lagos 3 senadores       | 25 4 diputados | Puyehue              |
| Los Lagos | XIII Los Lagos 3 senadores       | 25 4 diputados | Purranque            |
| Los Lagos | XIII Los Lagos 3 senadores       | 25 4 diputados | Río Negro            |
| Los Lagos | XIII Los Lagos 3 senadores       | 26 5 diputados | Calbuco              |
| Los Lagos | XIII Los Lagos 3 senadores       | 26 5 diputados | Cochamó              |
| Los Lagos | XIII Los Lagos 3 senadores       | 26 5 diputados | Maullín              |
| Los Lagos | XIII Los Lagos 3 senadores       | 26 5 diputados | Puerto Montt         |
| Los Lagos | XIII Los Lagos 3 senadores       | 26 5 diputados | Ancud                |
| Los Lagos | XIII Los Lagos 3 senadores       | 26 5 diputados | Castro               |
| Los Lagos | XIII Los Lagos 3 senadores       | 26 5 diputados | Chaitén              |
| Los Lagos | XIII Los Lagos 3 senadores       | 26 5 diputados | Chonchi              |
| Los Lagos | XIII Los Lagos 3 senadores       | 26 5 diputados | Curaco de Vélez      |
| Los Lagos | XIII Los Lagos 3 senadores       | 26 5 diputados | Dalcahue             |
| Los Lagos | XIII Los Lagos 3 senadores       | 26 5 diputados | Futaleufú            |
| Los Lagos | XIII Los Lagos 3 senadores       | 26 5 diputados | Hualaihué            |
| Los Lagos | XIII Los Lagos 3 senadores       | 26 5 diputados | Palena               |
| Los Lagos | XIII Los Lagos 3 senadores       | 26 5 diputados | Puqueldón            |
| Los Lagos | XIII Los Lagos 3 senadores       | 26 5 diputados | Queilén              |
| Los Lagos | XIII Los Lagos 3 senadores       | 26 5 diputados | Quellón              |
| Los Lagos | XIII Los Lagos 3 senadores       | 26 5 diputados | Quemchi              |
| Los Lagos | XIII Los Lagos 3 senadores       | 26 5 diputados | Quinchao             |
| Aysén | XIV Aysén 2 senadores            | 27 3 diputados | Aysén                |
| Aysén | XIV Aysén 2 senadores            | 27 3 diputados | Cisnes               |
| Aysén | XIV Aysén 2 senadores            | 27 3 diputados | Chile Chico          |
| Aysén | XIV Aysén 2 senadores            | 27 3 diputados | Coyhaique            |
| Aysén | XIV Aysén 2 senadores            | 27 3 diputados | Cochrane             |
| Aysén | XIV Aysén 2 senadores            | 27 3 diputados | Guaitecas            |
| Aysén | XIV Aysén 2 senadores            | 27 3 diputados | Lago Verde           |
| Aysén | XIV Aysén 2 senadores            | 27 3 diputados | Río Ibáñez           |
| Aysén | XIV Aysén 2 senadores            | 27 3 diputados | O'Higgins            |
| Aysén | XIV Aysén 2 senadores            | 27 3 diputados | Tortel               |
| Magallanes y la Antártica Chilena | XV Magallanes 2 senadores        | 28 3 diputados | Antártica            |
| Magallanes y la Antártica Chilena | XV Magallanes 2 senadores        | 28 3 diputados | Cabo de Hornos       |
| Magallanes y la Antártica Chilena | XV Magallanes 2 senadores        | 28 3 diputados | Laguna Blanca        |
| Magallanes y la Antártica Chilena | XV Magallanes 2 senadores        | 28 3 diputados | Natales              |
| Magallanes y la Antártica Chilena | XV Magallanes 2 senadores        | 28 3 diputados | Porvenir             |
| Magallanes y la Antártica Chilena | XV Magallanes 2 senadores        | 28 3 diputados | Primavera            |
| Magallanes y la Antártica Chilena | XV Magallanes 2 senadores        | 28 3 diputados | Punta Arenas         |
| Magallanes y la Antártica Chilena | XV Magallanes 2 senadores        | 28 3 diputados | Río Verde            |
| Magallanes y la Antártica Chilena | XV Magallanes 2 senadores        | 28 3 diputados | San Gregorio         |
| Magallanes y la Antártica Chilena | XV Magallanes 2 senadores        | 28 3 diputados | Timaukel             |
| Magallanes y la Antártica Chilena | XV Magallanes 2 senadores        | 28 3 diputados | Torres del Paine     |

### Antiguas divisiones electorales

#### 1925-1973
Entre 1925 y 1973, el país estaba dividido en 25 provincias (algunas equivalentes aproximadamente a las actuales provincias y otras a las actuales regiones). Estas provincias correspondían cada una a un distrito electoral, excepto la provincia de Ñuble, que contenía dos distritos, y la de Santiago, que contenía cuatro, dando un total de 29 distritos electorales. Cada distrito elegía a su vez a una cantidad distinta de diputados (entre 2 y 18, dependiendo de su población), formando con ello la Cámara de Diputados; esta no tenía un número fijo de escaños, sino que dependía de la población del país de acuerdo con el censo oficial vigente, por lo que estos habían sido 132 desde 1925, 142 desde 1932, 146 desde 1936, 147 desde 1941 y 150 desde 1969.
En tanto, para la elección de senadores existían 9 agrupaciones provinciales (10 desde 1967 en adelante) que se componían de la unión de varios distritos, eligiendo 5 senadores cada una. Así, el Senado estaba compuesto por 50 miembros en 1970.
La determinación de los candidatos electos se efectuaba mediante un sistema de representación proporcional (el método d'Hondt), según los votos de cada lista de partidos o coaliciones políticas. Una vez determinado el número de electos por cada lista, se proclamaban a las mayorías individuales correspondientes dentro de cada una de ellas.
Las agrupaciones provinciales y los distritos eran las siguientes:
| \| Agrupación provincial \| Agrupación departamental \| Agrupación departamental \| Diputados \| \| --------------------- \| ------------------------------------------------- \| ------------------------------------------------------------------------------ \| --------- \| \| I \| 1.ª: Tarapacá \| 1.ª: Tarapacá \| 4 \| \| I \| 2.ª: Antofagasta \| 2.ª: Antofagasta \| 7 \| \| II \| 3.ª: Atacama \| 3.ª: Atacama \| 2 \| \| II \| 4.ª: Coquimbo \| 4.ª: Coquimbo \| 7 \| \| III \| 5.ª: Aconcagua \| 5.ª: Aconcagua \| 3 \| \| III \| 6.ª: Valparaíso \| 6.ª: Valparaíso \| 12 \| \| IV \| 7.ª: Santiago \| 1.º Distrito: Santiago centro \| 18 \| \| IV \| 7.ª: Santiago \| 2.º Distrito: Santiago noroccidente[nota 1] y Talagante \| 5 \| \| IV \| 7.ª: Santiago \| 3.º Distrito: Santiago oriente,[nota 2] Presidente Aguirre Cerda y Puente Alto \| 5 \| \| IV \| 8.ª: Melipilla, San Bernardo, San Antonio y Maipo \| 8.ª: Melipilla, San Bernardo, San Antonio y Maipo \| 5 \| \| V \| 9.ª: O'Higgins \| 9.ª: O'Higgins \| 6 \| \| V \| 10.ª: Colchagua \| 10.ª: Colchagua \| 4 \| \| VI \| 11.ª: Curicó \| 11.ª: Curicó \| 3 \| \| VI \| 12.ª: Talca \| 12.ª: Talca \| 5 \| \| VI \| 13.ª: Constitución \| 13.ª: Constitución \| 3 \| \| VI \| 14.ª: Linares \| 14.ª: Linares \| 4 \| \| VII \| \| \| \| \| 15.ª: San Carlos \| 15.ª: San Carlos \| 3 \| \| \| 16.ª: Ñuble \| 16.ª: Ñuble \| 5 \| \| \| 17.ª: Concepción \| 17.ª: Concepción \| 9 \| \| \| 18.ª: Arauco \| 18.ª: Arauco \| 2 \| \| \| VIII \| 19.ª: Bío-Bío \| 19.ª: Bío-Bío \| 4 \| \| VIII \| 20.ª: Malleco \| 20.ª: Malleco \| 6 \| \| VIII \| 21.ª: Cautín \| 21.ª: Cautín \| 10 \| \| IX \| 22.ª: Valdivia \| 22.ª: Valdivia \| 5 \| \| IX \| 23.ª: Osorno \| 23.ª: Osorno \| 3 \| \| IX \| 24.ª: Llanquihue \| 24.ª: Llanquihue \| 3 \| \| X \| 25.ª: Chiloé \| 25.ª: Chiloé \| 3 \| \| X \| 26.ª: Aysén \| 26.ª: Aysén \| 2 \| \| X \| 27.ª: Magallanes \| 27.ª: Magallanes \| 2 \| |                                                   |                                                                        |           |
| Agrupación provincial | Agrupación departamental                          | Agrupación departamental                                               | Diputados |
| I | 1.ª: Tarapacá                                     | 1.ª: Tarapacá                                                          | 4         |
| I | 2.ª: Antofagasta                                  | 2.ª: Antofagasta                                                       | 7         |
| II | 3.ª: Atacama                                      | 3.ª: Atacama                                                           | 2         |
| II | 4.ª: Coquimbo                                     | 4.ª: Coquimbo                                                          | 7         |
| III | 5.ª: Aconcagua                                    | 5.ª: Aconcagua                                                         | 3         |
| III | 6.ª: Valparaíso                                   | 6.ª: Valparaíso                                                        | 12        |
| IV | 7.ª: Santiago                                     | 1.º Distrito: Santiago centro                                          | 18        |
| IV | 7.ª: Santiago                                     | 2.º Distrito: Santiago noroccidente y Talagante                        | 5         |
| IV | 7.ª: Santiago                                     | 3.º Distrito: Santiago oriente, Presidente Aguirre Cerda y Puente Alto | 5         |
| IV | 8.ª: Melipilla, San Bernardo, San Antonio y Maipo | 8.ª: Melipilla, San Bernardo, San Antonio y Maipo                      | 5         |
| V | 9.ª: O'Higgins                                    | 9.ª: O'Higgins                                                         | 6         |
| V | 10.ª: Colchagua                                   | 10.ª: Colchagua                                                        | 4         |
| VI | 11.ª: Curicó                                      | 11.ª: Curicó                                                           | 3         |
| VI | 12.ª: Talca                                       | 12.ª: Talca                                                            | 5         |
| VI | 13.ª: Constitución                                | 13.ª: Constitución                                                     | 3         |
| VI | 14.ª: Linares                                     | 14.ª: Linares                                                          | 4         |
| VII |                                                   |                                                                        |           |
| 15.ª: San Carlos | 15.ª: San Carlos                                  | 3                                                                      |           |
| 16.ª: Ñuble | 16.ª: Ñuble                                       | 5                                                                      |           |
| 17.ª: Concepción | 17.ª: Concepción                                  | 9                                                                      |           |
| 18.ª: Arauco | 18.ª: Arauco                                      | 2                                                                      |           |
| VIII | 19.ª: Bío-Bío                                     | 19.ª: Bío-Bío                                                          | 4         |
| VIII | 20.ª: Malleco                                     | 20.ª: Malleco                                                          | 6         |
| VIII | 21.ª: Cautín                                      | 21.ª: Cautín                                                           | 10        |
| IX | 22.ª: Valdivia                                    | 22.ª: Valdivia                                                         | 5         |
| IX | 23.ª: Osorno                                      | 23.ª: Osorno                                                           | 3         |
| IX | 24.ª: Llanquihue                                  | 24.ª: Llanquihue                                                       | 3         |
| X | 25.ª: Chiloé                                      | 25.ª: Chiloé                                                           | 3         |
| X | 26.ª: Aysén                                       | 26.ª: Aysén                                                            | 2         |
| X | 27.ª: Magallanes                                  | 27.ª: Magallanes                                                       | 2         |

#### 1989-2018

Mapa de los distritos y circunscripciones en que se dividió el país para las elecciones parlamentarias entre 1989 y 2013.

De acuerdo con la Constitución Política de 1980, en su texto original, la Cámara de Diputados estaría integrada por 120 miembros elegidos en votación directa por los distritos electorales que estableciera la ley orgánica constitucional respectiva. A su vez, el Senado se integraría con miembros elegidos en votación directa por cada una de las trece regiones existentes entonces en el país; a cada región correspondería elegir dos senadores, en la forma que determinara la ley orgánica constitucional respectiva. En 1988 se promulgó la ley orgánica constitucional sobre votaciones populares y escrutinios, la cual regula los procedimientos para la preparación, realización, escrutinio y calificación de los plebiscitos y de las elecciones de presidente de la república y parlamentarios –senadores y diputados–.
Tras la reforma constitucional de 1989, se estableció que el senado se compondría de miembros elegidos en votación directa por circunscripciones senatoriales, en consideración a las regiones del país, cada una de las cuales constituiría, a lo menos, una circunscripción, y que la ley orgánica constitucional respectiva determinaría el número de senadores, las circunscripciones senatoriales y la forma de su elección; asimismo, en una disposición transitoria se dispuso que, en tanto, no entrara en vigencia la ley orgánica constitucional que determinara las seis regiones en cada una de las cuales habría dos circunscripciones senatoriales, se dividirían, en esta forma, las regiones de Valparaíso, Metropolitana de Santiago, del Maule, del Biobío, de la Araucanía y de Los Lagos.
La ley orgánica constitucional sobre votaciones populares y escrutinio fue modificada por la ley 18799, de 26 de mayo de 1989, estableciendo para las elecciones parlamentarias lo que se llegaría a denominar como sistema electoral binominal o simplemente sistema binominal.
Conforme a la referida ley orgánica constitucional, para las elecciones de diputados existirían 60 distritos electorales compuestos por conjuntos de comunas contiguas entre sí –con una sola excepción: el distrito 6–; para las elecciones de senadores habría 19 circunscripciones senatoriales; la mayor parte de las regiones formaban por sí mismas una sola circunscripción, excepto seis: Región de Valparaíso, Región del Maule, Región del Biobío, Región de la Araucanía, Región de Los Lagos (hasta agosto de 2009) y Región Metropolitana de Santiago, que se dividieron en dos circunscripciones, cada una establecida como un conjunto de distritos contiguos dentro de la región. Esta división se aplicó por primera vez para las elecciones parlamentarias de 1989, efectuadas para la determinación de la composición del Congreso Nacional en su XLVIII periodo legislativo (1990-1994).
En 2007 fue creada la Región de Arica y Parinacota, a partir de las provincias de Arica y Parinacota de la Región de Tarapacá, pero no se creó una nueva circunscripción, por lo que la I Circunscripción pasó a ser birregional. En tanto, en agosto de 2009, la Región de Los Ríos, a partir de la provincia de Valdivia, heredó la XVI circunscripción, aunque el distrito 55 fue trasladado a la XVII Circunscripción, manteniéndose así la equivalencia territorial entre esta y la Región de Los Lagos.
Esta división electoral se mantuvo hasta las elecciones parlamentarias de 2013, efectuada para determinar la composición del Congreso Nacional en su LIV periodo legislativo (2014-2018). A partir de las elecciones parlamentarias de 2017 se aplica una nueva división electoral, como consecuencia del establecimiento en 2015 de un nuevo sistema electoral de diputados y senadores.
Las circunscripciones senatoriales y distritos se muestran en la siguiente tabla:
| \| Región \| Circunscripción \| Distrito electoral \| Comunas \| \| --------------------------------- \| ----------------------- \| ------------------ \| -------------------- \| \| Arica y Parinacota \| I Tarapacá \| 1 \| Arica \| \| Arica y Parinacota \| I Tarapacá \| 1 \| Camarones \| \| Arica y Parinacota \| I Tarapacá \| 1 \| General Lagos \| \| Arica y Parinacota \| I Tarapacá \| 1 \| Putre \| \| Tarapacá \| I Tarapacá \| 2 \| Alto Hospicio \| \| Tarapacá \| I Tarapacá \| 2 \| Camiña \| \| Tarapacá \| I Tarapacá \| 2 \| Colchane \| \| Tarapacá \| I Tarapacá \| 2 \| Huara \| \| Tarapacá \| I Tarapacá \| 2 \| Iquique \| \| Tarapacá \| I Tarapacá \| 2 \| Pica \| \| Tarapacá \| I Tarapacá \| 2 \| Pozo Almonte \| \| Antofagasta \| II Antofagasta \| 3 \| Calama \| \| Antofagasta \| II Antofagasta \| 3 \| María Elena \| \| Antofagasta \| II Antofagasta \| 3 \| Ollagüe \| \| Antofagasta \| II Antofagasta \| 3 \| San Pedro de Atacama \| \| Antofagasta \| II Antofagasta \| 3 \| Tocopilla \| \| Antofagasta \| II Antofagasta \| 4 \| Antofagasta \| \| Antofagasta \| II Antofagasta \| 4 \| Mejillones \| \| Antofagasta \| II Antofagasta \| 4 \| Sierra Gorda \| \| Antofagasta \| II Antofagasta \| 4 \| Taltal \| \| Atacama \| III Atacama \| 5 \| Chañaral \| \| Atacama \| III Atacama \| 5 \| Copiapó \| \| Atacama \| III Atacama \| 5 \| Diego de Almagro \| \| Atacama \| III Atacama \| 6 \| Alto del Carmen \| \| Atacama \| III Atacama \| 6 \| Caldera \| \| Atacama \| III Atacama \| 6 \| Huasco \| \| Atacama \| III Atacama \| 6 \| Freirina \| \| Atacama \| III Atacama \| 6 \| Tierra Amarilla \| \| Atacama \| III Atacama \| 6 \| Vallenar \| \| Coquimbo \| IV Coquimbo \| 7 \| Andacollo \| \| Coquimbo \| IV Coquimbo \| 7 \| La Higuera \| \| Coquimbo \| IV Coquimbo \| 7 \| La Serena \| \| Coquimbo \| IV Coquimbo \| 7 \| Paihuano \| \| Coquimbo \| IV Coquimbo \| 7 \| Vicuña \| \| Coquimbo \| IV Coquimbo \| 8 \| Coquimbo \| \| Coquimbo \| IV Coquimbo \| 8 \| Ovalle \| \| Coquimbo \| IV Coquimbo \| 8 \| Río Hurtado \| \| Coquimbo \| IV Coquimbo \| 9 \| Canela \| \| Coquimbo \| IV Coquimbo \| 9 \| Combarbalá \| \| Coquimbo \| IV Coquimbo \| 9 \| Illapel \| \| Coquimbo \| IV Coquimbo \| 9 \| Los Vilos \| \| Coquimbo \| IV Coquimbo \| 9 \| Monte Patria \| \| Coquimbo \| IV Coquimbo \| 9 \| Punitaqui \| \| Coquimbo \| IV Coquimbo \| 9 \| Salamanca \| \| Valparaíso \| V Valparaíso Cordillera \| 10 \| Cabildo \| \| Valparaíso \| V Valparaíso Cordillera \| 10 \| La Calera \| \| Valparaíso \| V Valparaíso Cordillera \| 10 \| Hijuelas \| \| Valparaíso \| V Valparaíso Cordillera \| 10 \| La Cruz \| \| Valparaíso \| V Valparaíso Cordillera \| 10 \| La Ligua \| \| Valparaíso \| V Valparaíso Cordillera \| 10 \| Nogales \| \| Valparaíso \| V Valparaíso Cordillera \| 10 \| Papudo \| \| Valparaíso \| V Valparaíso Cordillera \| 10 \| Petorca \| \| Valparaíso \| V Valparaíso Cordillera \| 10 \| Puchuncaví \| \| Valparaíso \| V Valparaíso Cordillera \| 10 \| Quillota \| \| Valparaíso \| V Valparaíso Cordillera \| 10 \| Quintero \| \| Valparaíso \| V Valparaíso Cordillera \| 10 \| Zapallar \| \| Valparaíso \| V Valparaíso Cordillera \| 11 \| Calle Larga \| \| Valparaíso \| V Valparaíso Cordillera \| 11 \| Catemu \| \| Valparaíso \| V Valparaíso Cordillera \| 11 \| Llaillay \| \| Valparaíso \| V Valparaíso Cordillera \| 11 \| Los Andes \| \| Valparaíso \| V Valparaíso Cordillera \| 11 \| Panquehue \| \| Valparaíso \| V Valparaíso Cordillera \| 11 \| Putaendo \| \| Valparaíso \| V Valparaíso Cordillera \| 11 \| Rinconada \| \| Valparaíso \| V Valparaíso Cordillera \| 11 \| San Esteban \| \| Valparaíso \| V Valparaíso Cordillera \| 11 \| San Felipe \| \| Valparaíso \| V Valparaíso Cordillera \| 11 \| Santa María \| \| Valparaíso \| V Valparaíso Cordillera \| 12 \| Limache \| \| Valparaíso \| V Valparaíso Cordillera \| 12 \| Olmué \| \| Valparaíso \| V Valparaíso Cordillera \| 12 \| Quilpué \| \| Valparaíso \| V Valparaíso Cordillera \| 12 \| Villa Alemana \| \| Valparaíso \| VI Valparaíso Costa \| 13 \| Isla de Pascua \| \| Valparaíso \| VI Valparaíso Costa \| 13 \| Juan Fernández \| \| Valparaíso \| VI Valparaíso Costa \| 13 \| Valparaíso \| \| Valparaíso \| VI Valparaíso Costa \| 14 \| Concón \| \| Valparaíso \| VI Valparaíso Costa \| 14 \| Viña del Mar \| \| Valparaíso \| VI Valparaíso Costa \| 15 \| Algarrobo \| \| Valparaíso \| VI Valparaíso Costa \| 15 \| Cartagena \| \| Valparaíso \| VI Valparaíso Costa \| 15 \| Casablanca \| \| Valparaíso \| VI Valparaíso Costa \| 15 \| El Quisco \| \| Valparaíso \| VI Valparaíso Costa \| 15 \| El Tabo \| \| Valparaíso \| VI Valparaíso Costa \| 15 \| San Antonio \| \| Valparaíso \| VI Valparaíso Costa \| 15 \| Santo Domingo \| \| Metropolitana de Santiago \| VII Santiago Poniente \| 16 \| Colina \| \| Metropolitana de Santiago \| VII Santiago Poniente \| 16 \| Lampa \| \| Metropolitana de Santiago \| VII Santiago Poniente \| 16 \| Quilicura \| \| Metropolitana de Santiago \| VII Santiago Poniente \| 16 \| Pudahuel \| \| Metropolitana de Santiago \| VII Santiago Poniente \| 16 \| Tiltil \| \| Metropolitana de Santiago \| VII Santiago Poniente \| 17 \| Conchalí \| \| Metropolitana de Santiago \| VII Santiago Poniente \| 17 \| Huechuraba \| \| Metropolitana de Santiago \| VII Santiago Poniente \| 17 \| Renca \| \| Metropolitana de Santiago \| VII Santiago Poniente \| 18 \| Cerro Navia \| \| Metropolitana de Santiago \| VII Santiago Poniente \| 18 \| Lo Prado \| \| Metropolitana de Santiago \| VII Santiago Poniente \| 18 \| Quinta Normal \| \| Metropolitana de Santiago \| VII Santiago Poniente \| 19 \| Independencia \| \| Metropolitana de Santiago \| VII Santiago Poniente \| 19 \| Recoleta \| \| Metropolitana de Santiago \| VII Santiago Poniente \| 20 \| Cerrillos \| \| Metropolitana de Santiago \| VII Santiago Poniente \| 20 \| Estación Central \| \| Metropolitana de Santiago \| VII Santiago Poniente \| 20 \| Maipú \| \| Metropolitana de Santiago \| VII Santiago Poniente \| 22 \| Santiago \| \| Metropolitana de Santiago \| VII Santiago Poniente \| 30 \| Buin \| \| Metropolitana de Santiago \| VII Santiago Poniente \| 30 \| Calera de Tango \| \| Metropolitana de Santiago \| VII Santiago Poniente \| 30 \| Paine \| \| Metropolitana de Santiago \| VII Santiago Poniente \| 30 \| San Bernardo \| \| Metropolitana de Santiago \| VII Santiago Poniente \| 31 \| Alhué \| \| Metropolitana de Santiago \| VII Santiago Poniente \| 31 \| Curacaví \| \| Metropolitana de Santiago \| VII Santiago Poniente \| 31 \| El Monte \| \| Metropolitana de Santiago \| VII Santiago Poniente \| 31 \| Isla de Maipo \| \| Metropolitana de Santiago \| VII Santiago Poniente \| 31 \| María Pinto \| \| Metropolitana de Santiago \| VII Santiago Poniente \| 31 \| Melipilla \| \| Metropolitana de Santiago \| VII Santiago Poniente \| 31 \| Padre Hurtado \| \| Metropolitana de Santiago \| VII Santiago Poniente \| 31 \| Peñaflor \| \| Metropolitana de Santiago \| VII Santiago Poniente \| 31 \| San Pedro \| \| Metropolitana de Santiago \| VII Santiago Poniente \| 31 \| Talagante \| \| Metropolitana de Santiago \| VIII Santiago Oriente \| 21 \| Ñuñoa \| \| Metropolitana de Santiago \| VIII Santiago Oriente \| 21 \| Providencia \| \| Metropolitana de Santiago \| VIII Santiago Oriente \| 23 \| Las Condes \| \| Metropolitana de Santiago \| VIII Santiago Oriente \| 23 \| Lo Barnechea \| \| Metropolitana de Santiago \| VIII Santiago Oriente \| 23 \| Vitacura \| \| Metropolitana de Santiago \| VIII Santiago Oriente \| 24 \| La Reina \| \| Metropolitana de Santiago \| VIII Santiago Oriente \| 24 \| Peñalolén \| \| Metropolitana de Santiago \| VIII Santiago Oriente \| 25 \| La Granja \| \| Metropolitana de Santiago \| VIII Santiago Oriente \| 25 \| Macul \| \| Metropolitana de Santiago \| VIII Santiago Oriente \| 25 \| San Joaquín \| \| Metropolitana de Santiago \| VIII Santiago Oriente \| 26 \| La Florida \| \| Metropolitana de Santiago \| VIII Santiago Oriente \| 27 \| El Bosque \| \| Metropolitana de Santiago \| VIII Santiago Oriente \| 27 \| La Cisterna \| \| Metropolitana de Santiago \| VIII Santiago Oriente \| 27 \| San Ramón \| \| Metropolitana de Santiago \| VIII Santiago Oriente \| 28 \| Lo Espejo \| \| Metropolitana de Santiago \| VIII Santiago Oriente \| 28 \| Pedro Aguirre Cerda \| \| Metropolitana de Santiago \| VIII Santiago Oriente \| 28 \| San Miguel \| \| Metropolitana de Santiago \| VIII Santiago Oriente \| 29 \| La Pintana \| \| Metropolitana de Santiago \| VIII Santiago Oriente \| 29 \| Pirque \| \| Metropolitana de Santiago \| VIII Santiago Oriente \| 29 \| Puente Alto \| \| Metropolitana de Santiago \| VIII Santiago Oriente \| 29 \| San José de Maipo \| \| O'Higgins \| IX O'Higgins \| 32 \| Rancagua \| \| O'Higgins \| IX O'Higgins \| 33 \| Codegua \| \| O'Higgins \| IX O'Higgins \| 33 \| Coínco \| \| O'Higgins \| IX O'Higgins \| 33 \| Coltauco \| \| O'Higgins \| IX O'Higgins \| 33 \| Doñihue \| \| O'Higgins \| IX O'Higgins \| 33 \| Graneros \| \| O'Higgins \| IX O'Higgins \| 33 \| Machalí \| \| O'Higgins \| IX O'Higgins \| 33 \| Malloa \| \| O'Higgins \| IX O'Higgins \| 33 \| Mostazal \| \| O'Higgins \| IX O'Higgins \| 33 \| Olivar \| \| O'Higgins \| IX O'Higgins \| 33 \| Quinta de Tilcoco \| \| O'Higgins \| IX O'Higgins \| 33 \| Rengo \| \| O'Higgins \| IX O'Higgins \| 33 \| Requínoa \| \| O'Higgins \| IX O'Higgins \| 34 \| Chimbarongo \| \| O'Higgins \| IX O'Higgins \| 34 \| Las Cabras \| \| O'Higgins \| IX O'Higgins \| 34 \| Peumo \| \| O'Higgins \| IX O'Higgins \| 34 \| Pichidegua \| \| O'Higgins \| IX O'Higgins \| 34 \| San Fernando \| \| O'Higgins \| IX O'Higgins \| 34 \| San Vicente \| \| O'Higgins \| IX O'Higgins \| 35 \| Chépica \| \| O'Higgins \| IX O'Higgins \| 35 \| La Estrella \| \| O'Higgins \| IX O'Higgins \| 35 \| Litueche \| \| O'Higgins \| IX O'Higgins \| 35 \| Lolol \| \| O'Higgins \| IX O'Higgins \| 35 \| Marchigüe \| \| O'Higgins \| IX O'Higgins \| 35 \| Nancagua \| \| O'Higgins \| IX O'Higgins \| 35 \| Navidad \| \| O'Higgins \| IX O'Higgins \| 35 \| Palmilla \| \| O'Higgins \| IX O'Higgins \| 35 \| Paredones \| \| O'Higgins \| IX O'Higgins \| 35 \| Peralillo \| \| O'Higgins \| IX O'Higgins \| 35 \| Pichilemu \| \| O'Higgins \| IX O'Higgins \| 35 \| Placilla \| \| O'Higgins \| IX O'Higgins \| 35 \| Pumanque \| \| O'Higgins \| IX O'Higgins \| 35 \| Santa Cruz \| \| Maule \| X Maule Norte \| 36 \| Curicó \| \| Maule \| X Maule Norte \| 36 \| Hualañé \| \| Maule \| X Maule Norte \| 36 \| Licantén \| \| Maule \| X Maule Norte \| 36 \| Molina \| \| Maule \| X Maule Norte \| 36 \| Rauco \| \| Maule \| X Maule Norte \| 36 \| Romeral \| \| Maule \| X Maule Norte \| 36 \| Sagrada Familia \| \| Maule \| X Maule Norte \| 36 \| Teno \| \| Maule \| X Maule Norte \| 36 \| Vichuquén \| \| Maule \| X Maule Norte \| 37 \| Talca \| \| Maule \| X Maule Norte \| 38 \| Constitución \| \| Maule \| X Maule Norte \| 38 \| Curepto \| \| Maule \| X Maule Norte \| 38 \| Empedrado \| \| Maule \| X Maule Norte \| 38 \| Maule \| \| Maule \| X Maule Norte \| 38 \| Pelarco \| \| Maule \| X Maule Norte \| 38 \| Pencahue \| \| Maule \| X Maule Norte \| 38 \| Río Claro \| \| Maule \| X Maule Norte \| 38 \| San Clemente \| \| Maule \| X Maule Norte \| 38 \| San Rafael \| \| Maule \| XI Maule Sur \| 39 \| Colbún \| \| Maule \| XI Maule Sur \| 39 \| Linares \| \| Maule \| XI Maule Sur \| 39 \| San Javier \| \| Maule \| XI Maule Sur \| 39 \| Villa Alegre \| \| Maule \| XI Maule Sur \| 39 \| Yerbas Buenas \| \| Maule \| XI Maule Sur \| 40 \| Cauquenes \| \| Maule \| XI Maule Sur \| 40 \| Chanco \| \| Maule \| XI Maule Sur \| 40 \| Longaví \| \| Maule \| XI Maule Sur \| 40 \| Parral \| \| Maule \| XI Maule Sur \| 40 \| Pelluhue \| \| Maule \| XI Maule Sur \| 40 \| Retiro \| \| Biobío \| XII Biobío Costa \| 42 \| Bulnes \| \| Biobío \| XII Biobío Costa \| 42 \| Cabrero \| \| Biobío \| XII Biobío Costa \| 42 \| Cobquecura \| \| Biobío \| XII Biobío Costa \| 42 \| Coelemu \| \| Biobío \| XII Biobío Costa \| 42 \| Ñiquén \| \| Biobío \| XII Biobío Costa \| 42 \| Portezuelo \| \| Biobío \| XII Biobío Costa \| 42 \| Quillón \| \| Biobío \| XII Biobío Costa \| 42 \| Quirihue \| \| Biobío \| XII Biobío Costa \| 42 \| Ninhue \| \| Biobío \| XII Biobío Costa \| 42 \| Ránquil \| \| Biobío \| XII Biobío Costa \| 42 \| San Carlos \| \| Biobío \| XII Biobío Costa \| 42 \| San Fabián \| \| Biobío \| XII Biobío Costa \| 42 \| San Nicolás \| \| Biobío \| XII Biobío Costa \| 42 \| Treguaco \| \| Biobío \| XII Biobío Costa \| 42 \| Yumbel \| \| Biobío \| XII Biobío Costa \| 43 \| Hualpén \| \| Biobío \| XII Biobío Costa \| 43 \| Talcahuano \| \| Biobío \| XII Biobío Costa \| 44 \| Chiguayante \| \| Biobío \| XII Biobío Costa \| 44 \| Concepción \| \| Biobío \| XII Biobío Costa \| 44 \| San Pedro de la Paz \| \| Biobío \| XII Biobío Costa \| 45 \| Coronel \| \| Biobío \| XII Biobío Costa \| 45 \| Florida \| \| Biobío \| XII Biobío Costa \| 45 \| Hualqui \| \| Biobío \| XII Biobío Costa \| 45 \| Penco \| \| Biobío \| XII Biobío Costa \| 45 \| Santa Juana \| \| Biobío \| XII Biobío Costa \| 45 \| Tomé \| \| Biobío \| XIII Biobío Cordillera \| 41 \| Chillán \| \| Biobío \| XIII Biobío Cordillera \| 41 \| Chillán Viejo \| \| Biobío \| XIII Biobío Cordillera \| 41 \| Coihueco \| \| Biobío \| XIII Biobío Cordillera \| 41 \| El Carmen \| \| Biobío \| XIII Biobío Cordillera \| 41 \| Pemuco \| \| Biobío \| XIII Biobío Cordillera \| 41 \| Pinto \| \| Biobío \| XIII Biobío Cordillera \| 41 \| San Ignacio \| \| Biobío \| XIII Biobío Cordillera \| 41 \| Yungay \| \| Biobío \| XIII Biobío Cordillera \| 46 \| Arauco \| \| Biobío \| XIII Biobío Cordillera \| 46 \| Cañete \| \| Biobío \| XIII Biobío Cordillera \| 46 \| Contulmo \| \| Biobío \| XIII Biobío Cordillera \| 46 \| Curanilahue \| \| Biobío \| XIII Biobío Cordillera \| 46 \| Los Álamos \| \| Biobío \| XIII Biobío Cordillera \| 46 \| Lebu \| \| Biobío \| XIII Biobío Cordillera \| 46 \| Lota \| \| Biobío \| XIII Biobío Cordillera \| 46 \| Tirúa \| \| Biobío \| XIII Biobío Cordillera \| 47 \| Alto Biobío \| \| Biobío \| XIII Biobío Cordillera \| 47 \| Antuco \| \| Biobío \| XIII Biobío Cordillera \| 47 \| Laja \| \| Biobío \| XIII Biobío Cordillera \| 47 \| Los Ángeles \| \| Biobío \| XIII Biobío Cordillera \| 47 \| Mulchén \| \| Biobío \| XIII Biobío Cordillera \| 47 \| Nacimiento \| \| Biobío \| XIII Biobío Cordillera \| 47 \| Negrete \| \| Biobío \| XIII Biobío Cordillera \| 47 \| Quilaco \| \| Biobío \| XIII Biobío Cordillera \| 47 \| Quilleco \| \| Biobío \| XIII Biobío Cordillera \| 47 \| San Rosendo \| \| Biobío \| XIII Biobío Cordillera \| 47 \| Santa Bárbara \| \| Biobío \| XIII Biobío Cordillera \| 47 \| Tucapel \| \| Araucanía \| XIV Araucanía Norte \| 48 \| Angol \| \| Araucanía \| XIV Araucanía Norte \| 48 \| Collipulli \| \| Araucanía \| XIV Araucanía Norte \| 48 \| Ercilla \| \| Araucanía \| XIV Araucanía Norte \| 48 \| Los Sauces \| \| Araucanía \| XIV Araucanía Norte \| 48 \| Lumaco \| \| Araucanía \| XIV Araucanía Norte \| 48 \| Purén \| \| Araucanía \| XIV Araucanía Norte \| 48 \| Renaico \| \| Araucanía \| XIV Araucanía Norte \| 48 \| Traiguén \| \| Araucanía \| XIV Araucanía Norte \| 49 \| Curacautín \| \| Araucanía \| XIV Araucanía Norte \| 49 \| Galvarino \| \| Araucanía \| XIV Araucanía Norte \| 49 \| Lautaro \| \| Araucanía \| XIV Araucanía Norte \| 49 \| Lonquimay \| \| Araucanía \| XIV Araucanía Norte \| 49 \| Melipeuco \| \| Araucanía \| XIV Araucanía Norte \| 49 \| Perquenco \| \| Araucanía \| XIV Araucanía Norte \| 49 \| Victoria \| \| Araucanía \| XIV Araucanía Norte \| 49 \| Vilcún \| \| Araucanía \| XV Araucanía Sur \| 50 \| Padre Las Casas \| \| Araucanía \| XV Araucanía Sur \| 50 \| Temuco \| \| Araucanía \| XV Araucanía Sur \| 51 \| Carahue \| \| Araucanía \| XV Araucanía Sur \| 51 \| Cholchol \| \| Araucanía \| XV Araucanía Sur \| 51 \| Freire \| \| Araucanía \| XV Araucanía Sur \| 51 \| Nueva Imperial \| \| Araucanía \| XV Araucanía Sur \| 51 \| Pitrufquén \| \| Araucanía \| XV Araucanía Sur \| 51 \| Saavedra \| \| Araucanía \| XV Araucanía Sur \| 51 \| Teodoro Schmidt \| \| Araucanía \| XV Araucanía Sur \| 52 \| Cunco \| \| Araucanía \| XV Araucanía Sur \| 52 \| Curarrehue \| \| Araucanía \| XV Araucanía Sur \| 52 \| Gorbea \| \| Araucanía \| XV Araucanía Sur \| 52 \| Loncoche \| \| Araucanía \| XV Araucanía Sur \| 52 \| Pucón \| \| Araucanía \| XV Araucanía Sur \| 52 \| Toltén \| \| Araucanía \| XV Araucanía Sur \| 52 \| Villarrica \| \| Los Ríos \| XVI Los Ríos \| 53 \| Corral \| \| Los Ríos \| XVI Los Ríos \| 53 \| Lanco \| \| Los Ríos \| XVI Los Ríos \| 53 \| Máfil \| \| Los Ríos \| XVI Los Ríos \| 53 \| Mariquina \| \| Los Ríos \| XVI Los Ríos \| 53 \| Valdivia \| \| Los Ríos \| XVI Los Ríos \| 54 \| Futrono \| \| Los Ríos \| XVI Los Ríos \| 54 \| La Unión \| \| Los Ríos \| XVI Los Ríos \| 54 \| Lago Ranco \| \| Los Ríos \| XVI Los Ríos \| 54 \| Los Lagos \| \| Los Ríos \| XVI Los Ríos \| 54 \| Paillaco \| \| Los Ríos \| XVI Los Ríos \| 54 \| Panguipulli \| \| Los Ríos \| XVI Los Ríos \| 54 \| Río Bueno \| \| Los Lagos \| XVII Los Lagos \| 55 \| Osorno \| \| Los Lagos \| XVII Los Lagos \| 55 \| San Juan de la Costa \| \| Los Lagos \| XVII Los Lagos \| 55 \| San Pablo \| \| Los Lagos \| XVII Los Lagos \| 56 \| Fresia \| \| Los Lagos \| XVII Los Lagos \| 56 \| Frutillar \| \| Los Lagos \| XVII Los Lagos \| 56 \| Llanquihue \| \| Los Lagos \| XVII Los Lagos \| 56 \| Los Muermos \| \| Los Lagos \| XVII Los Lagos \| 56 \| Puerto Octay \| \| Los Lagos \| XVII Los Lagos \| 56 \| Puerto Varas \| \| Los Lagos \| XVII Los Lagos \| 56 \| Puyehue \| \| Los Lagos \| XVII Los Lagos \| 56 \| Purranque \| \| Los Lagos \| XVII Los Lagos \| 56 \| Río Negro \| \| Los Lagos \| XVII Los Lagos \| 57 \| Calbuco \| \| Los Lagos \| XVII Los Lagos \| 57 \| Cochamó \| \| Los Lagos \| XVII Los Lagos \| 57 \| Maullín \| \| Los Lagos \| XVII Los Lagos \| 57 \| Puerto Montt \| \| Los Lagos \| XVII Los Lagos \| 58 \| Ancud \| \| Los Lagos \| XVII Los Lagos \| 58 \| Castro \| \| Los Lagos \| XVII Los Lagos \| 58 \| Chaitén \| \| Los Lagos \| XVII Los Lagos \| 58 \| Chonchi \| \| Los Lagos \| XVII Los Lagos \| 58 \| Curaco de Vélez \| \| Los Lagos \| XVII Los Lagos \| 58 \| Dalcahue \| \| Los Lagos \| XVII Los Lagos \| 58 \| Futaleufú \| \| Los Lagos \| XVII Los Lagos \| 58 \| Hualaihué \| \| Los Lagos \| XVII Los Lagos \| 58 \| Palena \| \| Los Lagos \| XVII Los Lagos \| 58 \| Puqueldón \| \| Los Lagos \| XVII Los Lagos \| 58 \| Queilén \| \| Los Lagos \| XVII Los Lagos \| 58 \| Quellón \| \| Los Lagos \| XVII Los Lagos \| 58 \| Quemchi \| \| Los Lagos \| XVII Los Lagos \| 58 \| Quinchao \| \| Aysén \| XVIII Aysén \| 59 \| Aysén \| \| Aysén \| XVIII Aysén \| 59 \| Cisnes \| \| Aysén \| XVIII Aysén \| 59 \| Chile Chico \| \| Aysén \| XVIII Aysén \| 59 \| Coyhaique \| \| Aysén \| XVIII Aysén \| 59 \| Cochrane \| \| Aysén \| XVIII Aysén \| 59 \| Guaitecas \| \| Aysén \| XVIII Aysén \| 59 \| Lago Verde \| \| Aysén \| XVIII Aysén \| 59 \| Río Ibáñez \| \| Aysén \| XVIII Aysén \| 59 \| O'Higgins \| \| Aysén \| XVIII Aysén \| 59 \| Tortel \| \| Magallanes y la Antártica Chilena \| XIX Magallanes \| 60 \| Antártica \| \| Magallanes y la Antártica Chilena \| XIX Magallanes \| 60 \| Cabo de Hornos \| \| Magallanes y la Antártica Chilena \| XIX Magallanes \| 60 \| Laguna Blanca \| \| Magallanes y la Antártica Chilena \| XIX Magallanes \| 60 \| Natales \| \| Magallanes y la Antártica Chilena \| XIX Magallanes \| 60 \| Porvenir \| \| Magallanes y la Antártica Chilena \| XIX Magallanes \| 60 \| Primavera \| \| Magallanes y la Antártica Chilena \| XIX Magallanes \| 60 \| Punta Arenas \| \| Magallanes y la Antártica Chilena \| XIX Magallanes \| 60 \| Río Verde \| \| Magallanes y la Antártica Chilena \| XIX Magallanes \| 60 \| San Gregorio \| \| Magallanes y la Antártica Chilena \| XIX Magallanes \| 60 \| Timaukel \| \| Magallanes y la Antártica Chilena \| XIX Magallanes \| 60 \| Torres del Paine \| |                         |                    |                      |
| Región | Circunscripción         | Distrito electoral | Comunas              |
| Arica y Parinacota | I Tarapacá              | 1                  | Arica                |
| Arica y Parinacota | I Tarapacá              | 1                  | Camarones            |
| Arica y Parinacota | I Tarapacá              | 1                  | General Lagos        |
| Arica y Parinacota | I Tarapacá              | 1                  | Putre                |
| Tarapacá | I Tarapacá              | 2                  | Alto Hospicio        |
| Tarapacá | I Tarapacá              | 2                  | Camiña               |
| Tarapacá | I Tarapacá              | 2                  | Colchane             |
| Tarapacá | I Tarapacá              | 2                  | Huara                |
| Tarapacá | I Tarapacá              | 2                  | Iquique              |
| Tarapacá | I Tarapacá              | 2                  | Pica                 |
| Tarapacá | I Tarapacá              | 2                  | Pozo Almonte         |
| Antofagasta | II Antofagasta          | 3                  | Calama               |
| Antofagasta | II Antofagasta          | 3                  | María Elena          |
| Antofagasta | II Antofagasta          | 3                  | Ollagüe              |
| Antofagasta | II Antofagasta          | 3                  | San Pedro de Atacama |
| Antofagasta | II Antofagasta          | 3                  | Tocopilla            |
| Antofagasta | II Antofagasta          | 4                  | Antofagasta          |
| Antofagasta | II Antofagasta          | 4                  | Mejillones           |
| Antofagasta | II Antofagasta          | 4                  | Sierra Gorda         |
| Antofagasta | II Antofagasta          | 4                  | Taltal               |
| Atacama | III Atacama             | 5                  | Chañaral             |
| Atacama | III Atacama             | 5                  | Copiapó              |
| Atacama | III Atacama             | 5                  | Diego de Almagro     |
| Atacama | III Atacama             | 6                  | Alto del Carmen      |
| Atacama | III Atacama             | 6                  | Caldera              |
| Atacama | III Atacama             | 6                  | Huasco               |
| Atacama | III Atacama             | 6                  | Freirina             |
| Atacama | III Atacama             | 6                  | Tierra Amarilla      |
| Atacama | III Atacama             | 6                  | Vallenar             |
| Coquimbo | IV Coquimbo             | 7                  | Andacollo            |
| Coquimbo | IV Coquimbo             | 7                  | La Higuera           |
| Coquimbo | IV Coquimbo             | 7                  | La Serena            |
| Coquimbo | IV Coquimbo             | 7                  | Paihuano             |
| Coquimbo | IV Coquimbo             | 7                  | Vicuña               |
| Coquimbo | IV Coquimbo             | 8                  | Coquimbo             |
| Coquimbo | IV Coquimbo             | 8                  | Ovalle               |
| Coquimbo | IV Coquimbo             | 8                  | Río Hurtado          |
| Coquimbo | IV Coquimbo             | 9                  | Canela               |
| Coquimbo | IV Coquimbo             | 9                  | Combarbalá           |
| Coquimbo | IV Coquimbo             | 9                  | Illapel              |
| Coquimbo | IV Coquimbo             | 9                  | Los Vilos            |
| Coquimbo | IV Coquimbo             | 9                  | Monte Patria         |
| Coquimbo | IV Coquimbo             | 9                  | Punitaqui            |
| Coquimbo | IV Coquimbo             | 9                  | Salamanca            |
| Valparaíso | V Valparaíso Cordillera | 10                 | Cabildo              |
| Valparaíso | V Valparaíso Cordillera | 10                 | La Calera            |
| Valparaíso | V Valparaíso Cordillera | 10                 | Hijuelas             |
| Valparaíso | V Valparaíso Cordillera | 10                 | La Cruz              |
| Valparaíso | V Valparaíso Cordillera | 10                 | La Ligua             |
| Valparaíso | V Valparaíso Cordillera | 10                 | Nogales              |
| Valparaíso | V Valparaíso Cordillera | 10                 | Papudo               |
| Valparaíso | V Valparaíso Cordillera | 10                 | Petorca              |
| Valparaíso | V Valparaíso Cordillera | 10                 | Puchuncaví           |
| Valparaíso | V Valparaíso Cordillera | 10                 | Quillota             |
| Valparaíso | V Valparaíso Cordillera | 10                 | Quintero             |
| Valparaíso | V Valparaíso Cordillera | 10                 | Zapallar             |
| Valparaíso | V Valparaíso Cordillera | 11                 | Calle Larga          |
| Valparaíso | V Valparaíso Cordillera | 11                 | Catemu               |
| Valparaíso | V Valparaíso Cordillera | 11                 | Llaillay             |
| Valparaíso | V Valparaíso Cordillera | 11                 | Los Andes            |
| Valparaíso | V Valparaíso Cordillera | 11                 | Panquehue            |
| Valparaíso | V Valparaíso Cordillera | 11                 | Putaendo             |
| Valparaíso | V Valparaíso Cordillera | 11                 | Rinconada            |
| Valparaíso | V Valparaíso Cordillera | 11                 | San Esteban          |
| Valparaíso | V Valparaíso Cordillera | 11                 | San Felipe           |
| Valparaíso | V Valparaíso Cordillera | 11                 | Santa María          |
| Valparaíso | V Valparaíso Cordillera | 12                 | Limache              |
| Valparaíso | V Valparaíso Cordillera | 12                 | Olmué                |
| Valparaíso | V Valparaíso Cordillera | 12                 | Quilpué              |
| Valparaíso | V Valparaíso Cordillera | 12                 | Villa Alemana        |
| Valparaíso | VI Valparaíso Costa     | 13                 | Isla de Pascua       |
| Valparaíso | VI Valparaíso Costa     | 13                 | Juan Fernández       |
| Valparaíso | VI Valparaíso Costa     | 13                 | Valparaíso           |
| Valparaíso | VI Valparaíso Costa     | 14                 | Concón               |
| Valparaíso | VI Valparaíso Costa     | 14                 | Viña del Mar         |
| Valparaíso | VI Valparaíso Costa     | 15                 | Algarrobo            |
| Valparaíso | VI Valparaíso Costa     | 15                 | Cartagena            |
| Valparaíso | VI Valparaíso Costa     | 15                 | Casablanca           |
| Valparaíso | VI Valparaíso Costa     | 15                 | El Quisco            |
| Valparaíso | VI Valparaíso Costa     | 15                 | El Tabo              |
| Valparaíso | VI Valparaíso Costa     | 15                 | San Antonio          |
| Valparaíso | VI Valparaíso Costa     | 15                 | Santo Domingo        |
| Metropolitana de Santiago | VII Santiago Poniente   | 16                 | Colina               |
| Metropolitana de Santiago | VII Santiago Poniente   | 16                 | Lampa                |
| Metropolitana de Santiago | VII Santiago Poniente   | 16                 | Quilicura            |
| Metropolitana de Santiago | VII Santiago Poniente   | 16                 | Pudahuel             |
| Metropolitana de Santiago | VII Santiago Poniente   | 16                 | Tiltil               |
| Metropolitana de Santiago | VII Santiago Poniente   | 17                 | Conchalí             |
| Metropolitana de Santiago | VII Santiago Poniente   | 17                 | Huechuraba           |
| Metropolitana de Santiago | VII Santiago Poniente   | 17                 | Renca                |
| Metropolitana de Santiago | VII Santiago Poniente   | 18                 | Cerro Navia          |
| Metropolitana de Santiago | VII Santiago Poniente   | 18                 | Lo Prado             |
| Metropolitana de Santiago | VII Santiago Poniente   | 18                 | Quinta Normal        |
| Metropolitana de Santiago | VII Santiago Poniente   | 19                 | Independencia        |
| Metropolitana de Santiago | VII Santiago Poniente   | 19                 | Recoleta             |
| Metropolitana de Santiago | VII Santiago Poniente   | 20                 | Cerrillos            |
| Metropolitana de Santiago | VII Santiago Poniente   | 20                 | Estación Central     |
| Metropolitana de Santiago | VII Santiago Poniente   | 20                 | Maipú                |
| Metropolitana de Santiago | VII Santiago Poniente   | 22                 | Santiago             |
| Metropolitana de Santiago | VII Santiago Poniente   | 30                 | Buin                 |
| Metropolitana de Santiago | VII Santiago Poniente   | 30                 | Calera de Tango      |
| Metropolitana de Santiago | VII Santiago Poniente   | 30                 | Paine                |
| Metropolitana de Santiago | VII Santiago Poniente   | 30                 | San Bernardo         |
| Metropolitana de Santiago | VII Santiago Poniente   | 31                 | Alhué                |
| Metropolitana de Santiago | VII Santiago Poniente   | 31                 | Curacaví             |
| Metropolitana de Santiago | VII Santiago Poniente   | 31                 | El Monte             |
| Metropolitana de Santiago | VII Santiago Poniente   | 31                 | Isla de Maipo        |
| Metropolitana de Santiago | VII Santiago Poniente   | 31                 | María Pinto          |
| Metropolitana de Santiago | VII Santiago Poniente   | 31                 | Melipilla            |
| Metropolitana de Santiago | VII Santiago Poniente   | 31                 | Padre Hurtado        |
| Metropolitana de Santiago | VII Santiago Poniente   | 31                 | Peñaflor             |
| Metropolitana de Santiago | VII Santiago Poniente   | 31                 | San Pedro            |
| Metropolitana de Santiago | VII Santiago Poniente   | 31                 | Talagante            |
| Metropolitana de Santiago | VIII Santiago Oriente   | 21                 | Ñuñoa                |
| Metropolitana de Santiago | VIII Santiago Oriente   | 21                 | Providencia          |
| Metropolitana de Santiago | VIII Santiago Oriente   | 23                 | Las Condes           |
| Metropolitana de Santiago | VIII Santiago Oriente   | 23                 | Lo Barnechea         |
| Metropolitana de Santiago | VIII Santiago Oriente   | 23                 | Vitacura             |
| Metropolitana de Santiago | VIII Santiago Oriente   | 24                 | La Reina             |
| Metropolitana de Santiago | VIII Santiago Oriente   | 24                 | Peñalolén            |
| Metropolitana de Santiago | VIII Santiago Oriente   | 25                 | La Granja            |
| Metropolitana de Santiago | VIII Santiago Oriente   | 25                 | Macul                |
| Metropolitana de Santiago | VIII Santiago Oriente   | 25                 | San Joaquín          |
| Metropolitana de Santiago | VIII Santiago Oriente   | 26                 | La Florida           |
| Metropolitana de Santiago | VIII Santiago Oriente   | 27                 | El Bosque            |
| Metropolitana de Santiago | VIII Santiago Oriente   | 27                 | La Cisterna          |
| Metropolitana de Santiago | VIII Santiago Oriente   | 27                 | San Ramón            |
| Metropolitana de Santiago | VIII Santiago Oriente   | 28                 | Lo Espejo            |
| Metropolitana de Santiago | VIII Santiago Oriente   | 28                 | Pedro Aguirre Cerda  |
| Metropolitana de Santiago | VIII Santiago Oriente   | 28                 | San Miguel           |
| Metropolitana de Santiago | VIII Santiago Oriente   | 29                 | La Pintana           |
| Metropolitana de Santiago | VIII Santiago Oriente   | 29                 | Pirque               |
| Metropolitana de Santiago | VIII Santiago Oriente   | 29                 | Puente Alto          |
| Metropolitana de Santiago | VIII Santiago Oriente   | 29                 | San José de Maipo    |
| O'Higgins | IX O'Higgins            | 32                 | Rancagua             |
| O'Higgins | IX O'Higgins            | 33                 | Codegua              |
| O'Higgins | IX O'Higgins            | 33                 | Coínco               |
| O'Higgins | IX O'Higgins            | 33                 | Coltauco             |
| O'Higgins | IX O'Higgins            | 33                 | Doñihue              |
| O'Higgins | IX O'Higgins            | 33                 | Graneros             |
| O'Higgins | IX O'Higgins            | 33                 | Machalí              |
| O'Higgins | IX O'Higgins            | 33                 | Malloa               |
| O'Higgins | IX O'Higgins            | 33                 | Mostazal             |
| O'Higgins | IX O'Higgins            | 33                 | Olivar               |
| O'Higgins | IX O'Higgins            | 33                 | Quinta de Tilcoco    |
| O'Higgins | IX O'Higgins            | 33                 | Rengo                |
| O'Higgins | IX O'Higgins            | 33                 | Requínoa             |
| O'Higgins | IX O'Higgins            | 34                 | Chimbarongo          |
| O'Higgins | IX O'Higgins            | 34                 | Las Cabras           |
| O'Higgins | IX O'Higgins            | 34                 | Peumo                |
| O'Higgins | IX O'Higgins            | 34                 | Pichidegua           |
| O'Higgins | IX O'Higgins            | 34                 | San Fernando         |
| O'Higgins | IX O'Higgins            | 34                 | San Vicente          |
| O'Higgins | IX O'Higgins            | 35                 | Chépica              |
| O'Higgins | IX O'Higgins            | 35                 | La Estrella          |
| O'Higgins | IX O'Higgins            | 35                 | Litueche             |
| O'Higgins | IX O'Higgins            | 35                 | Lolol                |
| O'Higgins | IX O'Higgins            | 35                 | Marchigüe            |
| O'Higgins | IX O'Higgins            | 35                 | Nancagua             |
| O'Higgins | IX O'Higgins            | 35                 | Navidad              |
| O'Higgins | IX O'Higgins            | 35                 | Palmilla             |
| O'Higgins | IX O'Higgins            | 35                 | Paredones            |
| O'Higgins | IX O'Higgins            | 35                 | Peralillo            |
| O'Higgins | IX O'Higgins            | 35                 | Pichilemu            |
| O'Higgins | IX O'Higgins            | 35                 | Placilla             |
| O'Higgins | IX O'Higgins            | 35                 | Pumanque             |
| O'Higgins | IX O'Higgins            | 35                 | Santa Cruz           |
| Maule | X Maule Norte           | 36                 | Curicó               |
| Maule | X Maule Norte           | 36                 | Hualañé              |
| Maule | X Maule Norte           | 36                 | Licantén             |
| Maule | X Maule Norte           | 36                 | Molina               |
| Maule | X Maule Norte           | 36                 | Rauco                |
| Maule | X Maule Norte           | 36                 | Romeral              |
| Maule | X Maule Norte           | 36                 | Sagrada Familia      |
| Maule | X Maule Norte           | 36                 | Teno                 |
| Maule | X Maule Norte           | 36                 | Vichuquén            |
| Maule | X Maule Norte           | 37                 | Talca                |
| Maule | X Maule Norte           | 38                 | Constitución         |
| Maule | X Maule Norte           | 38                 | Curepto              |
| Maule | X Maule Norte           | 38                 | Empedrado            |
| Maule | X Maule Norte           | 38                 | Maule                |
| Maule | X Maule Norte           | 38                 | Pelarco              |
| Maule | X Maule Norte           | 38                 | Pencahue             |
| Maule | X Maule Norte           | 38                 | Río Claro            |
| Maule | X Maule Norte           | 38                 | San Clemente         |
| Maule | X Maule Norte           | 38                 | San Rafael           |
| Maule | XI Maule Sur            | 39                 | Colbún               |
| Maule | XI Maule Sur            | 39                 | Linares              |
| Maule | XI Maule Sur            | 39                 | San Javier           |
| Maule | XI Maule Sur            | 39                 | Villa Alegre         |
| Maule | XI Maule Sur            | 39                 | Yerbas Buenas        |
| Maule | XI Maule Sur            | 40                 | Cauquenes            |
| Maule | XI Maule Sur            | 40                 | Chanco               |
| Maule | XI Maule Sur            | 40                 | Longaví              |
| Maule | XI Maule Sur            | 40                 | Parral               |
| Maule | XI Maule Sur            | 40                 | Pelluhue             |
| Maule | XI Maule Sur            | 40                 | Retiro               |
| Biobío | XII Biobío Costa        | 42                 | Bulnes               |
| Biobío | XII Biobío Costa        | 42                 | Cabrero              |
| Biobío | XII Biobío Costa        | 42                 | Cobquecura           |
| Biobío | XII Biobío Costa        | 42                 | Coelemu              |
| Biobío | XII Biobío Costa        | 42                 | Ñiquén               |
| Biobío | XII Biobío Costa        | 42                 | Portezuelo           |
| Biobío | XII Biobío Costa        | 42                 | Quillón              |
| Biobío | XII Biobío Costa        | 42                 | Quirihue             |
| Biobío | XII Biobío Costa        | 42                 | Ninhue               |
| Biobío | XII Biobío Costa        | 42                 | Ránquil              |
| Biobío | XII Biobío Costa        | 42                 | San Carlos           |
| Biobío | XII Biobío Costa        | 42                 | San Fabián           |
| Biobío | XII Biobío Costa        | 42                 | San Nicolás          |
| Biobío | XII Biobío Costa        | 42                 | Treguaco             |
| Biobío | XII Biobío Costa        | 42                 | Yumbel               |
| Biobío | XII Biobío Costa        | 43                 | Hualpén              |
| Biobío | XII Biobío Costa        | 43                 | Talcahuano           |
| Biobío | XII Biobío Costa        | 44                 | Chiguayante          |
| Biobío | XII Biobío Costa        | 44                 | Concepción           |
| Biobío | XII Biobío Costa        | 44                 | San Pedro de la Paz  |
| Biobío | XII Biobío Costa        | 45                 | Coronel              |
| Biobío | XII Biobío Costa        | 45                 | Florida              |
| Biobío | XII Biobío Costa        | 45                 | Hualqui              |
| Biobío | XII Biobío Costa        | 45                 | Penco                |
| Biobío | XII Biobío Costa        | 45                 | Santa Juana          |
| Biobío | XII Biobío Costa        | 45                 | Tomé                 |
| Biobío | XIII Biobío Cordillera  | 41                 | Chillán              |
| Biobío | XIII Biobío Cordillera  | 41                 | Chillán Viejo        |
| Biobío | XIII Biobío Cordillera  | 41                 | Coihueco             |
| Biobío | XIII Biobío Cordillera  | 41                 | El Carmen            |
| Biobío | XIII Biobío Cordillera  | 41                 | Pemuco               |
| Biobío | XIII Biobío Cordillera  | 41                 | Pinto                |
| Biobío | XIII Biobío Cordillera  | 41                 | San Ignacio          |
| Biobío | XIII Biobío Cordillera  | 41                 | Yungay               |
| Biobío | XIII Biobío Cordillera  | 46                 | Arauco               |
| Biobío | XIII Biobío Cordillera  | 46                 | Cañete               |
| Biobío | XIII Biobío Cordillera  | 46                 | Contulmo             |
| Biobío | XIII Biobío Cordillera  | 46                 | Curanilahue          |
| Biobío | XIII Biobío Cordillera  | 46                 | Los Álamos           |
| Biobío | XIII Biobío Cordillera  | 46                 | Lebu                 |
| Biobío | XIII Biobío Cordillera  | 46                 | Lota                 |
| Biobío | XIII Biobío Cordillera  | 46                 | Tirúa                |
| Biobío | XIII Biobío Cordillera  | 47                 | Alto Biobío          |
| Biobío | XIII Biobío Cordillera  | 47                 | Antuco               |
| Biobío | XIII Biobío Cordillera  | 47                 | Laja                 |
| Biobío | XIII Biobío Cordillera  | 47                 | Los Ángeles          |
| Biobío | XIII Biobío Cordillera  | 47                 | Mulchén              |
| Biobío | XIII Biobío Cordillera  | 47                 | Nacimiento           |
| Biobío | XIII Biobío Cordillera  | 47                 | Negrete              |
| Biobío | XIII Biobío Cordillera  | 47                 | Quilaco              |
| Biobío | XIII Biobío Cordillera  | 47                 | Quilleco             |
| Biobío | XIII Biobío Cordillera  | 47                 | San Rosendo          |
| Biobío | XIII Biobío Cordillera  | 47                 | Santa Bárbara        |
| Biobío | XIII Biobío Cordillera  | 47                 | Tucapel              |
| Araucanía | XIV Araucanía Norte     | 48                 | Angol                |
| Araucanía | XIV Araucanía Norte     | 48                 | Collipulli           |
| Araucanía | XIV Araucanía Norte     | 48                 | Ercilla              |
| Araucanía | XIV Araucanía Norte     | 48                 | Los Sauces           |
| Araucanía | XIV Araucanía Norte     | 48                 | Lumaco               |
| Araucanía | XIV Araucanía Norte     | 48                 | Purén                |
| Araucanía | XIV Araucanía Norte     | 48                 | Renaico              |
| Araucanía | XIV Araucanía Norte     | 48                 | Traiguén             |
| Araucanía | XIV Araucanía Norte     | 49                 | Curacautín           |
| Araucanía | XIV Araucanía Norte     | 49                 | Galvarino            |
| Araucanía | XIV Araucanía Norte     | 49                 | Lautaro              |
| Araucanía | XIV Araucanía Norte     | 49                 | Lonquimay            |
| Araucanía | XIV Araucanía Norte     | 49                 | Melipeuco            |
| Araucanía | XIV Araucanía Norte     | 49                 | Perquenco            |
| Araucanía | XIV Araucanía Norte     | 49                 | Victoria             |
| Araucanía | XIV Araucanía Norte     | 49                 | Vilcún               |
| Araucanía | XV Araucanía Sur        | 50                 | Padre Las Casas      |
| Araucanía | XV Araucanía Sur        | 50                 | Temuco               |
| Araucanía | XV Araucanía Sur        | 51                 | Carahue              |
| Araucanía | XV Araucanía Sur        | 51                 | Cholchol             |
| Araucanía | XV Araucanía Sur        | 51                 | Freire               |
| Araucanía | XV Araucanía Sur        | 51                 | Nueva Imperial       |
| Araucanía | XV Araucanía Sur        | 51                 | Pitrufquén           |
| Araucanía | XV Araucanía Sur        | 51                 | Saavedra             |
| Araucanía | XV Araucanía Sur        | 51                 | Teodoro Schmidt      |
| Araucanía | XV Araucanía Sur        | 52                 | Cunco                |
| Araucanía | XV Araucanía Sur        | 52                 | Curarrehue           |
| Araucanía | XV Araucanía Sur        | 52                 | Gorbea               |
| Araucanía | XV Araucanía Sur        | 52                 | Loncoche             |
| Araucanía | XV Araucanía Sur        | 52                 | Pucón                |
| Araucanía | XV Araucanía Sur        | 52                 | Toltén               |
| Araucanía | XV Araucanía Sur        | 52                 | Villarrica           |
| Los Ríos | XVI Los Ríos            | 53                 | Corral               |
| Los Ríos | XVI Los Ríos            | 53                 | Lanco                |
| Los Ríos | XVI Los Ríos            | 53                 | Máfil                |
| Los Ríos | XVI Los Ríos            | 53                 | Mariquina            |
| Los Ríos | XVI Los Ríos            | 53                 | Valdivia             |
| Los Ríos | XVI Los Ríos            | 54                 | Futrono              |
| Los Ríos | XVI Los Ríos            | 54                 | La Unión             |
| Los Ríos | XVI Los Ríos            | 54                 | Lago Ranco           |
| Los Ríos | XVI Los Ríos            | 54                 | Los Lagos            |
| Los Ríos | XVI Los Ríos            | 54                 | Paillaco             |
| Los Ríos | XVI Los Ríos            | 54                 | Panguipulli          |
| Los Ríos | XVI Los Ríos            | 54                 | Río Bueno            |
| Los Lagos | XVII Los Lagos          | 55                 | Osorno               |
| Los Lagos | XVII Los Lagos          | 55                 | San Juan de la Costa |
| Los Lagos | XVII Los Lagos          | 55                 | San Pablo            |
| Los Lagos | XVII Los Lagos          | 56                 | Fresia               |
| Los Lagos | XVII Los Lagos          | 56                 | Frutillar            |
| Los Lagos | XVII Los Lagos          | 56                 | Llanquihue           |
| Los Lagos | XVII Los Lagos          | 56                 | Los Muermos          |
| Los Lagos | XVII Los Lagos          | 56                 | Puerto Octay         |
| Los Lagos | XVII Los Lagos          | 56                 | Puerto Varas         |
| Los Lagos | XVII Los Lagos          | 56                 | Puyehue              |
| Los Lagos | XVII Los Lagos          | 56                 | Purranque            |
| Los Lagos | XVII Los Lagos          | 56                 | Río Negro            |
| Los Lagos | XVII Los Lagos          | 57                 | Calbuco              |
| Los Lagos | XVII Los Lagos          | 57                 | Cochamó              |
| Los Lagos | XVII Los Lagos          | 57                 | Maullín              |
| Los Lagos | XVII Los Lagos          | 57                 | Puerto Montt         |
| Los Lagos | XVII Los Lagos          | 58                 | Ancud                |
| Los Lagos | XVII Los Lagos          | 58                 | Castro               |
| Los Lagos | XVII Los Lagos          | 58                 | Chaitén              |
| Los Lagos | XVII Los Lagos          | 58                 | Chonchi              |
| Los Lagos | XVII Los Lagos          | 58                 | Curaco de Vélez      |
| Los Lagos | XVII Los Lagos          | 58                 | Dalcahue             |
| Los Lagos | XVII Los Lagos          | 58                 | Futaleufú            |
| Los Lagos | XVII Los Lagos          | 58                 | Hualaihué            |
| Los Lagos | XVII Los Lagos          | 58                 | Palena               |
| Los Lagos | XVII Los Lagos          | 58                 | Puqueldón            |
| Los Lagos | XVII Los Lagos          | 58                 | Queilén              |
| Los Lagos | XVII Los Lagos          | 58                 | Quellón              |
| Los Lagos | XVII Los Lagos          | 58                 | Quemchi              |
| Los Lagos | XVII Los Lagos          | 58                 | Quinchao             |
| Aysén | XVIII Aysén             | 59                 | Aysén                |
| Aysén | XVIII Aysén             | 59                 | Cisnes               |
| Aysén | XVIII Aysén             | 59                 | Chile Chico          |
| Aysén | XVIII Aysén             | 59                 | Coyhaique            |
| Aysén | XVIII Aysén             | 59                 | Cochrane             |
| Aysén | XVIII Aysén             | 59                 | Guaitecas            |
| Aysén | XVIII Aysén             | 59                 | Lago Verde           |
| Aysén | XVIII Aysén             | 59                 | Río Ibáñez           |
| Aysén | XVIII Aysén             | 59                 | O'Higgins            |
| Aysén | XVIII Aysén             | 59                 | Tortel               |
| Magallanes y la Antártica Chilena | XIX Magallanes          | 60                 | Antártica            |
| Magallanes y la Antártica Chilena | XIX Magallanes          | 60                 | Cabo de Hornos       |
| Magallanes y la Antártica Chilena | XIX Magallanes          | 60                 | Laguna Blanca        |
| Magallanes y la Antártica Chilena | XIX Magallanes          | 60                 | Natales              |
| Magallanes y la Antártica Chilena | XIX Magallanes          | 60                 | Porvenir             |
| Magallanes y la Antártica Chilena | XIX Magallanes          | 60                 | Primavera            |
| Magallanes y la Antártica Chilena | XIX Magallanes          | 60                 | Punta Arenas         |
| Magallanes y la Antártica Chilena | XIX Magallanes          | 60                 | Río Verde            |
| Magallanes y la Antártica Chilena | XIX Magallanes          | 60                 | San Gregorio         |
| Magallanes y la Antártica Chilena | XIX Magallanes          | 60                 | Timaukel             |
| Magallanes y la Antártica Chilena | XIX Magallanes          | 60                 | Torres del Paine     |

## División electoral de consejos regionales
Hasta 2013, los miembros de cada consejo regional eran elegidos por los concejales (municipales) de la región, constituidos para estos efectos en colegio electoral por cada una de las provincias respectivas, de acuerdo con la siguiente distribución:
- Dos consejeros por cada provincia, independientemente de su número de habitantes.
- Diez consejeros en las regiones de hasta un millón de habitantes y catorce en aquellas que superen esa cifra, a distribuirse entre las provincias de la región a prorrata de su población consignada en el último censo nacional oficial.

En octubre de 2009 se aprueba una reforma constitucional, en que se establece la elección directa de los consejeros regionales. Para cumplir este mandato, el mismo año la presidenta Michelle Bachelet presentó un proyecto de ley que reformaría la Ley Orgánica Constitucional de Gobierno y Administración Regional. Este proyecto contemplaba un modelo de elección de representación proporcional de consejeros; estos, a su vez, elegirían al Presidente del Consejo Regional. Esta reforma fue finalmente publicada como la ley 20.678 (modificatoria de la Ley Orgánica Constitucional de Gobierno y Administración Regional) el 19 de junio de 2013. Con ello, las primeras elecciones de consejeros regionales se realizaron el 17 de noviembre de 2013, en conjunto con las elecciones presidencial y parlamentarias.
La misma reforma modificó la cantidad de consejeros regionales y su distribución.
- Cada consejo regional correspondiente a una región cuenta con la siguiente cantidad de consejeros (art. 29 inc. 2° de la Ley Orgánica Constitucional de Gobierno y Administración Regional):
  - 14, en las regiones de hasta 400 000 habitantes;
  - 16, en las regiones de entre 400 001 y 800 000 habitantes;
  - 20, en las regiones de entre 800 001 y 1 500 000 habitantes;
  - 28, en las regiones de más de 1 500 000 habitantes;
  - 34, las regiones de más de 4 000 000 habitantes (cualidad que solo la Región Metropolitana de Santiago cumple).
- En cuanto a la distribución de consejeros por cada circunscripción provincial (art. 29 inc. 3° y siguientes de la Ley Orgánica Constitucional de Gobierno y Administración Regional):
  - La mitad de los consejeros se dividirá por el número de circunscripciones provinciales, dando ese resultado el número mínimo de consejeros de cada provincia.
  - La otra mitad, más el resto de la división anterior, será repartida entre las circunscripciones provinciales a prorrata de su población.
  - Con todo, cada circunscripción provincial tendrá al menos dos consejeros, aunque de los resultados anteriores se obtenga menos de esa cifra.

Los consejeros regionales serán elegidos popularmente en cada circunscripción provincial. Para esto, cada provincia del país constituye una circunscripción provincial, excepto las de mayor población (las sobre 500 000 habitantes), que se particionan en varias (art. 29 bis de la Ley Orgánica Constitucional de Gobierno y Administración Regional); estas son:
- Valparaíso, Cachapoal y Cautín, dividida cada una en dos circunscripciones provinciales;
- Concepción, dividida en tres circunscripciones, y
- Santiago, dividida en seis circunscripciones.

De esta forma, la división válida a 2021 es la siguiente:
| Región                                              | Consejeros | Circunscripciones provinciales | Circunscripciones provinciales | Circunscripciones provinciales | Circunscripciones provinciales | Circunscripciones provinciales |
| Región                                              | Consejeros | Provincia                      | Comunas                        | Consejeros                     | Consejeros                     | Total                          |
| Región                                              | Consejeros | Provincia                      | Comunas                        | Bases                          | Pobl.                          | Total                          |
| --------------------------------------------------- | ---------- | ------------------------------ | ------------------------------ | ------------------------------ | ------------------------------ | ------------------------------ |
| Región de Arica y Parinacota                        | 14         | Arica                          | Arica                          | 3                              | 8                              | 11                             |
| Región de Arica y Parinacota                        | 14         | Parinacota                     | Parinacota                     | 3                              | 0                              | 3                              |
| Región de Tarapacá                                  | 14         | Iquique                        | Iquique                        | 3                              | 8                              | 11                             |
| Región de Tarapacá                                  | 14         | Tamarugal                      | Tamarugal                      | 3                              | 0                              | 3                              |
| Región de Antofagasta                               | 16         | Antofagasta                    | Antofagasta                    | 3                              | 5                              | 8                              |
| Región de Antofagasta                               | 16         | El Loa                         | El Loa                         | 3                              | 2                              | 5                              |
| Región de Antofagasta                               | 16         | Tocopilla                      | Tocopilla                      | 3                              | 0                              | 3                              |
| Región de Atacama                                   | 14         | Copiapó                        | Copiapó                        | 2                              | 6                              | 8                              |
| Región de Atacama                                   | 14         | Chañaral                       | Chañaral                       | 2                              | 0                              | 2                              |
| Región de Atacama                                   | 14         | Huasco                         | Huasco                         | 2                              | 2                              | 4                              |
| Región de Coquimbo                                  | 16         | Elqui                          | Elqui                          | 3                              | 5                              | 8                              |
| Región de Coquimbo                                  | 16         | Choapa                         | Choapa                         | 3                              | 1                              | 4                              |
| Región de Coquimbo                                  | 16         | Limarí                         | Limarí                         | 3                              | 1                              | 4                              |
| Región de Valparaíso                                | 28         | 1.ª: Valparaíso norte          | Viña del Mar                   | 2                              | 3                              | 5                              |
| Región de Valparaíso                                | 28         | 1.ª: Valparaíso norte          | Puchuncaví                     | 2                              | 3                              | 5                              |
| Región de Valparaíso                                | 28         | 1.ª: Valparaíso norte          | Quintero                       | 2                              | 3                              | 5                              |
| Región de Valparaíso                                | 28         | 1.ª: Valparaíso norte          | Concón                         | 2                              | 3                              | 5                              |
| Región de Valparaíso                                | 28         | 2.ª: Valparaíso sur            | Valparaíso                     | 2                              | 2                              | 4                              |
| Región de Valparaíso                                | 28         | 2.ª: Valparaíso sur            | Casablanca                     | 2                              | 2                              | 4                              |
| Región de Valparaíso                                | 28         | 2.ª: Valparaíso sur            | Juan Fernández                 | 2                              | 2                              | 4                              |
| Región de Valparaíso                                | 28         | Isla de Pascua                 | Isla de Pascua                 | 2                              | 0                              | 2                              |
| Región de Valparaíso                                | 28         | Los Andes                      | Los Andes                      | 2                              | 0                              | 2                              |
| Región de Valparaíso                                | 28         | Petorca                        | Petorca                        | 2                              | 0                              | 2                              |
| Región de Valparaíso                                | 28         | Quillota                       | Quillota                       | 2                              | 1                              | 3                              |
| Región de Valparaíso                                | 28         | San Antonio                    | San Antonio                    | 2                              | 1                              | 3                              |
| Región de Valparaíso                                | 28         | San Felipe de Aconcagua        | San Felipe de Aconcagua        | 2                              | 1                              | 3                              |
| Región de Valparaíso                                | 28         | Marga Marga                    | Marga Marga                    | 2                              | 2                              | 4                              |
| Región Metropolitana de Santiago                    | 34         | 1.ª: Santiago noroccidente     | Pudahuel                       | 2                              | 1                              | 3                              |
| Región Metropolitana de Santiago                    | 34         | 1.ª: Santiago noroccidente     | Quilicura                      | 2                              | 1                              | 3                              |
| Región Metropolitana de Santiago                    | 34         | 1.ª: Santiago noroccidente     | Conchalí                       | 2                              | 1                              | 3                              |
| Región Metropolitana de Santiago                    | 34         | 1.ª: Santiago noroccidente     | Huechuraba                     | 2                              | 1                              | 3                              |
| Región Metropolitana de Santiago                    | 34         | 1.ª: Santiago noroccidente     | Renca                          | 2                              | 1                              | 3                              |
| Región Metropolitana de Santiago                    | 34         | 2.ª: Santiago centro           | Santiago                       | 2                              | 2                              | 4                              |
| Región Metropolitana de Santiago                    | 34         | 2.ª: Santiago centro           | Independencia                  | 2                              | 2                              | 4                              |
| Región Metropolitana de Santiago                    | 34         | 2.ª: Santiago centro           | Quinta Normal                  | 2                              | 2                              | 4                              |
| Región Metropolitana de Santiago                    | 34         | 2.ª: Santiago centro           | Recoleta                       | 2                              | 2                              | 4                              |
| Región Metropolitana de Santiago                    | 34         | 2.ª: Santiago centro           | Cerro Navia                    | 2                              | 2                              | 4                              |
| Región Metropolitana de Santiago                    | 34         | 2.ª: Santiago centro           | Lo Prado                       | 2                              | 2                              | 4                              |
| Región Metropolitana de Santiago                    | 34         | 3.ª: Santiago occidente        | Estación Central               | 2                              | 1                              | 3                              |
| Región Metropolitana de Santiago                    | 34         | 3.ª: Santiago occidente        | Maipú                          | 2                              | 1                              | 3                              |
| Región Metropolitana de Santiago                    | 34         | 3.ª: Santiago occidente        | Cerrillos                      | 2                              | 1                              | 3                              |
| Región Metropolitana de Santiago                    | 34         | 4.ª: Santiago nororiente       | Providencia                    | 2                              | 2                              | 4                              |
| Región Metropolitana de Santiago                    | 34         | 4.ª: Santiago nororiente       | Ñuñoa                          | 2                              | 2                              | 4                              |
| Región Metropolitana de Santiago                    | 34         | 4.ª: Santiago nororiente       | Las Condes                     | 2                              | 2                              | 4                              |
| Región Metropolitana de Santiago                    | 34         | 4.ª: Santiago nororiente       | Vitacura                       | 2                              | 2                              | 4                              |
| Región Metropolitana de Santiago                    | 34         | 4.ª: Santiago nororiente       | Lo Barnechea                   | 2                              | 2                              | 4                              |
| Región Metropolitana de Santiago                    | 34         | 4.ª: Santiago nororiente       | La Reina                       | 2                              | 2                              | 4                              |
| Región Metropolitana de Santiago                    | 34         | 5.ª: Santiago suroriente       | La Florida                     | 2                              | 2                              | 4                              |
| Región Metropolitana de Santiago                    | 34         | 5.ª: Santiago suroriente       | Peñalolén                      | 2                              | 2                              | 4                              |
| Región Metropolitana de Santiago                    | 34         | 5.ª: Santiago suroriente       | Macul                          | 2                              | 2                              | 4                              |
| Región Metropolitana de Santiago                    | 34         | 5.ª: Santiago suroriente       | La Granja                      | 2                              | 2                              | 4                              |
| Región Metropolitana de Santiago                    | 34         | 5.ª: Santiago suroriente       | San Joaquín                    | 2                              | 2                              | 4                              |
| Región Metropolitana de Santiago                    | 34         | 6.ª: Santiago sur              | Pedro Aguirre Cerda            | 2                              | 2                              | 4                              |
| Región Metropolitana de Santiago                    | 34         | 6.ª: Santiago sur              | El Bosque                      | 2                              | 2                              | 4                              |
| Región Metropolitana de Santiago                    | 34         | 6.ª: Santiago sur              | La Cisterna                    | 2                              | 2                              | 4                              |
| Región Metropolitana de Santiago                    | 34         | 6.ª: Santiago sur              | San Ramón                      | 2                              | 2                              | 4                              |
| Región Metropolitana de Santiago                    | 34         | 6.ª: Santiago sur              | Lo Espejo                      | 2                              | 2                              | 4                              |
| Región Metropolitana de Santiago                    | 34         | 6.ª: Santiago sur              | San Miguel                     | 2                              | 2                              | 4                              |
| Región Metropolitana de Santiago                    | 34         | 6.ª: Santiago sur              | La Pintana                     | 2                              | 2                              | 4                              |
| Región Metropolitana de Santiago                    | 34         | Cordillera                     | Cordillera                     | 2                              | 1                              | 3                              |
| Región Metropolitana de Santiago                    | 34         | Chacabuco                      | Chacabuco                      | 2                              | 0                              | 2                              |
| Región Metropolitana de Santiago                    | 34         | Maipo                          | Maipo                          | 2                              | 1                              | 3                              |
| Región Metropolitana de Santiago                    | 34         | Melipilla                      | Melipilla                      | 2                              | 0                              | 2                              |
| Región Metropolitana de Santiago                    | 34         | Talagante                      | Talagante                      | 2                              | 0                              | 2                              |
| Región del Libertador General Bernardo O'Higgins    | 20         | 1.ª: Cachapoal urbano          | Rancagua                       | 2                              | 3                              | 5                              |
| Región del Libertador General Bernardo O'Higgins    | 20         | 2.ª: Cachapoal rural           | resto de la provincia          | 2                              | 6                              | 8                              |
| Región del Libertador General Bernardo O'Higgins    | 20         | Cardenal Caro                  | Cardenal Caro                  | 2                              | 0                              | 2                              |
| Región del Libertador General Bernardo O'Higgins    | 20         | Colchagua                      | Colchagua                      | 2                              | 3                              | 5                              |
| Región del Maule                                    | 20         | Talca                          | Talca                          | 2                              | 5                              | 7                              |
| Región del Maule                                    | 20         | Cauquenes                      | Cauquenes                      | 2                              | 0                              | 2                              |
| Región del Maule                                    | 20         | Curicó                         | Curicó                         | 2                              | 4                              | 6                              |
| Región del Maule                                    | 20         | Linares                        | Linares                        | 2                              | 3                              | 5                              |
| Región de Ñuble                                     | 16         | Diguillín                      | Diguillín                      | 2                              | 6                              | 8                              |
| Región de Ñuble                                     | 16         | Itata                          | Itata                          | 2                              | 2                              | 4                              |
| Región de Ñuble                                     | 16         | Punilla                        | Punilla                        | 2                              | 2                              | 4                              |
| Región del Biobío                                   | 28         | 1.ª: Concepción norte          | Talcahuano                     | 2                              | 4                              | 6                              |
| Región del Biobío                                   | 28         | 1.ª: Concepción norte          | Penco                          | 2                              | 4                              | 6                              |
| Región del Biobío                                   | 28         | 1.ª: Concepción norte          | Tomé                           | 2                              | 4                              | 6                              |
| Región del Biobío                                   | 28         | 1.ª: Concepción norte          | Hualpén                        | 2                              | 4                              | 6                              |
| Región del Biobío                                   | 28         | 2.ª: Concepción centro         | Concepción                     | 2                              | 4                              | 6                              |
| Región del Biobío                                   | 28         | 2.ª: Concepción centro         | Chiguayante                    | 2                              | 4                              | 6                              |
| Región del Biobío                                   | 28         | 2.ª: Concepción centro         | Florida                        | 2                              | 4                              | 6                              |
| Región del Biobío                                   | 28         | 3.ª: Concepción sur            | San Pedro de la Paz            | 2                              | 4                              | 6                              |
| Región del Biobío                                   | 28         | 3.ª: Concepción sur            | Coronel                        | 2                              | 4                              | 6                              |
| Región del Biobío                                   | 28         | 3.ª: Concepción sur            | Lota                           | 2                              | 4                              | 6                              |
| Región del Biobío                                   | 28         | 3.ª: Concepción sur            | Santa Juana                    | 2                              | 4                              | 6                              |
| Región del Biobío                                   | 28         | 3.ª: Concepción sur            | Hualqui                        | 2                              | 4                              | 6                              |
| Región del Biobío                                   | 28         | Biobío                         | Biobío                         | 2                              | 4                              | 6                              |
| Región del Biobío                                   | 28         | Arauco                         | Arauco                         | 2                              | 2                              | 4                              |
| Región de la Araucanía                              | 20         | 1.ª: Cautín Norte              | Temuco                         | 3                              | 4                              | 7                              |
| Región de la Araucanía                              | 20         | 1.ª: Cautín Norte              | Padre Las Casas                | 3                              | 4                              | 7                              |
| Región de la Araucanía                              | 20         | 2.ª: Cautín Sur                | resto de la provincia          | 3                              | 5                              | 8                              |
| Región de la Araucanía                              | 20         | Malleco                        | Malleco                        | 3                              | 2                              | 5                              |
| Región de Los Ríos                                  | 14         | Valdivia                       | Valdivia                       | 3                              | 6                              | 9                              |
| Región de Los Ríos                                  | 14         | Ranco                          | Ranco                          | 3                              | 2                              | 5                              |
| Región de Los Lagos                                 | 20         | Llanquihue                     | Llanquihue                     | 2                              | 6                              | 8                              |
| Región de Los Lagos                                 | 20         | Osorno                         | Osorno                         | 2                              | 4                              | 6                              |
| Región de Los Lagos                                 | 20         | Chiloé                         | Chiloé                         | 2                              | 2                              | 4                              |
| Región de Los Lagos                                 | 20         | Palena                         | Palena                         | 2                              | 0                              | 2                              |
| Región de Aysén del General Carlos Ibáñez del Campo | 14         | Coyhaique                      | Coyhaique                      | 2                              | 4                              | 6                              |
| Región de Aysén del General Carlos Ibáñez del Campo | 14         | Aysén                          | Aysén                          | 2                              | 2                              | 4                              |
| Región de Aysén del General Carlos Ibáñez del Campo | 14         | Capitán Prat                   | Capitán Prat                   | 2                              | 0                              | 2                              |
| Región de Aysén del General Carlos Ibáñez del Campo | 14         | General Carrera                | General Carrera                | 2                              | 0                              | 2                              |
| Región de Magallanes y la Antártica Chilena         | 14         | Magallanes                     | Magallanes                     | 2                              | 5                              | 7                              |
| Región de Magallanes y la Antártica Chilena         | 14         | Última Esperanza               | Última Esperanza               | 2                              | 1                              | 3                              |
| Región de Magallanes y la Antártica Chilena         | 14         | Tierra del Fuego               | Tierra del Fuego               | 2                              | 0                              | 2                              |
| Región de Magallanes y la Antártica Chilena         | 14         | Antártica Chilena              | Antártica Chilena              | 2                              | 0                              | 2                              |

## División electoral constituyente
La Ley 21 200, del 23 de diciembre de 2019, que modifica el Capítulo XV de la Constitución, habilitaba un mecanismo para iniciar el proceso para elaborar una nueva Constitución de la República, y contemplaba distritos electorales constituyentes a partir de los distritos electorales vigentes establecidos en la Ley 18.700 y que fueron conformados luego que la opción Apruebo triunfara en el plebiscito nacional del 25 de octubre de 2020. Las opciones eran «Convención Mixta Constitucional» (integrada por 86 parlamentarios elegidos en congreso pleno y 86 ciudadanos electos especialmente para estos efectos) y «Convención Constitucional» (integrada por 155 ciudadanos electos únicamente para redactar la nueva constitución).

### División electoral para la Convención Constitucional
En el caso de la Convención Constitucional, estuvo integrada por 155 ciudadanos electos especialmente para estos efectos. Para ello, se consideraron los distritos electorales establecidos en los artículos 187 y 188, y el sistema electoral descrito en el artículo 121 de la Ley 18.700. Por otra parte, dentro de los 155 escaños se distribuyeron los 17 escaños reservados para pueblos originarios aprobados en la Ley 21.298 y a los integrantes de la Convención no se les permitía ser candidatos a cargos de elección popular mientras ejercieron sus funciones, prohibición que se mantiene hasta un año después de que cesaron en sus cargos.
| \| Región \| Distrito constituyente \| Comunas \| \| --------------------------------- \| ----------------------------------------- \| -------------------- \| \| Arica y Parinacota \| 1 3 convencionales constituyentes \| Arica \| \| Arica y Parinacota \| 1 3 convencionales constituyentes \| Camarones \| \| Arica y Parinacota \| 1 3 convencionales constituyentes \| General Lagos \| \| Arica y Parinacota \| 1 3 convencionales constituyentes \| Putre \| \| Tarapacá \| 2 3 convencionales constituyentes \| Alto Hospicio \| \| Tarapacá \| 2 3 convencionales constituyentes \| Camiña \| \| Tarapacá \| 2 3 convencionales constituyentes \| Colchane \| \| Tarapacá \| 2 3 convencionales constituyentes \| Huara \| \| Tarapacá \| 2 3 convencionales constituyentes \| Iquique \| \| Tarapacá \| 2 3 convencionales constituyentes \| Pica \| \| Tarapacá \| 2 3 convencionales constituyentes \| Pozo Almonte \| \| Antofagasta \| 3 4 convencionales constituyentes \| Calama \| \| Antofagasta \| 3 4 convencionales constituyentes \| María Elena \| \| Antofagasta \| 3 4 convencionales constituyentes \| Ollagüe \| \| Antofagasta \| 3 4 convencionales constituyentes \| San Pedro de Atacama \| \| Antofagasta \| 3 4 convencionales constituyentes \| Tocopilla \| \| Antofagasta \| 3 4 convencionales constituyentes \| Antofagasta \| \| Antofagasta \| 3 4 convencionales constituyentes \| Mejillones \| \| Antofagasta \| 3 4 convencionales constituyentes \| Sierra Gorda \| \| Antofagasta \| 3 4 convencionales constituyentes \| Taltal \| \| Atacama \| 4 4 convencionales constituyentes \| Chañaral \| \| Atacama \| 4 4 convencionales constituyentes \| Copiapó \| \| Atacama \| 4 4 convencionales constituyentes \| Diego de Almagro \| \| Atacama \| 4 4 convencionales constituyentes \| Alto del Carmen \| \| Atacama \| 4 4 convencionales constituyentes \| Caldera \| \| Atacama \| 4 4 convencionales constituyentes \| Huasco \| \| Atacama \| 4 4 convencionales constituyentes \| Freirina \| \| Atacama \| 4 4 convencionales constituyentes \| Tierra Amarilla \| \| Atacama \| 4 4 convencionales constituyentes \| Vallenar \| \| Coquimbo \| 5 6 convencionales constituyentes \| Andacollo \| \| Coquimbo \| 5 6 convencionales constituyentes \| La Higuera \| \| Coquimbo \| 5 6 convencionales constituyentes \| La Serena \| \| Coquimbo \| 5 6 convencionales constituyentes \| Paihuano \| \| Coquimbo \| 5 6 convencionales constituyentes \| Vicuña \| \| Coquimbo \| 5 6 convencionales constituyentes \| Coquimbo \| \| Coquimbo \| 5 6 convencionales constituyentes \| Ovalle \| \| Coquimbo \| 5 6 convencionales constituyentes \| Río Hurtado \| \| Coquimbo \| 5 6 convencionales constituyentes \| Canela \| \| Coquimbo \| 5 6 convencionales constituyentes \| Combarbalá \| \| Coquimbo \| 5 6 convencionales constituyentes \| Illapel \| \| Coquimbo \| 5 6 convencionales constituyentes \| Los Vilos \| \| Coquimbo \| 5 6 convencionales constituyentes \| Monte Patria \| \| Coquimbo \| 5 6 convencionales constituyentes \| Punitaqui \| \| Coquimbo \| 5 6 convencionales constituyentes \| Salamanca \| \| Valparaíso \| 6 8 convencionales constituyentes \| Cabildo \| \| Valparaíso \| 6 8 convencionales constituyentes \| La Calera \| \| Valparaíso \| 6 8 convencionales constituyentes \| Hijuelas \| \| Valparaíso \| 6 8 convencionales constituyentes \| La Cruz \| \| Valparaíso \| 6 8 convencionales constituyentes \| La Ligua \| \| Valparaíso \| 6 8 convencionales constituyentes \| Nogales \| \| Valparaíso \| 6 8 convencionales constituyentes \| Papudo \| \| Valparaíso \| 6 8 convencionales constituyentes \| Petorca \| \| Valparaíso \| 6 8 convencionales constituyentes \| Puchuncaví \| \| Valparaíso \| 6 8 convencionales constituyentes \| Quillota \| \| Valparaíso \| 6 8 convencionales constituyentes \| Quintero \| \| Valparaíso \| 6 8 convencionales constituyentes \| Zapallar \| \| Valparaíso \| 6 8 convencionales constituyentes \| Calle Larga \| \| Valparaíso \| 6 8 convencionales constituyentes \| Catemu \| \| Valparaíso \| 6 8 convencionales constituyentes \| Llaillay \| \| Valparaíso \| 6 8 convencionales constituyentes \| Los Andes \| \| Valparaíso \| 6 8 convencionales constituyentes \| Panquehue \| \| Valparaíso \| 6 8 convencionales constituyentes \| Putaendo \| \| Valparaíso \| 6 8 convencionales constituyentes \| Rinconada \| \| Valparaíso \| 6 8 convencionales constituyentes \| San Esteban \| \| Valparaíso \| 6 8 convencionales constituyentes \| San Felipe \| \| Valparaíso \| 6 8 convencionales constituyentes \| Santa María \| \| Valparaíso \| 6 8 convencionales constituyentes \| Limache \| \| Valparaíso \| 6 8 convencionales constituyentes \| Olmué \| \| Valparaíso \| 6 8 convencionales constituyentes \| Quilpué \| \| Valparaíso \| 6 8 convencionales constituyentes \| Villa Alemana \| \| Valparaíso \| 7 7 convencionales constituyentes \| Isla de Pascua \| \| Valparaíso \| 7 7 convencionales constituyentes \| Juan Fernández \| \| Valparaíso \| 7 7 convencionales constituyentes \| Valparaíso \| \| Valparaíso \| 7 7 convencionales constituyentes \| Concón \| \| Valparaíso \| 7 7 convencionales constituyentes \| Viña del Mar \| \| Valparaíso \| 7 7 convencionales constituyentes \| Algarrobo \| \| Valparaíso \| 7 7 convencionales constituyentes \| Cartagena \| \| Valparaíso \| 7 7 convencionales constituyentes \| Casablanca \| \| Valparaíso \| 7 7 convencionales constituyentes \| El Quisco \| \| Valparaíso \| 7 7 convencionales constituyentes \| El Tabo \| \| Valparaíso \| 7 7 convencionales constituyentes \| San Antonio \| \| Valparaíso \| 7 7 convencionales constituyentes \| Santo Domingo \| \| Metropolitana de Santiago \| 8 7 convencionales constituyentes \| Colina \| \| Metropolitana de Santiago \| 8 7 convencionales constituyentes \| Lampa \| \| Metropolitana de Santiago \| 8 7 convencionales constituyentes \| Quilicura \| \| Metropolitana de Santiago \| 8 7 convencionales constituyentes \| Pudahuel \| \| Metropolitana de Santiago \| 8 7 convencionales constituyentes \| Tiltil \| \| Metropolitana de Santiago \| 8 7 convencionales constituyentes \| Cerrillos \| \| Metropolitana de Santiago \| 8 7 convencionales constituyentes \| Estación Central \| \| Metropolitana de Santiago \| 8 7 convencionales constituyentes \| Maipú \| \| Metropolitana de Santiago \| 9 6 convencionales constituyentes \| Conchalí \| \| Metropolitana de Santiago \| 9 6 convencionales constituyentes \| Huechuraba \| \| Metropolitana de Santiago \| 9 6 convencionales constituyentes \| Renca \| \| Metropolitana de Santiago \| 9 6 convencionales constituyentes \| Cerro Navia \| \| Metropolitana de Santiago \| 9 6 convencionales constituyentes \| Lo Prado \| \| Metropolitana de Santiago \| 9 6 convencionales constituyentes \| Quinta Normal \| \| Metropolitana de Santiago \| 9 6 convencionales constituyentes \| Independencia \| \| Metropolitana de Santiago \| 9 6 convencionales constituyentes \| Recoleta \| \| Metropolitana de Santiago \| 10 7 convencionales constituyentes \| Santiago \| \| Metropolitana de Santiago \| 10 7 convencionales constituyentes \| Ñuñoa \| \| Metropolitana de Santiago \| 10 7 convencionales constituyentes \| Providencia \| \| Metropolitana de Santiago \| 10 7 convencionales constituyentes \| La Granja \| \| Metropolitana de Santiago \| 10 7 convencionales constituyentes \| Macul \| \| Metropolitana de Santiago \| 10 7 convencionales constituyentes \| San Joaquín \| \| Metropolitana de Santiago \| 11 6 convencionales constituyentes \| Las Condes \| \| Metropolitana de Santiago \| 11 6 convencionales constituyentes \| Lo Barnechea \| \| Metropolitana de Santiago \| 11 6 convencionales constituyentes \| Vitacura \| \| Metropolitana de Santiago \| 11 6 convencionales constituyentes \| La Reina \| \| Metropolitana de Santiago \| 11 6 convencionales constituyentes \| Peñalolén \| \| Metropolitana de Santiago \| 12 6 convencionales constituyentes \| La Florida \| \| Metropolitana de Santiago \| 12 6 convencionales constituyentes \| Puente Alto \| \| Metropolitana de Santiago \| 12 6 convencionales constituyentes \| La Pintana \| \| Metropolitana de Santiago \| 12 6 convencionales constituyentes \| Pirque \| \| Metropolitana de Santiago \| 12 6 convencionales constituyentes \| San José de Maipo \| \| Metropolitana de Santiago \| 13 4 convencionales constituyentes \| El Bosque \| \| Metropolitana de Santiago \| 13 4 convencionales constituyentes \| La Cisterna \| \| Metropolitana de Santiago \| 13 4 convencionales constituyentes \| San Ramón \| \| Metropolitana de Santiago \| 13 4 convencionales constituyentes \| Lo Espejo \| \| Metropolitana de Santiago \| 13 4 convencionales constituyentes \| Pedro Aguirre Cerda \| \| Metropolitana de Santiago \| 13 4 convencionales constituyentes \| San Miguel \| \| Metropolitana de Santiago \| 14 5 convencionales constituyentes \| Buin \| \| Metropolitana de Santiago \| 14 5 convencionales constituyentes \| Calera de Tango \| \| Metropolitana de Santiago \| 14 5 convencionales constituyentes \| Paine \| \| Metropolitana de Santiago \| 14 5 convencionales constituyentes \| San Bernardo \| \| Metropolitana de Santiago \| 14 5 convencionales constituyentes \| Alhué \| \| Metropolitana de Santiago \| 14 5 convencionales constituyentes \| Curacaví \| \| Metropolitana de Santiago \| 14 5 convencionales constituyentes \| El Monte \| \| Metropolitana de Santiago \| 14 5 convencionales constituyentes \| Isla de Maipo \| \| Metropolitana de Santiago \| 14 5 convencionales constituyentes \| María Pinto \| \| Metropolitana de Santiago \| 14 5 convencionales constituyentes \| Melipilla \| \| Metropolitana de Santiago \| 14 5 convencionales constituyentes \| Padre Hurtado \| \| Metropolitana de Santiago \| 14 5 convencionales constituyentes \| Peñaflor \| \| Metropolitana de Santiago \| 14 5 convencionales constituyentes \| San Pedro \| \| Metropolitana de Santiago \| 14 5 convencionales constituyentes \| Talagante \| \| O'Higgins \| 15 5 convencionales constituyentes \| Rancagua \| \| O'Higgins \| 15 5 convencionales constituyentes \| Codegua \| \| O'Higgins \| 15 5 convencionales constituyentes \| Coínco \| \| O'Higgins \| 15 5 convencionales constituyentes \| Coltauco \| \| O'Higgins \| 15 5 convencionales constituyentes \| Doñihue \| \| O'Higgins \| 15 5 convencionales constituyentes \| Graneros \| \| O'Higgins \| 15 5 convencionales constituyentes \| Machalí \| \| O'Higgins \| 15 5 convencionales constituyentes \| Malloa \| \| O'Higgins \| 15 5 convencionales constituyentes \| Mostazal \| \| O'Higgins \| 15 5 convencionales constituyentes \| Olivar \| \| O'Higgins \| 15 5 convencionales constituyentes \| Quinta de Tilcoco \| \| O'Higgins \| 15 5 convencionales constituyentes \| Rengo \| \| O'Higgins \| 15 5 convencionales constituyentes \| Requínoa \| \| O'Higgins \| 16 4 convencionales constituyentes \| Chimbarongo \| \| O'Higgins \| 16 4 convencionales constituyentes \| Las Cabras \| \| O'Higgins \| 16 4 convencionales constituyentes \| Peumo \| \| O'Higgins \| 16 4 convencionales constituyentes \| Pichidegua \| \| O'Higgins \| 16 4 convencionales constituyentes \| San Fernando \| \| O'Higgins \| 16 4 convencionales constituyentes \| San Vicente \| \| O'Higgins \| 16 4 convencionales constituyentes \| Chépica \| \| O'Higgins \| 16 4 convencionales constituyentes \| La Estrella \| \| O'Higgins \| 16 4 convencionales constituyentes \| Litueche \| \| O'Higgins \| 16 4 convencionales constituyentes \| Lolol \| \| O'Higgins \| 16 4 convencionales constituyentes \| Marchigüe \| \| O'Higgins \| 16 4 convencionales constituyentes \| Nancagua \| \| O'Higgins \| 16 4 convencionales constituyentes \| Navidad \| \| O'Higgins \| 16 4 convencionales constituyentes \| Palmilla \| \| O'Higgins \| 16 4 convencionales constituyentes \| Paredones \| \| O'Higgins \| 16 4 convencionales constituyentes \| Peralillo \| \| O'Higgins \| 16 4 convencionales constituyentes \| Pichilemu \| \| O'Higgins \| 16 4 convencionales constituyentes \| Placilla \| \| O'Higgins \| 16 4 convencionales constituyentes \| Pumanque \| \| O'Higgins \| 16 4 convencionales constituyentes \| Santa Cruz \| \| Maule \| 17 7 convencionales constituyentes \| Curicó \| \| Maule \| 17 7 convencionales constituyentes \| Hualañé \| \| Maule \| 17 7 convencionales constituyentes \| Licantén \| \| Maule \| 17 7 convencionales constituyentes \| Molina \| \| Maule \| 17 7 convencionales constituyentes \| Rauco \| \| Maule \| 17 7 convencionales constituyentes \| Romeral \| \| Maule \| 17 7 convencionales constituyentes \| Sagrada Familia \| \| Maule \| 17 7 convencionales constituyentes \| Teno \| \| Maule \| 17 7 convencionales constituyentes \| Vichuquén \| \| Maule \| 17 7 convencionales constituyentes \| Talca \| \| Maule \| 17 7 convencionales constituyentes \| Constitución \| \| Maule \| 17 7 convencionales constituyentes \| Curepto \| \| Maule \| 17 7 convencionales constituyentes \| Empedrado \| \| Maule \| 17 7 convencionales constituyentes \| Maule \| \| Maule \| 17 7 convencionales constituyentes \| Pelarco \| \| Maule \| 17 7 convencionales constituyentes \| Pencahue \| \| Maule \| 17 7 convencionales constituyentes \| Río Claro \| \| Maule \| 17 7 convencionales constituyentes \| San Clemente \| \| Maule \| 17 7 convencionales constituyentes \| San Rafael \| \| Maule \| 18 4 convencionales constituyentes \| Colbún \| \| Maule \| 18 4 convencionales constituyentes \| Linares \| \| Maule \| 18 4 convencionales constituyentes \| San Javier \| \| Maule \| 18 4 convencionales constituyentes \| Villa Alegre \| \| Maule \| 18 4 convencionales constituyentes \| Yerbas Buenas \| \| Maule \| 18 4 convencionales constituyentes \| Cauquenes \| \| Maule \| 18 4 convencionales constituyentes \| Chanco \| \| Maule \| 18 4 convencionales constituyentes \| Longaví \| \| Maule \| 18 4 convencionales constituyentes \| Parral \| \| Maule \| 18 4 convencionales constituyentes \| Pelluhue \| \| Maule \| 18 4 convencionales constituyentes \| Retiro \| \| Ñuble \| 19 5 convencionales constituyentes \| Bulnes \| \| Ñuble \| 19 5 convencionales constituyentes \| Cobquecura \| \| Ñuble \| 19 5 convencionales constituyentes \| Coelemu \| \| Ñuble \| 19 5 convencionales constituyentes \| Ñiquén \| \| Ñuble \| 19 5 convencionales constituyentes \| Portezuelo \| \| Ñuble \| 19 5 convencionales constituyentes \| Quillón \| \| Ñuble \| 19 5 convencionales constituyentes \| Quirihue \| \| Ñuble \| 19 5 convencionales constituyentes \| Ninhue \| \| Ñuble \| 19 5 convencionales constituyentes \| Ránquil \| \| Ñuble \| 19 5 convencionales constituyentes \| San Carlos \| \| Ñuble \| 19 5 convencionales constituyentes \| San Fabián \| \| Ñuble \| 19 5 convencionales constituyentes \| San Nicolás \| \| Ñuble \| 19 5 convencionales constituyentes \| Treguaco \| \| Ñuble \| 19 5 convencionales constituyentes \| Chillán \| \| Ñuble \| 19 5 convencionales constituyentes \| Chillán Viejo \| \| Ñuble \| 19 5 convencionales constituyentes \| Coihueco \| \| Ñuble \| 19 5 convencionales constituyentes \| El Carmen \| \| Ñuble \| 19 5 convencionales constituyentes \| Pemuco \| \| Ñuble \| 19 5 convencionales constituyentes \| Pinto \| \| Ñuble \| 19 5 convencionales constituyentes \| San Ignacio \| \| Ñuble \| 19 5 convencionales constituyentes \| Yungay \| \| Biobío \| 20 7 convencionales constituyentes \| Hualpén \| \| Biobío \| 20 7 convencionales constituyentes \| Talcahuano \| \| Biobío \| 20 7 convencionales constituyentes \| Chiguayante \| \| Biobío \| 20 7 convencionales constituyentes \| Concepción \| \| Biobío \| 20 7 convencionales constituyentes \| San Pedro de la Paz \| \| Biobío \| 20 7 convencionales constituyentes \| Coronel \| \| Biobío \| 20 7 convencionales constituyentes \| Florida \| \| Biobío \| 20 7 convencionales constituyentes \| Hualqui \| \| Biobío \| 20 7 convencionales constituyentes \| Penco \| \| Biobío \| 20 7 convencionales constituyentes \| Santa Juana \| \| Biobío \| 20 7 convencionales constituyentes \| Tomé \| \| Biobío \| 21 4 convencionales constituyentes \| Arauco \| \| Biobío \| 21 4 convencionales constituyentes \| Cabrero \| \| Biobío \| 21 4 convencionales constituyentes \| Cañete \| \| Biobío \| 21 4 convencionales constituyentes \| Contulmo \| \| Biobío \| 21 4 convencionales constituyentes \| Curanilahue \| \| Biobío \| 21 4 convencionales constituyentes \| Los Álamos \| \| Biobío \| 21 4 convencionales constituyentes \| Lebu \| \| Biobío \| 21 4 convencionales constituyentes \| Lota \| \| Biobío \| 21 4 convencionales constituyentes \| Tirúa \| \| Biobío \| 21 4 convencionales constituyentes \| Alto Biobío \| \| Biobío \| 21 4 convencionales constituyentes \| Antuco \| \| Biobío \| 21 4 convencionales constituyentes \| Laja \| \| Biobío \| 21 4 convencionales constituyentes \| Los Ángeles \| \| Biobío \| 21 4 convencionales constituyentes \| Mulchén \| \| Biobío \| 21 4 convencionales constituyentes \| Nacimiento \| \| Biobío \| 21 4 convencionales constituyentes \| Negrete \| \| Biobío \| 21 4 convencionales constituyentes \| Quilaco \| \| Biobío \| 21 4 convencionales constituyentes \| Quilleco \| \| Biobío \| 21 4 convencionales constituyentes \| San Rosendo \| \| Biobío \| 21 4 convencionales constituyentes \| Santa Bárbara \| \| Biobío \| 21 4 convencionales constituyentes \| Tucapel \| \| Biobío \| 21 4 convencionales constituyentes \| Yumbel \| \| Araucanía \| 22 3 convencionales constituyentes \| Angol \| \| Araucanía \| 22 3 convencionales constituyentes \| Collipulli \| \| Araucanía \| 22 3 convencionales constituyentes \| Ercilla \| \| Araucanía \| 22 3 convencionales constituyentes \| Los Sauces \| \| Araucanía \| 22 3 convencionales constituyentes \| Lumaco \| \| Araucanía \| 22 3 convencionales constituyentes \| Purén \| \| Araucanía \| 22 3 convencionales constituyentes \| Renaico \| \| Araucanía \| 22 3 convencionales constituyentes \| Traiguén \| \| Araucanía \| 22 3 convencionales constituyentes \| Curacautín \| \| Araucanía \| 22 3 convencionales constituyentes \| Galvarino \| \| Araucanía \| 22 3 convencionales constituyentes \| Lautaro \| \| Araucanía \| 22 3 convencionales constituyentes \| Lonquimay \| \| Araucanía \| 22 3 convencionales constituyentes \| Melipeuco \| \| Araucanía \| 22 3 convencionales constituyentes \| Perquenco \| \| Araucanía \| 22 3 convencionales constituyentes \| Victoria \| \| Araucanía \| 22 3 convencionales constituyentes \| Vilcún \| \| Araucanía \| 23 6 convencionales constituyentes \| Padre Las Casas \| \| Araucanía \| 23 6 convencionales constituyentes \| Temuco \| \| Araucanía \| 23 6 convencionales constituyentes \| Carahue \| \| Araucanía \| 23 6 convencionales constituyentes \| Cholchol \| \| Araucanía \| 23 6 convencionales constituyentes \| Freire \| \| Araucanía \| 23 6 convencionales constituyentes \| Nueva Imperial \| \| Araucanía \| 23 6 convencionales constituyentes \| Pitrufquén \| \| Araucanía \| 23 6 convencionales constituyentes \| Saavedra \| \| Araucanía \| 23 6 convencionales constituyentes \| Teodoro Schmidt \| \| Araucanía \| 23 6 convencionales constituyentes \| Cunco \| \| Araucanía \| 23 6 convencionales constituyentes \| Curarrehue \| \| Araucanía \| 23 6 convencionales constituyentes \| Gorbea \| \| Araucanía \| 23 6 convencionales constituyentes \| Loncoche \| \| Araucanía \| 23 6 convencionales constituyentes \| Pucón \| \| Araucanía \| 23 6 convencionales constituyentes \| Toltén \| \| Araucanía \| 23 6 convencionales constituyentes \| Villarrica \| \| Los Ríos \| 24 4 convencionales constituyentes \| Corral \| \| Los Ríos \| 24 4 convencionales constituyentes \| Lanco \| \| Los Ríos \| 24 4 convencionales constituyentes \| Máfil \| \| Los Ríos \| 24 4 convencionales constituyentes \| Mariquina \| \| Los Ríos \| 24 4 convencionales constituyentes \| Valdivia \| \| Los Ríos \| 24 4 convencionales constituyentes \| Futrono \| \| Los Ríos \| 24 4 convencionales constituyentes \| La Unión \| \| Los Ríos \| 24 4 convencionales constituyentes \| Lago Ranco \| \| Los Ríos \| 24 4 convencionales constituyentes \| Los Lagos \| \| Los Ríos \| 24 4 convencionales constituyentes \| Paillaco \| \| Los Ríos \| 24 4 convencionales constituyentes \| Panguipulli \| \| Los Ríos \| 24 4 convencionales constituyentes \| Río Bueno \| \| Los Lagos \| 25 3 convencionales constituyentes \| Osorno \| \| Los Lagos \| 25 3 convencionales constituyentes \| San Juan de la Costa \| \| Los Lagos \| 25 3 convencionales constituyentes \| San Pablo \| \| Los Lagos \| 25 3 convencionales constituyentes \| Fresia \| \| Los Lagos \| 25 3 convencionales constituyentes \| Frutillar \| \| Los Lagos \| 25 3 convencionales constituyentes \| Llanquihue \| \| Los Lagos \| 25 3 convencionales constituyentes \| Los Muermos \| \| Los Lagos \| 25 3 convencionales constituyentes \| Puerto Octay \| \| Los Lagos \| 25 3 convencionales constituyentes \| Puerto Varas \| \| Los Lagos \| 25 3 convencionales constituyentes \| Puyehue \| \| Los Lagos \| 25 3 convencionales constituyentes \| Purranque \| \| Los Lagos \| 25 3 convencionales constituyentes \| Río Negro \| \| Los Lagos \| 26 4 convencionales constituyentes \| Calbuco \| \| Los Lagos \| 26 4 convencionales constituyentes \| Cochamó \| \| Los Lagos \| 26 4 convencionales constituyentes \| Maullín \| \| Los Lagos \| 26 4 convencionales constituyentes \| Puerto Montt \| \| Los Lagos \| 26 4 convencionales constituyentes \| Ancud \| \| Los Lagos \| 26 4 convencionales constituyentes \| Castro \| \| Los Lagos \| 26 4 convencionales constituyentes \| Chaitén \| \| Los Lagos \| 26 4 convencionales constituyentes \| Chonchi \| \| Los Lagos \| 26 4 convencionales constituyentes \| Curaco de Vélez \| \| Los Lagos \| 26 4 convencionales constituyentes \| Dalcahue \| \| Los Lagos \| 26 4 convencionales constituyentes \| Futaleufú \| \| Los Lagos \| 26 4 convencionales constituyentes \| Hualaihué \| \| Los Lagos \| 26 4 convencionales constituyentes \| Palena \| \| Los Lagos \| 26 4 convencionales constituyentes \| Puqueldón \| \| Los Lagos \| 26 4 convencionales constituyentes \| Queilén \| \| Los Lagos \| 26 4 convencionales constituyentes \| Quellón \| \| Los Lagos \| 26 4 convencionales constituyentes \| Quemchi \| \| Los Lagos \| 26 4 convencionales constituyentes \| Quinchao \| \| Aysén \| 27 3 convencionales constituyentes \| Aysén \| \| Aysén \| 27 3 convencionales constituyentes \| Cisnes \| \| Aysén \| 27 3 convencionales constituyentes \| Chile Chico \| \| Aysén \| 27 3 convencionales constituyentes \| Coyhaique \| \| Aysén \| 27 3 convencionales constituyentes \| Cochrane \| \| Aysén \| 27 3 convencionales constituyentes \| Guaitecas \| \| Aysén \| 27 3 convencionales constituyentes \| Lago Verde \| \| Aysén \| 27 3 convencionales constituyentes \| Río Ibáñez \| \| Aysén \| 27 3 convencionales constituyentes \| O'Higgins \| \| Aysén \| 27 3 convencionales constituyentes \| Tortel \| \| Magallanes y la Antártica Chilena \| 28 3 convencionales constituyentes \| Antártica \| \| Magallanes y la Antártica Chilena \| 28 3 convencionales constituyentes \| Cabo de Hornos \| \| Magallanes y la Antártica Chilena \| 28 3 convencionales constituyentes \| Laguna Blanca \| \| Magallanes y la Antártica Chilena \| 28 3 convencionales constituyentes \| Natales \| \| Magallanes y la Antártica Chilena \| 28 3 convencionales constituyentes \| Porvenir \| \| Magallanes y la Antártica Chilena \| 28 3 convencionales constituyentes \| Primavera \| \| Magallanes y la Antártica Chilena \| 28 3 convencionales constituyentes \| Punta Arenas \| \| Magallanes y la Antártica Chilena \| 28 3 convencionales constituyentes \| Río Verde \| \| Magallanes y la Antártica Chilena \| 28 3 convencionales constituyentes \| San Gregorio \| \| Magallanes y la Antártica Chilena \| 28 3 convencionales constituyentes \| Timaukel \| \| Magallanes y la Antártica Chilena \| 28 3 convencionales constituyentes \| Torres del Paine \| \| Escaños para pueblos originarios \| Nacional 17 convencionales constituyentes \| Sistema especial \| |                                           |                      |
| Región | Distrito constituyente                    | Comunas              |
| Arica y Parinacota | 1 3 convencionales constituyentes         | Arica                |
| Arica y Parinacota | 1 3 convencionales constituyentes         | Camarones            |
| Arica y Parinacota | 1 3 convencionales constituyentes         | General Lagos        |
| Arica y Parinacota | 1 3 convencionales constituyentes         | Putre                |
| Tarapacá | 2 3 convencionales constituyentes         | Alto Hospicio        |
| Tarapacá | 2 3 convencionales constituyentes         | Camiña               |
| Tarapacá | 2 3 convencionales constituyentes         | Colchane             |
| Tarapacá | 2 3 convencionales constituyentes         | Huara                |
| Tarapacá | 2 3 convencionales constituyentes         | Iquique              |
| Tarapacá | 2 3 convencionales constituyentes         | Pica                 |
| Tarapacá | 2 3 convencionales constituyentes         | Pozo Almonte         |
| Antofagasta | 3 4 convencionales constituyentes         | Calama               |
| Antofagasta | 3 4 convencionales constituyentes         | María Elena          |
| Antofagasta | 3 4 convencionales constituyentes         | Ollagüe              |
| Antofagasta | 3 4 convencionales constituyentes         | San Pedro de Atacama |
| Antofagasta | 3 4 convencionales constituyentes         | Tocopilla            |
| Antofagasta | 3 4 convencionales constituyentes         | Antofagasta          |
| Antofagasta | 3 4 convencionales constituyentes         | Mejillones           |
| Antofagasta | 3 4 convencionales constituyentes         | Sierra Gorda         |
| Antofagasta | 3 4 convencionales constituyentes         | Taltal               |
| Atacama | 4 4 convencionales constituyentes         | Chañaral             |
| Atacama | 4 4 convencionales constituyentes         | Copiapó              |
| Atacama | 4 4 convencionales constituyentes         | Diego de Almagro     |
| Atacama | 4 4 convencionales constituyentes         | Alto del Carmen      |
| Atacama | 4 4 convencionales constituyentes         | Caldera              |
| Atacama | 4 4 convencionales constituyentes         | Huasco               |
| Atacama | 4 4 convencionales constituyentes         | Freirina             |
| Atacama | 4 4 convencionales constituyentes         | Tierra Amarilla      |
| Atacama | 4 4 convencionales constituyentes         | Vallenar             |
| Coquimbo | 5 6 convencionales constituyentes         | Andacollo            |
| Coquimbo | 5 6 convencionales constituyentes         | La Higuera           |
| Coquimbo | 5 6 convencionales constituyentes         | La Serena            |
| Coquimbo | 5 6 convencionales constituyentes         | Paihuano             |
| Coquimbo | 5 6 convencionales constituyentes         | Vicuña               |
| Coquimbo | 5 6 convencionales constituyentes         | Coquimbo             |
| Coquimbo | 5 6 convencionales constituyentes         | Ovalle               |
| Coquimbo | 5 6 convencionales constituyentes         | Río Hurtado          |
| Coquimbo | 5 6 convencionales constituyentes         | Canela               |
| Coquimbo | 5 6 convencionales constituyentes         | Combarbalá           |
| Coquimbo | 5 6 convencionales constituyentes         | Illapel              |
| Coquimbo | 5 6 convencionales constituyentes         | Los Vilos            |
| Coquimbo | 5 6 convencionales constituyentes         | Monte Patria         |
| Coquimbo | 5 6 convencionales constituyentes         | Punitaqui            |
| Coquimbo | 5 6 convencionales constituyentes         | Salamanca            |
| Valparaíso | 6 8 convencionales constituyentes         | Cabildo              |
| Valparaíso | 6 8 convencionales constituyentes         | La Calera            |
| Valparaíso | 6 8 convencionales constituyentes         | Hijuelas             |
| Valparaíso | 6 8 convencionales constituyentes         | La Cruz              |
| Valparaíso | 6 8 convencionales constituyentes         | La Ligua             |
| Valparaíso | 6 8 convencionales constituyentes         | Nogales              |
| Valparaíso | 6 8 convencionales constituyentes         | Papudo               |
| Valparaíso | 6 8 convencionales constituyentes         | Petorca              |
| Valparaíso | 6 8 convencionales constituyentes         | Puchuncaví           |
| Valparaíso | 6 8 convencionales constituyentes         | Quillota             |
| Valparaíso | 6 8 convencionales constituyentes         | Quintero             |
| Valparaíso | 6 8 convencionales constituyentes         | Zapallar             |
| Valparaíso | 6 8 convencionales constituyentes         | Calle Larga          |
| Valparaíso | 6 8 convencionales constituyentes         | Catemu               |
| Valparaíso | 6 8 convencionales constituyentes         | Llaillay             |
| Valparaíso | 6 8 convencionales constituyentes         | Los Andes            |
| Valparaíso | 6 8 convencionales constituyentes         | Panquehue            |
| Valparaíso | 6 8 convencionales constituyentes         | Putaendo             |
| Valparaíso | 6 8 convencionales constituyentes         | Rinconada            |
| Valparaíso | 6 8 convencionales constituyentes         | San Esteban          |
| Valparaíso | 6 8 convencionales constituyentes         | San Felipe           |
| Valparaíso | 6 8 convencionales constituyentes         | Santa María          |
| Valparaíso | 6 8 convencionales constituyentes         | Limache              |
| Valparaíso | 6 8 convencionales constituyentes         | Olmué                |
| Valparaíso | 6 8 convencionales constituyentes         | Quilpué              |
| Valparaíso | 6 8 convencionales constituyentes         | Villa Alemana        |
| Valparaíso | 7 7 convencionales constituyentes         | Isla de Pascua       |
| Valparaíso | 7 7 convencionales constituyentes         | Juan Fernández       |
| Valparaíso | 7 7 convencionales constituyentes         | Valparaíso           |
| Valparaíso | 7 7 convencionales constituyentes         | Concón               |
| Valparaíso | 7 7 convencionales constituyentes         | Viña del Mar         |
| Valparaíso | 7 7 convencionales constituyentes         | Algarrobo            |
| Valparaíso | 7 7 convencionales constituyentes         | Cartagena            |
| Valparaíso | 7 7 convencionales constituyentes         | Casablanca           |
| Valparaíso | 7 7 convencionales constituyentes         | El Quisco            |
| Valparaíso | 7 7 convencionales constituyentes         | El Tabo              |
| Valparaíso | 7 7 convencionales constituyentes         | San Antonio          |
| Valparaíso | 7 7 convencionales constituyentes         | Santo Domingo        |
| Metropolitana de Santiago | 8 7 convencionales constituyentes         | Colina               |
| Metropolitana de Santiago | 8 7 convencionales constituyentes         | Lampa                |
| Metropolitana de Santiago | 8 7 convencionales constituyentes         | Quilicura            |
| Metropolitana de Santiago | 8 7 convencionales constituyentes         | Pudahuel             |
| Metropolitana de Santiago | 8 7 convencionales constituyentes         | Tiltil               |
| Metropolitana de Santiago | 8 7 convencionales constituyentes         | Cerrillos            |
| Metropolitana de Santiago | 8 7 convencionales constituyentes         | Estación Central     |
| Metropolitana de Santiago | 8 7 convencionales constituyentes         | Maipú                |
| Metropolitana de Santiago | 9 6 convencionales constituyentes         | Conchalí             |
| Metropolitana de Santiago | 9 6 convencionales constituyentes         | Huechuraba           |
| Metropolitana de Santiago | 9 6 convencionales constituyentes         | Renca                |
| Metropolitana de Santiago | 9 6 convencionales constituyentes         | Cerro Navia          |
| Metropolitana de Santiago | 9 6 convencionales constituyentes         | Lo Prado             |
| Metropolitana de Santiago | 9 6 convencionales constituyentes         | Quinta Normal        |
| Metropolitana de Santiago | 9 6 convencionales constituyentes         | Independencia        |
| Metropolitana de Santiago | 9 6 convencionales constituyentes         | Recoleta             |
| Metropolitana de Santiago | 10 7 convencionales constituyentes        | Santiago             |
| Metropolitana de Santiago | 10 7 convencionales constituyentes        | Ñuñoa                |
| Metropolitana de Santiago | 10 7 convencionales constituyentes        | Providencia          |
| Metropolitana de Santiago | 10 7 convencionales constituyentes        | La Granja            |
| Metropolitana de Santiago | 10 7 convencionales constituyentes        | Macul                |
| Metropolitana de Santiago | 10 7 convencionales constituyentes        | San Joaquín          |
| Metropolitana de Santiago | 11 6 convencionales constituyentes        | Las Condes           |
| Metropolitana de Santiago | 11 6 convencionales constituyentes        | Lo Barnechea         |
| Metropolitana de Santiago | 11 6 convencionales constituyentes        | Vitacura             |
| Metropolitana de Santiago | 11 6 convencionales constituyentes        | La Reina             |
| Metropolitana de Santiago | 11 6 convencionales constituyentes        | Peñalolén            |
| Metropolitana de Santiago | 12 6 convencionales constituyentes        | La Florida           |
| Metropolitana de Santiago | 12 6 convencionales constituyentes        | Puente Alto          |
| Metropolitana de Santiago | 12 6 convencionales constituyentes        | La Pintana           |
| Metropolitana de Santiago | 12 6 convencionales constituyentes        | Pirque               |
| Metropolitana de Santiago | 12 6 convencionales constituyentes        | San José de Maipo    |
| Metropolitana de Santiago | 13 4 convencionales constituyentes        | El Bosque            |
| Metropolitana de Santiago | 13 4 convencionales constituyentes        | La Cisterna          |
| Metropolitana de Santiago | 13 4 convencionales constituyentes        | San Ramón            |
| Metropolitana de Santiago | 13 4 convencionales constituyentes        | Lo Espejo            |
| Metropolitana de Santiago | 13 4 convencionales constituyentes        | Pedro Aguirre Cerda  |
| Metropolitana de Santiago | 13 4 convencionales constituyentes        | San Miguel           |
| Metropolitana de Santiago | 14 5 convencionales constituyentes        | Buin                 |
| Metropolitana de Santiago | 14 5 convencionales constituyentes        | Calera de Tango      |
| Metropolitana de Santiago | 14 5 convencionales constituyentes        | Paine                |
| Metropolitana de Santiago | 14 5 convencionales constituyentes        | San Bernardo         |
| Metropolitana de Santiago | 14 5 convencionales constituyentes        | Alhué                |
| Metropolitana de Santiago | 14 5 convencionales constituyentes        | Curacaví             |
| Metropolitana de Santiago | 14 5 convencionales constituyentes        | El Monte             |
| Metropolitana de Santiago | 14 5 convencionales constituyentes        | Isla de Maipo        |
| Metropolitana de Santiago | 14 5 convencionales constituyentes        | María Pinto          |
| Metropolitana de Santiago | 14 5 convencionales constituyentes        | Melipilla            |
| Metropolitana de Santiago | 14 5 convencionales constituyentes        | Padre Hurtado        |
| Metropolitana de Santiago | 14 5 convencionales constituyentes        | Peñaflor             |
| Metropolitana de Santiago | 14 5 convencionales constituyentes        | San Pedro            |
| Metropolitana de Santiago | 14 5 convencionales constituyentes        | Talagante            |
| O'Higgins | 15 5 convencionales constituyentes        | Rancagua             |
| O'Higgins | 15 5 convencionales constituyentes        | Codegua              |
| O'Higgins | 15 5 convencionales constituyentes        | Coínco               |
| O'Higgins | 15 5 convencionales constituyentes        | Coltauco             |
| O'Higgins | 15 5 convencionales constituyentes        | Doñihue              |
| O'Higgins | 15 5 convencionales constituyentes        | Graneros             |
| O'Higgins | 15 5 convencionales constituyentes        | Machalí              |
| O'Higgins | 15 5 convencionales constituyentes        | Malloa               |
| O'Higgins | 15 5 convencionales constituyentes        | Mostazal             |
| O'Higgins | 15 5 convencionales constituyentes        | Olivar               |
| O'Higgins | 15 5 convencionales constituyentes        | Quinta de Tilcoco    |
| O'Higgins | 15 5 convencionales constituyentes        | Rengo                |
| O'Higgins | 15 5 convencionales constituyentes        | Requínoa             |
| O'Higgins | 16 4 convencionales constituyentes        | Chimbarongo          |
| O'Higgins | 16 4 convencionales constituyentes        | Las Cabras           |
| O'Higgins | 16 4 convencionales constituyentes        | Peumo                |
| O'Higgins | 16 4 convencionales constituyentes        | Pichidegua           |
| O'Higgins | 16 4 convencionales constituyentes        | San Fernando         |
| O'Higgins | 16 4 convencionales constituyentes        | San Vicente          |
| O'Higgins | 16 4 convencionales constituyentes        | Chépica              |
| O'Higgins | 16 4 convencionales constituyentes        | La Estrella          |
| O'Higgins | 16 4 convencionales constituyentes        | Litueche             |
| O'Higgins | 16 4 convencionales constituyentes        | Lolol                |
| O'Higgins | 16 4 convencionales constituyentes        | Marchigüe            |
| O'Higgins | 16 4 convencionales constituyentes        | Nancagua             |
| O'Higgins | 16 4 convencionales constituyentes        | Navidad              |
| O'Higgins | 16 4 convencionales constituyentes        | Palmilla             |
| O'Higgins | 16 4 convencionales constituyentes        | Paredones            |
| O'Higgins | 16 4 convencionales constituyentes        | Peralillo            |
| O'Higgins | 16 4 convencionales constituyentes        | Pichilemu            |
| O'Higgins | 16 4 convencionales constituyentes        | Placilla             |
| O'Higgins | 16 4 convencionales constituyentes        | Pumanque             |
| O'Higgins | 16 4 convencionales constituyentes        | Santa Cruz           |
| Maule | 17 7 convencionales constituyentes        | Curicó               |
| Maule | 17 7 convencionales constituyentes        | Hualañé              |
| Maule | 17 7 convencionales constituyentes        | Licantén             |
| Maule | 17 7 convencionales constituyentes        | Molina               |
| Maule | 17 7 convencionales constituyentes        | Rauco                |
| Maule | 17 7 convencionales constituyentes        | Romeral              |
| Maule | 17 7 convencionales constituyentes        | Sagrada Familia      |
| Maule | 17 7 convencionales constituyentes        | Teno                 |
| Maule | 17 7 convencionales constituyentes        | Vichuquén            |
| Maule | 17 7 convencionales constituyentes        | Talca                |
| Maule | 17 7 convencionales constituyentes        | Constitución         |
| Maule | 17 7 convencionales constituyentes        | Curepto              |
| Maule | 17 7 convencionales constituyentes        | Empedrado            |
| Maule | 17 7 convencionales constituyentes        | Maule                |
| Maule | 17 7 convencionales constituyentes        | Pelarco              |
| Maule | 17 7 convencionales constituyentes        | Pencahue             |
| Maule | 17 7 convencionales constituyentes        | Río Claro            |
| Maule | 17 7 convencionales constituyentes        | San Clemente         |
| Maule | 17 7 convencionales constituyentes        | San Rafael           |
| Maule | 18 4 convencionales constituyentes        | Colbún               |
| Maule | 18 4 convencionales constituyentes        | Linares              |
| Maule | 18 4 convencionales constituyentes        | San Javier           |
| Maule | 18 4 convencionales constituyentes        | Villa Alegre         |
| Maule | 18 4 convencionales constituyentes        | Yerbas Buenas        |
| Maule | 18 4 convencionales constituyentes        | Cauquenes            |
| Maule | 18 4 convencionales constituyentes        | Chanco               |
| Maule | 18 4 convencionales constituyentes        | Longaví              |
| Maule | 18 4 convencionales constituyentes        | Parral               |
| Maule | 18 4 convencionales constituyentes        | Pelluhue             |
| Maule | 18 4 convencionales constituyentes        | Retiro               |
| Ñuble | 19 5 convencionales constituyentes        | Bulnes               |
| Ñuble | 19 5 convencionales constituyentes        | Cobquecura           |
| Ñuble | 19 5 convencionales constituyentes        | Coelemu              |
| Ñuble | 19 5 convencionales constituyentes        | Ñiquén               |
| Ñuble | 19 5 convencionales constituyentes        | Portezuelo           |
| Ñuble | 19 5 convencionales constituyentes        | Quillón              |
| Ñuble | 19 5 convencionales constituyentes        | Quirihue             |
| Ñuble | 19 5 convencionales constituyentes        | Ninhue               |
| Ñuble | 19 5 convencionales constituyentes        | Ránquil              |
| Ñuble | 19 5 convencionales constituyentes        | San Carlos           |
| Ñuble | 19 5 convencionales constituyentes        | San Fabián           |
| Ñuble | 19 5 convencionales constituyentes        | San Nicolás          |
| Ñuble | 19 5 convencionales constituyentes        | Treguaco             |
| Ñuble | 19 5 convencionales constituyentes        | Chillán              |
| Ñuble | 19 5 convencionales constituyentes        | Chillán Viejo        |
| Ñuble | 19 5 convencionales constituyentes        | Coihueco             |
| Ñuble | 19 5 convencionales constituyentes        | El Carmen            |
| Ñuble | 19 5 convencionales constituyentes        | Pemuco               |
| Ñuble | 19 5 convencionales constituyentes        | Pinto                |
| Ñuble | 19 5 convencionales constituyentes        | San Ignacio          |
| Ñuble | 19 5 convencionales constituyentes        | Yungay               |
| Biobío | 20 7 convencionales constituyentes        | Hualpén              |
| Biobío | 20 7 convencionales constituyentes        | Talcahuano           |
| Biobío | 20 7 convencionales constituyentes        | Chiguayante          |
| Biobío | 20 7 convencionales constituyentes        | Concepción           |
| Biobío | 20 7 convencionales constituyentes        | San Pedro de la Paz  |
| Biobío | 20 7 convencionales constituyentes        | Coronel              |
| Biobío | 20 7 convencionales constituyentes        | Florida              |
| Biobío | 20 7 convencionales constituyentes        | Hualqui              |
| Biobío | 20 7 convencionales constituyentes        | Penco                |
| Biobío | 20 7 convencionales constituyentes        | Santa Juana          |
| Biobío | 20 7 convencionales constituyentes        | Tomé                 |
| Biobío | 21 4 convencionales constituyentes        | Arauco               |
| Biobío | 21 4 convencionales constituyentes        | Cabrero              |
| Biobío | 21 4 convencionales constituyentes        | Cañete               |
| Biobío | 21 4 convencionales constituyentes        | Contulmo             |
| Biobío | 21 4 convencionales constituyentes        | Curanilahue          |
| Biobío | 21 4 convencionales constituyentes        | Los Álamos           |
| Biobío | 21 4 convencionales constituyentes        | Lebu                 |
| Biobío | 21 4 convencionales constituyentes        | Lota                 |
| Biobío | 21 4 convencionales constituyentes        | Tirúa                |
| Biobío | 21 4 convencionales constituyentes        | Alto Biobío          |
| Biobío | 21 4 convencionales constituyentes        | Antuco               |
| Biobío | 21 4 convencionales constituyentes        | Laja                 |
| Biobío | 21 4 convencionales constituyentes        | Los Ángeles          |
| Biobío | 21 4 convencionales constituyentes        | Mulchén              |
| Biobío | 21 4 convencionales constituyentes        | Nacimiento           |
| Biobío | 21 4 convencionales constituyentes        | Negrete              |
| Biobío | 21 4 convencionales constituyentes        | Quilaco              |
| Biobío | 21 4 convencionales constituyentes        | Quilleco             |
| Biobío | 21 4 convencionales constituyentes        | San Rosendo          |
| Biobío | 21 4 convencionales constituyentes        | Santa Bárbara        |
| Biobío | 21 4 convencionales constituyentes        | Tucapel              |
| Biobío | 21 4 convencionales constituyentes        | Yumbel               |
| Araucanía | 22 3 convencionales constituyentes        | Angol                |
| Araucanía | 22 3 convencionales constituyentes        | Collipulli           |
| Araucanía | 22 3 convencionales constituyentes        | Ercilla              |
| Araucanía | 22 3 convencionales constituyentes        | Los Sauces           |
| Araucanía | 22 3 convencionales constituyentes        | Lumaco               |
| Araucanía | 22 3 convencionales constituyentes        | Purén                |
| Araucanía | 22 3 convencionales constituyentes        | Renaico              |
| Araucanía | 22 3 convencionales constituyentes        | Traiguén             |
| Araucanía | 22 3 convencionales constituyentes        | Curacautín           |
| Araucanía | 22 3 convencionales constituyentes        | Galvarino            |
| Araucanía | 22 3 convencionales constituyentes        | Lautaro              |
| Araucanía | 22 3 convencionales constituyentes        | Lonquimay            |
| Araucanía | 22 3 convencionales constituyentes        | Melipeuco            |
| Araucanía | 22 3 convencionales constituyentes        | Perquenco            |
| Araucanía | 22 3 convencionales constituyentes        | Victoria             |
| Araucanía | 22 3 convencionales constituyentes        | Vilcún               |
| Araucanía | 23 6 convencionales constituyentes        | Padre Las Casas      |
| Araucanía | 23 6 convencionales constituyentes        | Temuco               |
| Araucanía | 23 6 convencionales constituyentes        | Carahue              |
| Araucanía | 23 6 convencionales constituyentes        | Cholchol             |
| Araucanía | 23 6 convencionales constituyentes        | Freire               |
| Araucanía | 23 6 convencionales constituyentes        | Nueva Imperial       |
| Araucanía | 23 6 convencionales constituyentes        | Pitrufquén           |
| Araucanía | 23 6 convencionales constituyentes        | Saavedra             |
| Araucanía | 23 6 convencionales constituyentes        | Teodoro Schmidt      |
| Araucanía | 23 6 convencionales constituyentes        | Cunco                |
| Araucanía | 23 6 convencionales constituyentes        | Curarrehue           |
| Araucanía | 23 6 convencionales constituyentes        | Gorbea               |
| Araucanía | 23 6 convencionales constituyentes        | Loncoche             |
| Araucanía | 23 6 convencionales constituyentes        | Pucón                |
| Araucanía | 23 6 convencionales constituyentes        | Toltén               |
| Araucanía | 23 6 convencionales constituyentes        | Villarrica           |
| Los Ríos | 24 4 convencionales constituyentes        | Corral               |
| Los Ríos | 24 4 convencionales constituyentes        | Lanco                |
| Los Ríos | 24 4 convencionales constituyentes        | Máfil                |
| Los Ríos | 24 4 convencionales constituyentes        | Mariquina            |
| Los Ríos | 24 4 convencionales constituyentes        | Valdivia             |
| Los Ríos | 24 4 convencionales constituyentes        | Futrono              |
| Los Ríos | 24 4 convencionales constituyentes        | La Unión             |
| Los Ríos | 24 4 convencionales constituyentes        | Lago Ranco           |
| Los Ríos | 24 4 convencionales constituyentes        | Los Lagos            |
| Los Ríos | 24 4 convencionales constituyentes        | Paillaco             |
| Los Ríos | 24 4 convencionales constituyentes        | Panguipulli          |
| Los Ríos | 24 4 convencionales constituyentes        | Río Bueno            |
| Los Lagos | 25 3 convencionales constituyentes        | Osorno               |
| Los Lagos | 25 3 convencionales constituyentes        | San Juan de la Costa |
| Los Lagos | 25 3 convencionales constituyentes        | San Pablo            |
| Los Lagos | 25 3 convencionales constituyentes        | Fresia               |
| Los Lagos | 25 3 convencionales constituyentes        | Frutillar            |
| Los Lagos | 25 3 convencionales constituyentes        | Llanquihue           |
| Los Lagos | 25 3 convencionales constituyentes        | Los Muermos          |
| Los Lagos | 25 3 convencionales constituyentes        | Puerto Octay         |
| Los Lagos | 25 3 convencionales constituyentes        | Puerto Varas         |
| Los Lagos | 25 3 convencionales constituyentes        | Puyehue              |
| Los Lagos | 25 3 convencionales constituyentes        | Purranque            |
| Los Lagos | 25 3 convencionales constituyentes        | Río Negro            |
| Los Lagos | 26 4 convencionales constituyentes        | Calbuco              |
| Los Lagos | 26 4 convencionales constituyentes        | Cochamó              |
| Los Lagos | 26 4 convencionales constituyentes        | Maullín              |
| Los Lagos | 26 4 convencionales constituyentes        | Puerto Montt         |
| Los Lagos | 26 4 convencionales constituyentes        | Ancud                |
| Los Lagos | 26 4 convencionales constituyentes        | Castro               |
| Los Lagos | 26 4 convencionales constituyentes        | Chaitén              |
| Los Lagos | 26 4 convencionales constituyentes        | Chonchi              |
| Los Lagos | 26 4 convencionales constituyentes        | Curaco de Vélez      |
| Los Lagos | 26 4 convencionales constituyentes        | Dalcahue             |
| Los Lagos | 26 4 convencionales constituyentes        | Futaleufú            |
| Los Lagos | 26 4 convencionales constituyentes        | Hualaihué            |
| Los Lagos | 26 4 convencionales constituyentes        | Palena               |
| Los Lagos | 26 4 convencionales constituyentes        | Puqueldón            |
| Los Lagos | 26 4 convencionales constituyentes        | Queilén              |
| Los Lagos | 26 4 convencionales constituyentes        | Quellón              |
| Los Lagos | 26 4 convencionales constituyentes        | Quemchi              |
| Los Lagos | 26 4 convencionales constituyentes        | Quinchao             |
| Aysén | 27 3 convencionales constituyentes        | Aysén                |
| Aysén | 27 3 convencionales constituyentes        | Cisnes               |
| Aysén | 27 3 convencionales constituyentes        | Chile Chico          |
| Aysén | 27 3 convencionales constituyentes        | Coyhaique            |
| Aysén | 27 3 convencionales constituyentes        | Cochrane             |
| Aysén | 27 3 convencionales constituyentes        | Guaitecas            |
| Aysén | 27 3 convencionales constituyentes        | Lago Verde           |
| Aysén | 27 3 convencionales constituyentes        | Río Ibáñez           |
| Aysén | 27 3 convencionales constituyentes        | O'Higgins            |
| Aysén | 27 3 convencionales constituyentes        | Tortel               |
| Magallanes y la Antártica Chilena | 28 3 convencionales constituyentes        | Antártica            |
| Magallanes y la Antártica Chilena | 28 3 convencionales constituyentes        | Cabo de Hornos       |
| Magallanes y la Antártica Chilena | 28 3 convencionales constituyentes        | Laguna Blanca        |
| Magallanes y la Antártica Chilena | 28 3 convencionales constituyentes        | Natales              |
| Magallanes y la Antártica Chilena | 28 3 convencionales constituyentes        | Porvenir             |
| Magallanes y la Antártica Chilena | 28 3 convencionales constituyentes        | Primavera            |
| Magallanes y la Antártica Chilena | 28 3 convencionales constituyentes        | Punta Arenas         |
| Magallanes y la Antártica Chilena | 28 3 convencionales constituyentes        | Río Verde            |
| Magallanes y la Antártica Chilena | 28 3 convencionales constituyentes        | San Gregorio         |
| Magallanes y la Antártica Chilena | 28 3 convencionales constituyentes        | Timaukel             |
| Magallanes y la Antártica Chilena | 28 3 convencionales constituyentes        | Torres del Paine     |
| Escaños para pueblos originarios | Nacional 17 convencionales constituyentes | Sistema especial     |

Para el caso de los escaños reservados para pueblos originarios, estos son 7 para el pueblo mapuche, 2 para el pueblo aimara y uno para cada uno de los pueblos restantes (quechua, atacameño, colla, diaguita, kawésqar, yagán, chango y rapanui), teniendo presente que cada pueblo puede tener candidaturas cuyo domicilio electoral sea en algunas de las regiones establecida por la ley 21.298. La elección se realizará de la siguiente forma:
- Para el pueblo mapuche se elige el candidato más votado de entre los que tengan domicilio electoral en la región Metropolitana de Santiago, de Coquimbo, de Valparaíso, del Libertador General Bernardo O’Higgins o del Maule; se escogen las cuatro candidaturas más votadas que tengan domicilio electoral en las regiones de Ñuble, del Biobío o de La Araucanía; y las dos candidaturas más votadas que tengan domicilio en las regiones de Los Ríos, de Los Lagos o de Aysén.
- Para el pueblo aimara se escogen las 2 candidaturas más votadas.
- Para los demás pueblos se elige la candidatura más votada.